# St-Nectaire (Saint-Nectaire)
Die romanische Kirche Saint-Nectaire ist eine ehemalige Wallfahrts- und Prioratskirche, die sich auf dem Mont Cornadore im gleichnamigen Ort befindet. In ihrer Umgebung hat sich die Oberstadt Saint-Nectaire-le-Haut angesiedelt. Die Ortschaft liegt in der Région Auvergne-Rhône-Alpes, im Département Puy-de-Dôme und etwa dreißig Kilometer südwestlich der Großstadt Clermont-Ferrand.
Saint-Nectaire gehört zu den Hauptkirchen der Niederen Auvergne oder der Limagne, so wie die Kirchen von Orcival, Issoire, Saint-Saturnin und Mozac und die Stiftskirche Notre-Dame du Port in Clermont-Ferrand. Sie ist repräsentativ für die sogenannte Auvergnatische Bauschule der Romanik, deren Kirchen sich bei unterschiedlichen Dimensionen nahezu bis ins Detail gleichen. Die ehemalige romanische Kathedrale von Clermont-Ferrand würde als ihre Mutterkirche auch dazu gehören, wenn sie nicht einem gotischen Neubau hätte weichen müssen.

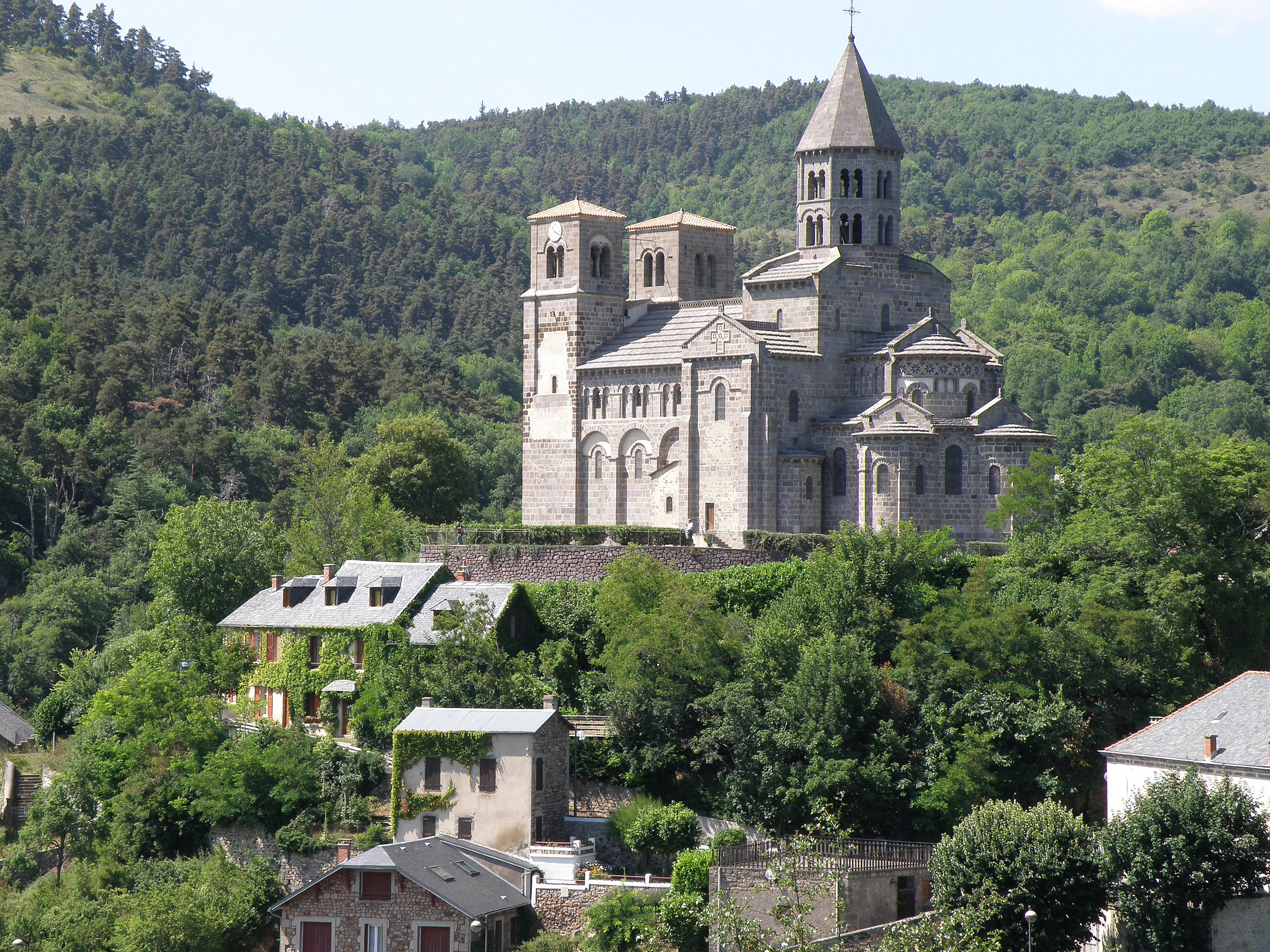
Ehemalige Prioratskirche Saint-Nectaire, von Südosten

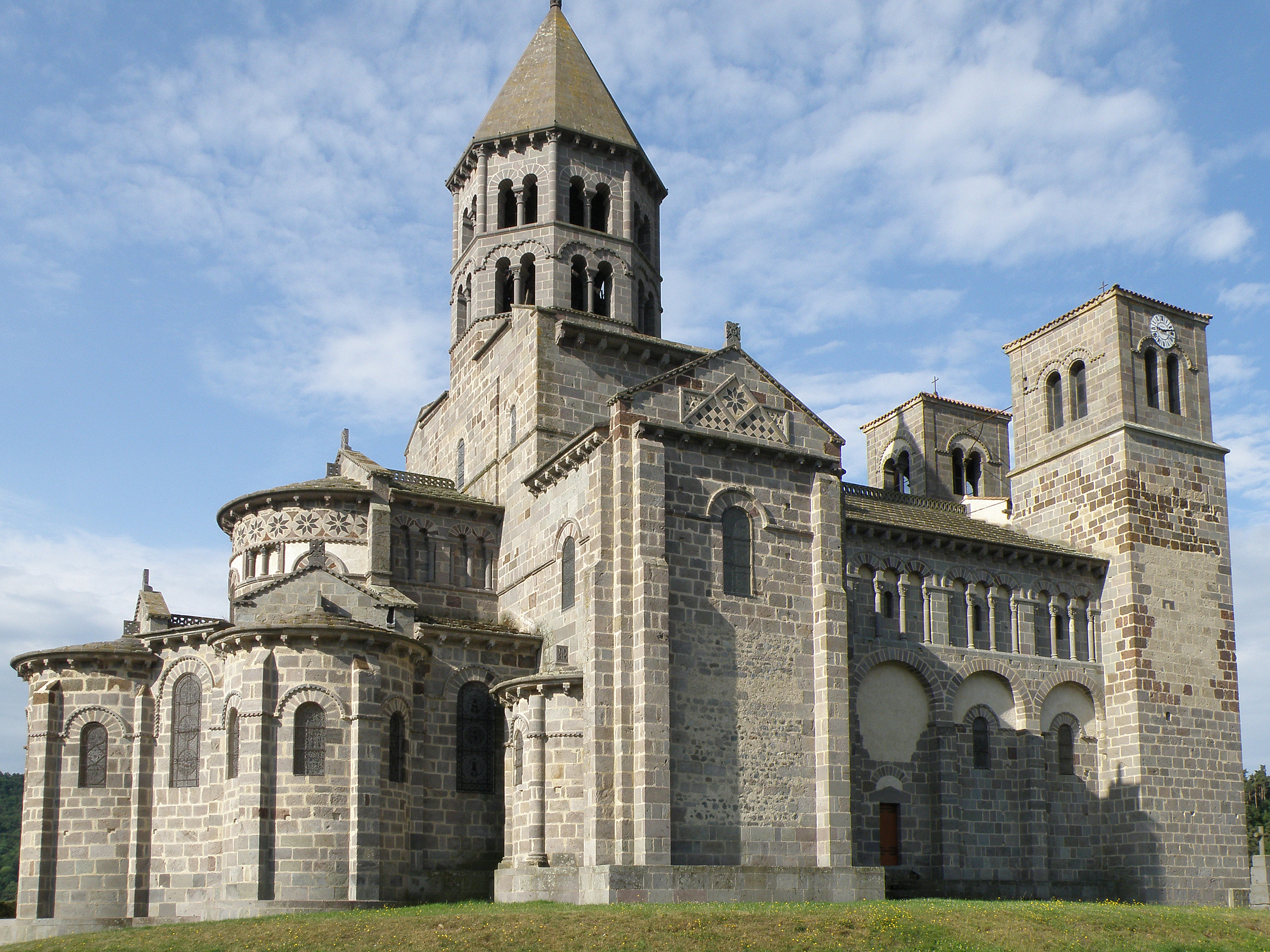
Ansicht von Nordosten

## Geschichte

### Mittelalter

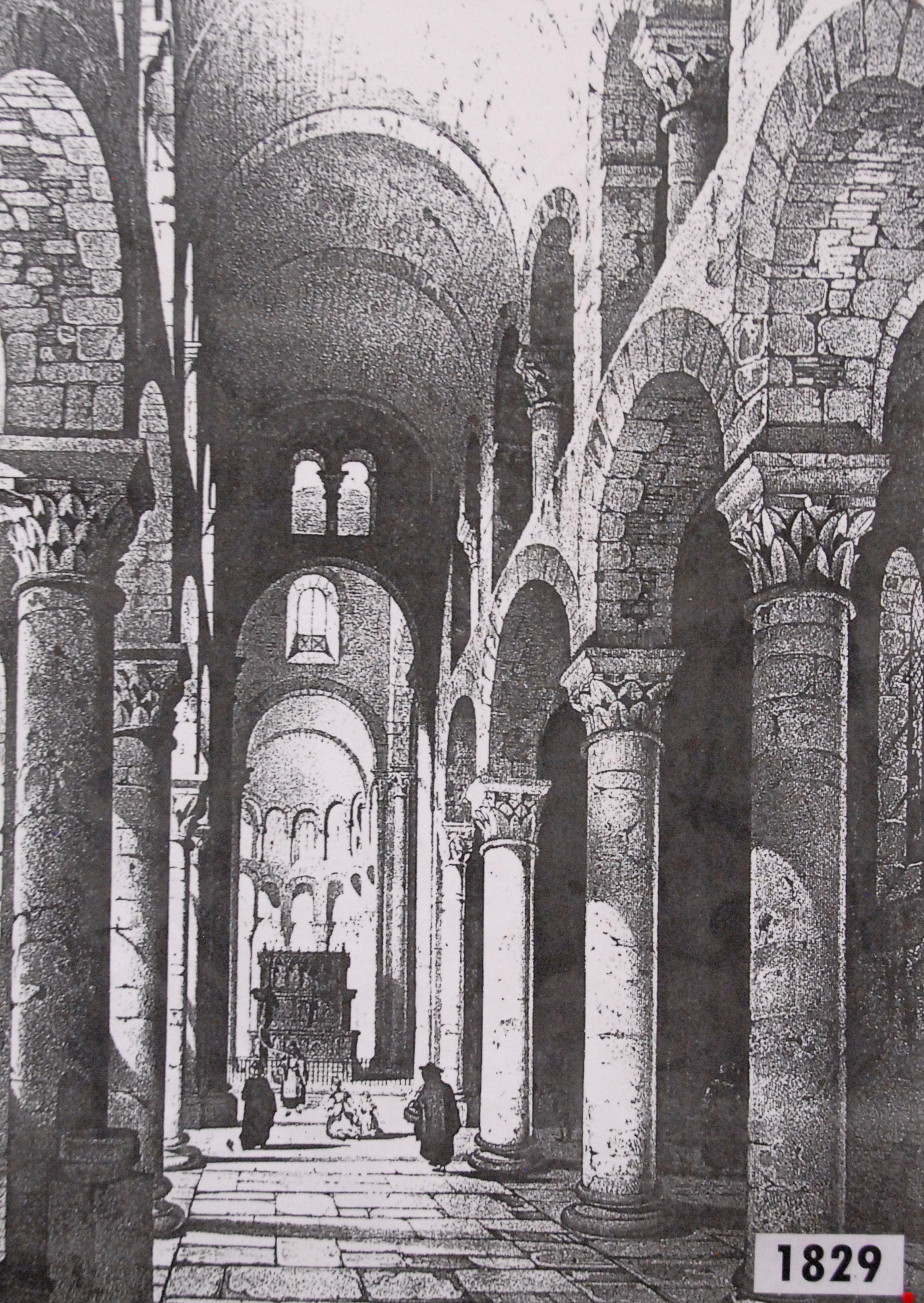
Druckgrafik von 1829

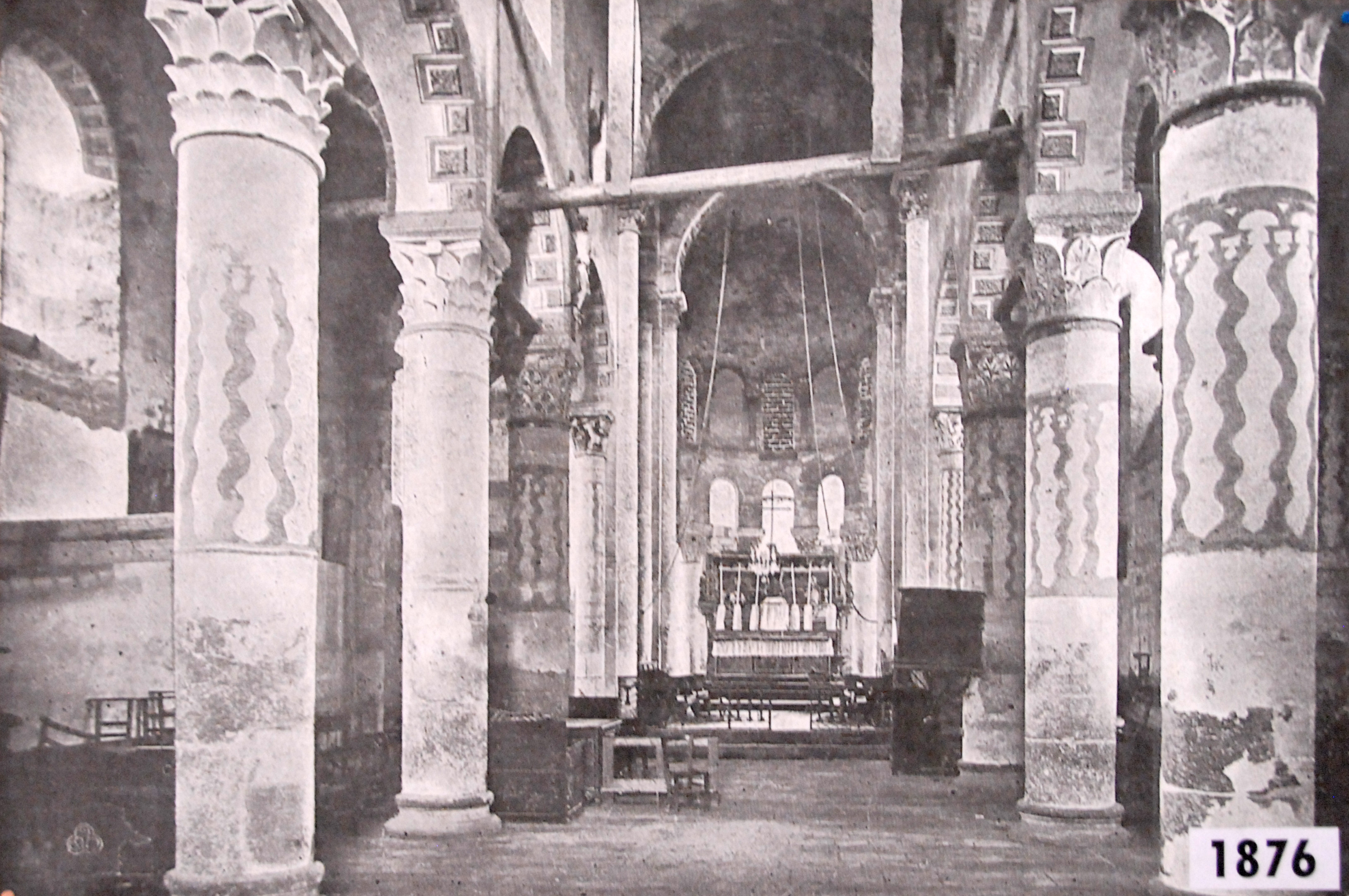
Foto von 1876

In der Zeit der Christianisierung der Auvergne im 3. und 4. Jahrhundert war der heilige Nektarius (frz. Nectaire) ein enger Gefährte und Schüler des heiligen Austremonius (frz. Austremoine), des Missionars und späteren Bischofs der Auvergne († um 314). Nektarius wurde nach seinem Tode auf dem Gipfel des Mont Cornadore bestattet. In der Liste der Erzbischöfe von Vienne taucht ein heiliger Nektarius auf mit der Jahreszahl: „circa 356“. Ob es sich hierbei um den hier verehrten Nectaire handelt, ist nicht bekannt.
Ihm zu Ehren errichtete man – mehr als 800 Jahre nach seinem Tod – über seinem Grab die romanische Kirche, wie sie heute noch bekannt ist. Ob die Kirche einen Vorgängerbau hatte, ist nicht bekannt.
Überliefert ist hingegen, dass zwischen 1146 und 1178 (vermutlich aber vor 1169, siehe Sterbedatum Wilhelms VII.) die Mönche der knapp 100 km entfernten Abtei La Chaise-Dieu das Landgut von Saint-Nectaire von dem Grafen der Auvergne Wilhelm VII. († wohl 1169, genannt Guillaume le Jeune) als Schenkung erhielten und dort ein Priorat einrichteten. Zwei päpstliche Bullen dienen als Anhaltspunkte zur Datierung: Unter Papst Eugen III. (1145–1153) wird Saint-Nectaire noch nicht erwähnt; im Jahr 1178, unter Papst Alexander III., zählt es jedoch zu den La Chaise-Dieu gehörenden Landgütern.
Nicht bekannt ist, woher die Mittel zum Bau der Kirche stammten. Als Stifter bzw. Erbauer in Frage kämen Wilhelm VII. oder die Abtei La Chaise-Dieu, vielleicht auch jener Ranulfo, der in der Kapitellplastik der Kirche genannt ist (siehe Chorkapitell C12).
Zusammengefasst lässt sich feststellen, dass die Kirche irgendwann in der zweiten Hälfte des 12. Jahrhunderts über dem Grab des heiligen Nectaire in kurzer Zeit und in einheitlichem Stil errichtet worden ist.

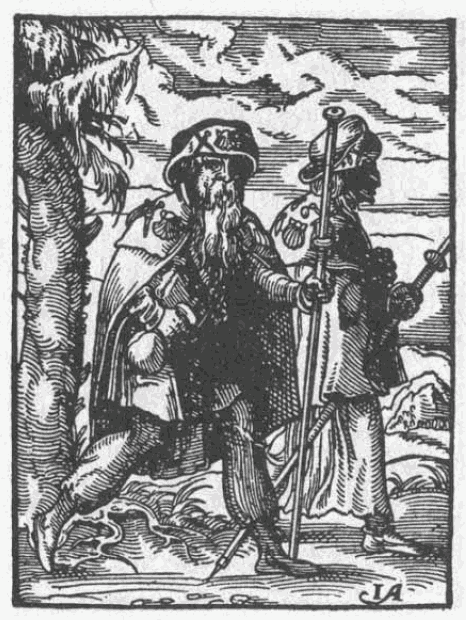
Jakobspilger, Holzschnitt von 1568

Saint-Nectaire liegt, wie alle Hauptkirchen der Basse Auvergne, an einer Nebenroute des Jakobswegs, etwa mittig zwischen den Hauptrouten der Via Lemovicensis (Start in Vézelay) und der Via Podiensis (Start in le Puy). Die eigentliche Blütezeit der Jakobswallfahrt fand in der ersten Hälfte des 12. Jahrhunderts statt, in der die Pilger zu Hunderttausenden auf den Haupt- und Nebenrouten nach Süden zogen. Vor allem in dieser Zeit entstanden im Einzugsbereich dieser Wege zahlreiche Kirchen, Klöster, Hospize, Herbergen, wie auch Friedhöfe für die Pilger, die gestorben waren, weil sie den Strapazen der Reise nicht gewachsen waren. Dass die Prioratskirche Saint-Nectaire, eigentlich eine typische Pilgerkirche mit Umgangschor und Kapellen, an den Wallfahrten nach Santiago de Compostela noch wesentlich teilhaben konnte, ist eher unwahrscheinlich. Durch den Streit Englands mit Frankreich um Aquitanien gingen die Pilgerbewegungen im Südwesten Frankreichs in der Mitte des 12. Jahrhunderts stark zurück, im 13. und 14. Jahrhundert versiegten sie fast ganz.
Ebenso ist nichts über Wallfahrten zu Ehren der Reliquien des heiligen Nektarius und seiner Gefährten bekannt. Nur das Kirchenbauwerk und das Reliquiar des heiligen Baudimus (siehe Kirchenschatz) geben Zeugnis davon. Baudimus war zusammen mit dem heiligen Auditor Gefährte des heiligen Nektarius bei der Christianisierung der Auvergne im 4. Jahrhundert.

### Neuzeit
Während der Französischen Revolution von 1789 und in ihrer Folge wurde das Kirchenbauwerk, vor allem ihre Wahrzeichen, die beiden Fassadentürme und der Vierungsturm, stark beschädigt.
Im 19. Jahrhundert wurde die Kirche wiederhergestellt, um die Jahrhundertmitte erneuerte man die Fassadentürme. Im Jahr 1875 beauftragte man den Architekten Bruyerre mit einer umfassenden Restaurierung des Bauwerks. Dieser war zwar bekannt für seinen Schönheitssinn, er zeigte aber wenig Spürsinn und Ehrerbietung gegenüber den historischen Architekturen als Zeugen der Vergangenheit. So errichtete er den Vierungsturm vollständig neu, obgleich das untere der beiden Geschosse noch erhalten war. Er bekleidete die Außenwände des Langhauses mit Blendarkaden, die ursprünglich nicht vorhanden waren. Er verschönert ebenso die Nord- und Südwand der Querhausarme wie auch das Chorjoch. Hier wäre mehr Zurückhaltung des Restaurators angebracht gewesen.
Wahrscheinlich sind auch in dieser Zeit die ursprünglichen Dacheindeckungen aus roten Hohlziegeln im römischen Format gegen die heute noch vorhandenen grauen Steinplatten ausgetauscht worden. Lediglich die beiden Türme des Westwerks besitzen heute Eindeckungen aus roten Hohlziegeln. Ob diese einmal zeitweise Vorgänger aus grauen Steinplatten hatten, ist nicht bekannt.
Im Jahr 2006 begannen umfassende Restaurierungsarbeiten im Innenraum der Kirche, die in drei Bauabschnitten durchgeführt wurden und inzwischen abgeschlossen sind.

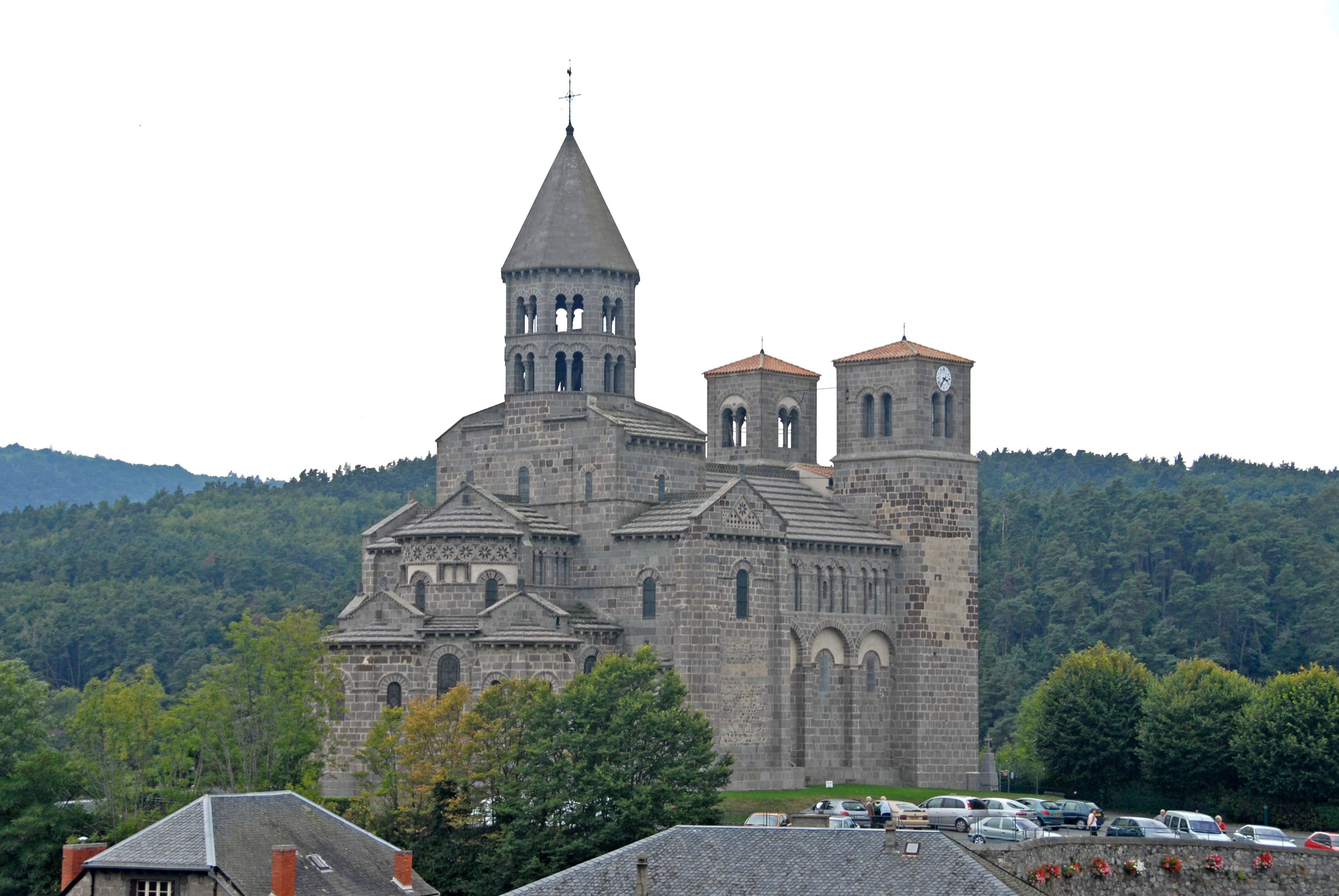
Überblick von NO

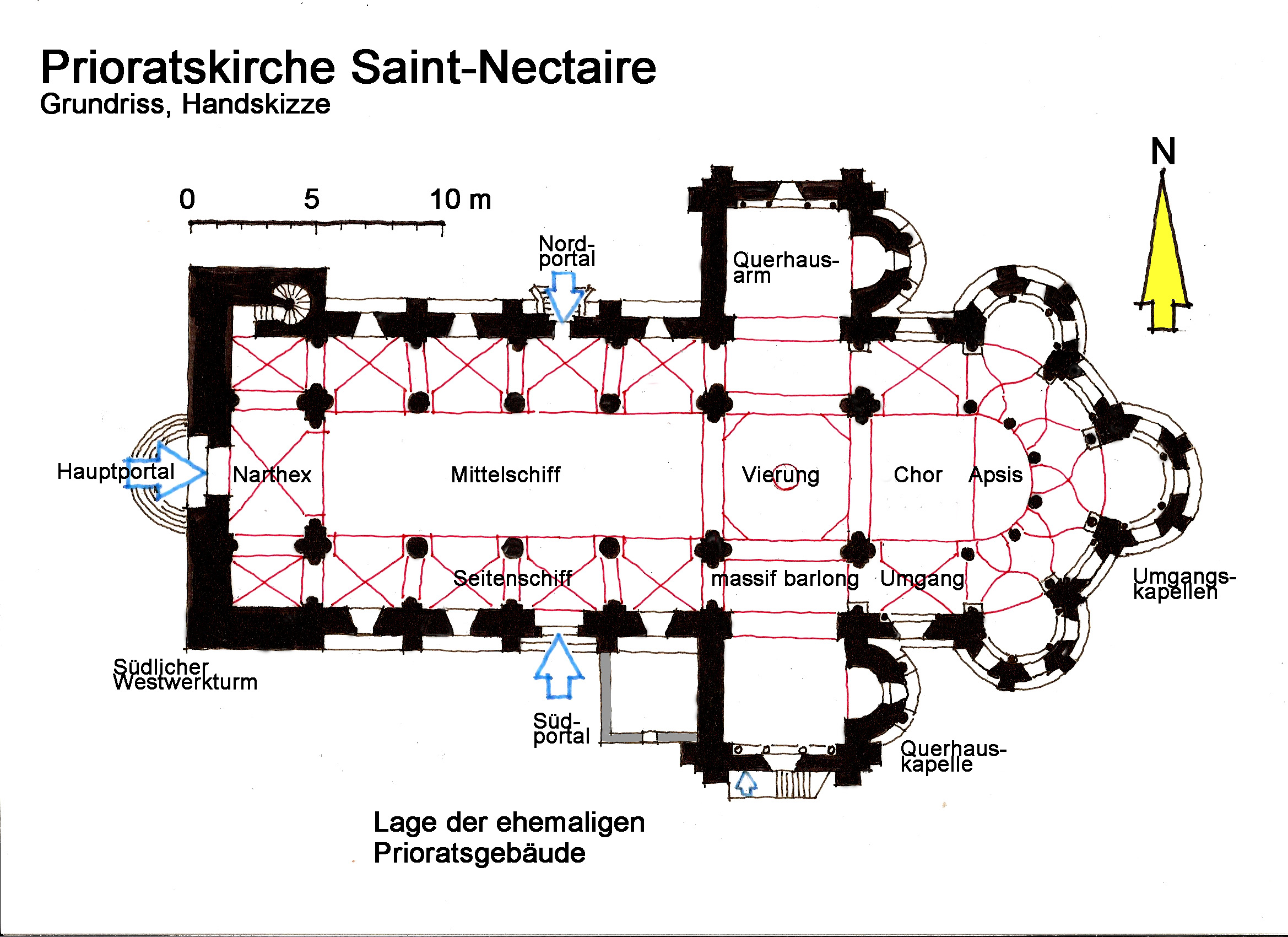
Grundriss, Handskizze

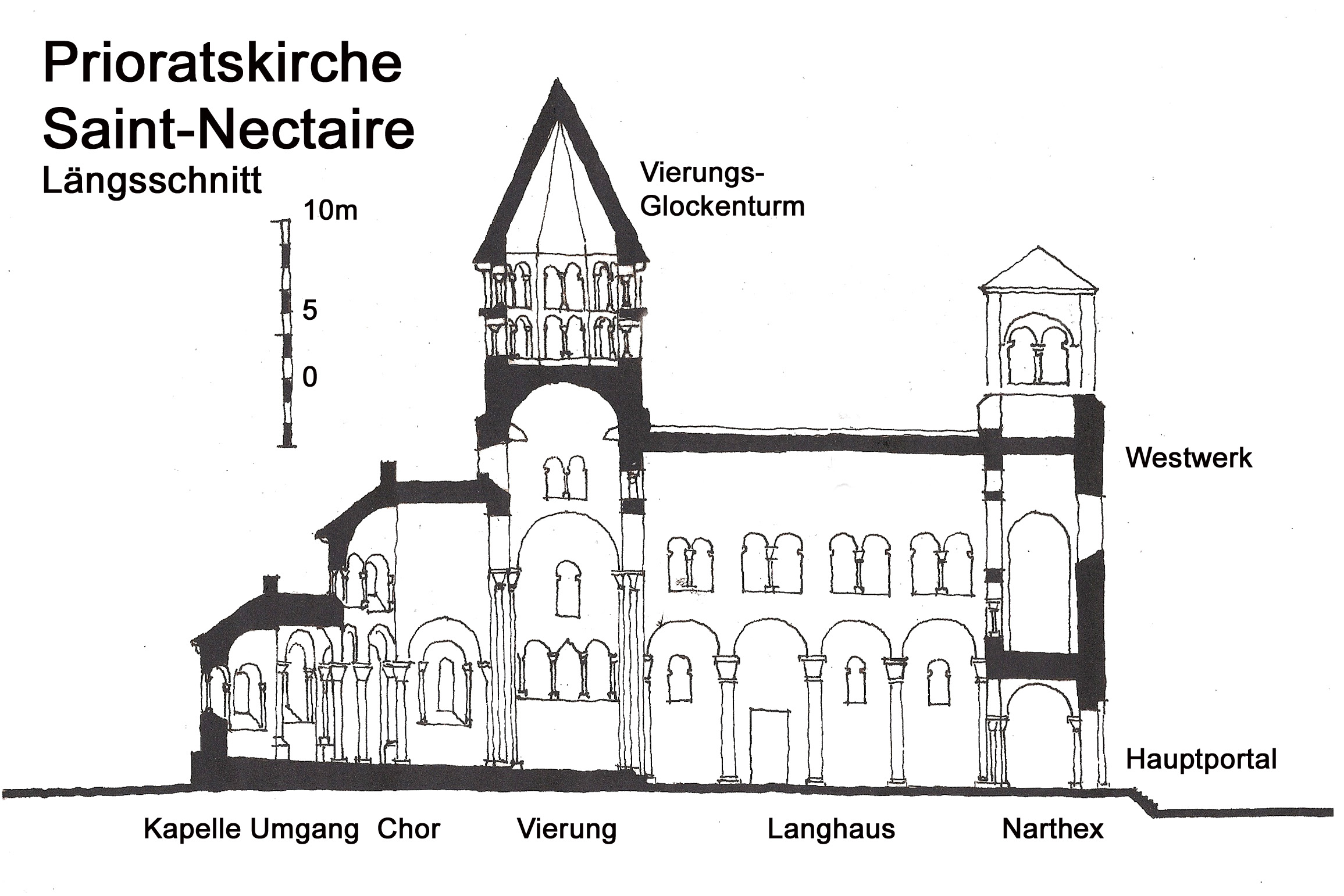
Längsschnitt, Handskizze

## Bauwerk

### Maße und Grundriss
- Gesamtlänge außen: 39,80 m
- Langhausbreite außen (ohne Wandvorlagen): 12,70 m
- Querhauslänge außen (ohne Wandvorlagen): 23,30 m
- Querhausbreite außen (ohne Wandvorlagen): 6,70 m
- Gesamtlänge innen: 37,60 m
- Langhausbreite innen: 10,90 m
- Mittelschiffbreite innen (zwischen Scheidewänden): 5,00 m
- Querhauslänge innen: 21,70 m
- Querhausbreite innen: 5,00 m
- Mittelschiffhöhe innen: 15,00 m
- Seitenschiffhöhe innen: 7,50 m
- Kuppelhöhe im Scheitel: 18,50 m

Saint-Nectaire besitzt, wie die anderen Hauptkirchen der Niederen Auvergne (siehe Einleitung), einen regelmäßigen und komplexen Grund- und Aufriss, und weist wie sie eine seltene nahezu einzigartige Homogenität und Kontinuität auf. Man erkennt im Bauwerk keinerlei Weiterentwicklung des Baustils, wie auch bei den anderen Hauptkirchen. Dabei entsteht der Eindruck, als ob man bei allen diesen Kirchen den Plänen eines einzigen Baumeisters gefolgt sei.
Das ganze Ensemble spricht für eine zügige Bauausführung von Saint-Nectaire. Nicht zuletzt hat das mit den angewandten Bauverfahren zu tun. So findet man hier, wie auch bei den anderen Hauptkirchen, materialsparende Verfahren wie geringere Dicken der Wände und Pfeiler oder die überwiegende Verwendung von unbearbeitetem oder gering bearbeitetem Bruchstein, statt ausschließlich Werkstein. Die einfache Formgebung des Mittelschiffs als Tonnengewölbe, ohne Gurtbögen, gehört zu den zeitsparenden Bauverfahren, wie auch die Herstellung der Arkadenbögen, die vollständig in Wand und Gewölbe aufgehen, mit nur einem einzigen Bogengerüst.
Weniger Material und geringere Bearbeitung desselben bedeuteten Einsparungen beim Transport und an Arbeitszeit der Steinmetze wie auch Erleichterungen in Bau und Handhabung der Bogengerüste. Die Baustellen der Hauptkirchen der Limage sind dementsprechend schneller vorangekommen als andere.

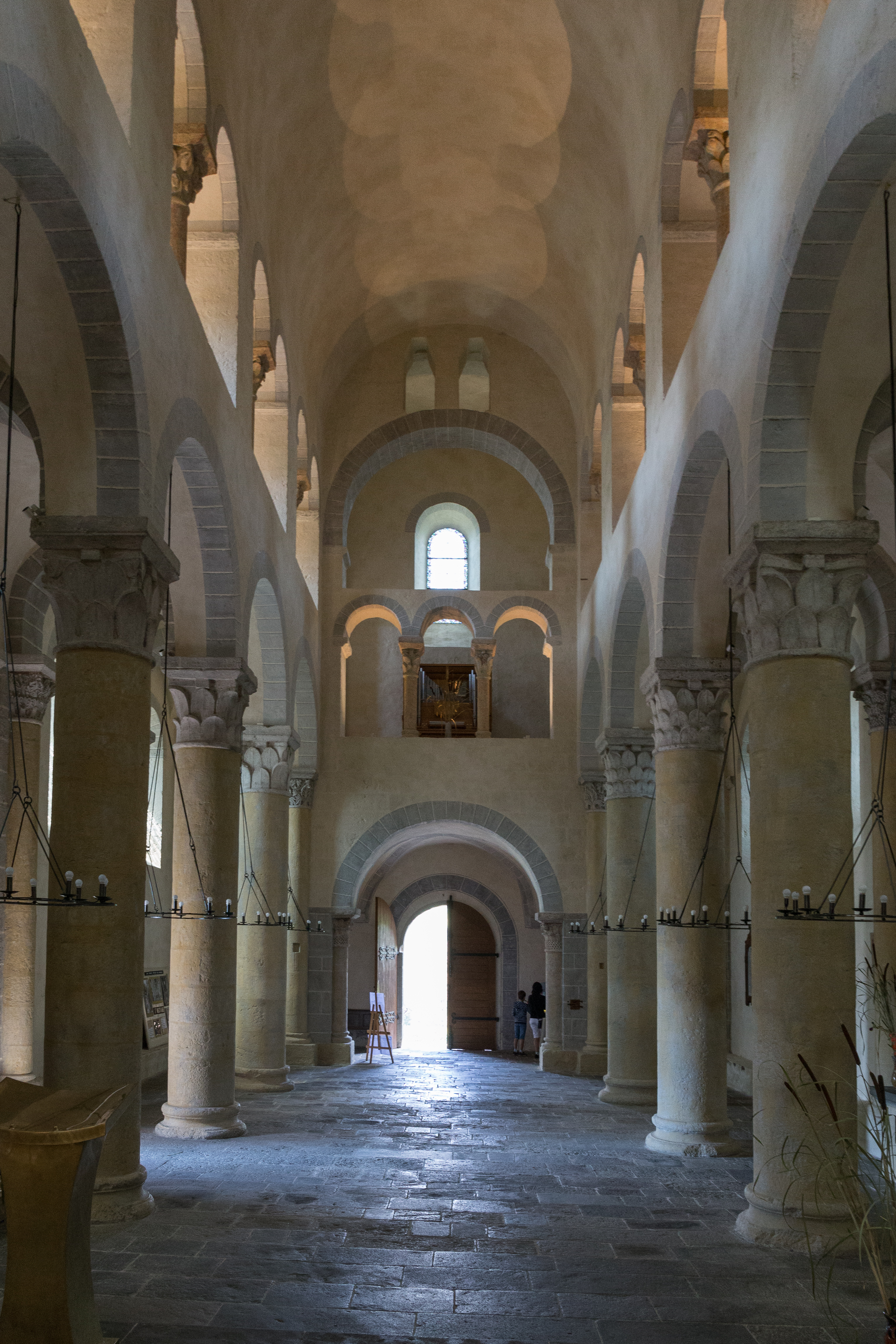
Mittelschiff zum Narthex

Saint-Nectaire ist nach der von Saint-Saturnin die zweitkleinste der Hauptkirchen der Basse-Auvergne. Dennoch wurde auf engstem Raum der ganze Grundriss einer Großkirche realisiert, einer dreischiffigen Emporenbasilika, mit Chorumgang und fünf Radialkapellen. Es wiederholt sich hier in kleinerem Maßstab alles, was die auvergnatische Romanik kennzeichnet. Nicht zuletzt trägt die Verwirklichung der vielgliedrigeren Architektur auf engstem Raum zu der besonderen Intimität von Saint-Nectaire bei.
Die vermutlich einzige Abweichung des Bauwerkes von der einheitlichen Linie der übrigen Hauptkirchen findet man im Langhaus zwischen dem Mittelschiff und den Seitenschiffen unterhalb des Emporengeschosses. Hier tragen Säulen die Arkaden und nicht die üblichen Pfeiler mit teilweise vorgeblendeten Diensten.

### Innenraum

#### Narthex

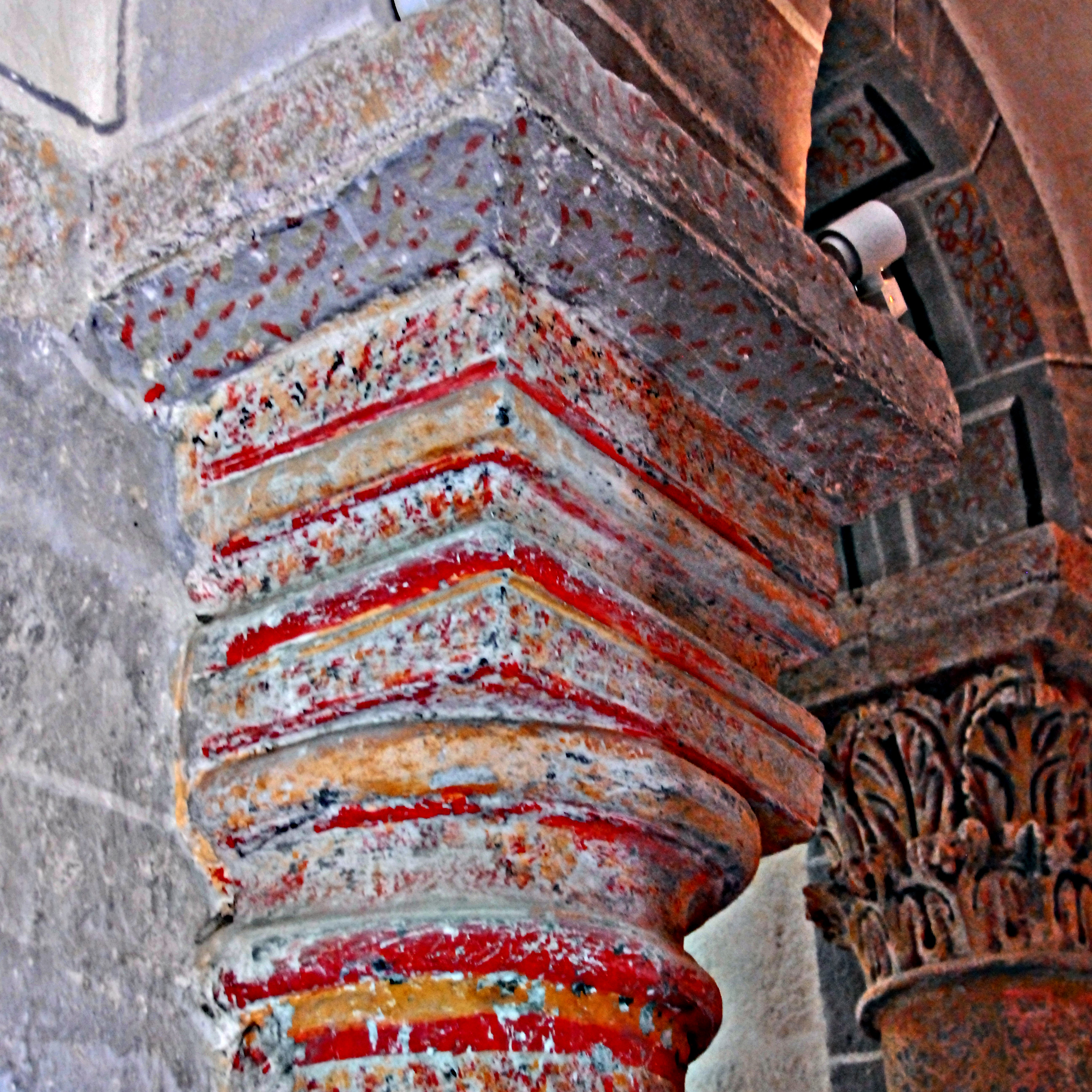
Kapitell im Narthex

Der Zugang zur Kirche erfolgt über das zentral in der Fassade angeordnete große rundbogige Hauptportal in den Narthex. Anders als in frühchristlichen Kirchen, wo der Narthex den Katechumenen vorbehalten blieb, hat der Narthex in der Auvergne die Funktion eines Vestibüls, das man durchschreiten muss, um in den durchlichteten sakralen Raum der Kirche zu gelangen. Architektonisch ist er hier vollkommen integriert in den Baukörper und reicht über lediglich ein Joch mit einem zu einer Empore ausgestalteten Obergeschoss von der Breite des Langhauses. Durch die kräftigen Pfeiler, das niedrige Kreuzgratgewölbe und das herrschende Dämmerlicht wird seine Funktion als Ort der Sammlung und des Transits in eine andere Welt evoziert.

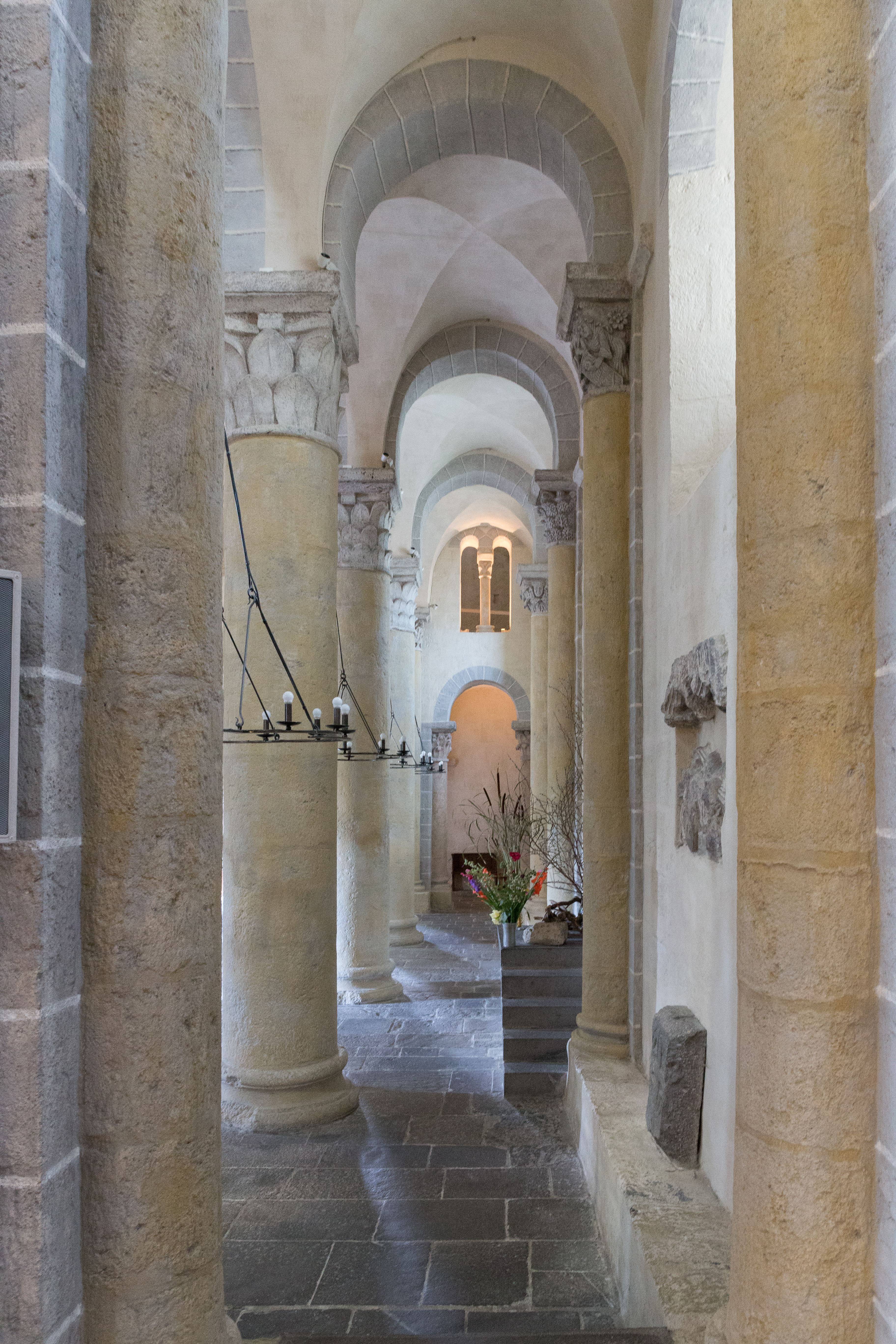
Nördliches Seitenschiff zum Narthex

Die langgestreckte im Grundriss rechteckige Empore wird von Pfeilern getragen, die allseitig von Diensten flankiert werden und mit skulptierten Kapitellen und profilierten Kämpfern ausgerüstet sind. Das mittlere Kreuzgratgewölbe geht, ähnlich wie in den Seitenschiffen, nahtlos in die halbkreisförmigen Bögen zum Schiff über. Die Öffnungen zu den Seitenschiffen sind etwas schlanker als diejenigen zwischen den Seitenschiffjochen. Die Mauern des Narthex sind dicker als die des Langhauses, weil sie zum Tragen der Türme bestimmt sind.
Auf die Emporen gelangt man über die Spindeltreppe im Nordturm. Die Empore öffnet sich weit auf das Mittelschiff. Noch in Höhe der Mittelschiffarkaden ist eine Drillingsöffnung installiert mit zwei Säulchen und skulptierten Kapitellen. Darüber ist ein großer Triumphbogen in ganzer Breite der Drillingsöffnung ausgespart, der mit einem Rundbogen überdeckt wird. Darüber, knapp unter dem Gewölbescheitel, befinden sich noch zwei kleine rundbogige Öffnungen, die von einem kleinen Pfeiler getrennt werden. Zu den Seitenschiffen weisen rundbogige Zwillingsöffnungen. Das Obergeschoss wird erhellt durch das zentrale Fenster über dem Hauptportal, über das in den Abendstunden das gelbe Licht der Abendsonne durch die großen Öffnungen in das Mittelschiff hineinstrahlt.

#### Langhaus
Das vierjochige Langhaus besitzt den Aufriss einer dreischiffigen Emporenbasilika. Das Mittelschiff ist doppelt so hoch wie die Seitenschiffe. Es ist mit einer glatten Tonne überwölbt, die von den Wänden des Mittelschiffs getragen wird. Die Wände gehen ohne horizontalen Abschluss fließend in das Tonnengewölbe über.

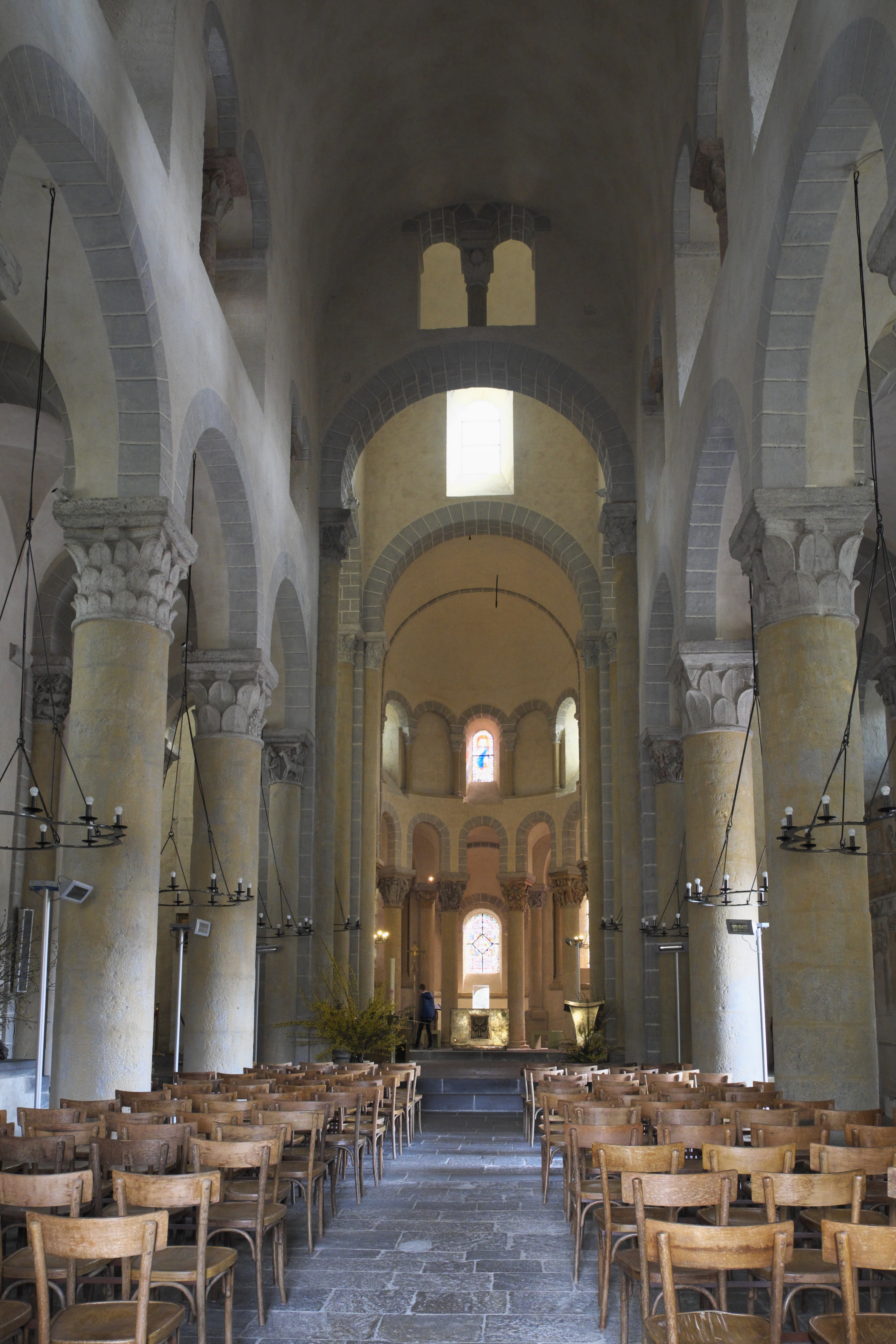
Mittelschiff zum Chor

Die Last des steinernen Gewölbes erzeugt nicht nur senkrecht wirkende Kräfte, die von den Mittelschiffwänden über die Pfeiler in die Fundamente abgeleitet werden, sondern insbesondere nach außen wirkende Schubkräfte, die hier von Halbtonnengewölben der Emporengeschosse über den Seitenschiffen aufgefangen und über die Außenwände der Seitenschiffe in die Fundamente abgeleitet werden. Die Scheitel der Halbtonnen setzen etwa in halber Höhe der Rundtonne an, wo die Schubkräfte am stärksten wirken. Diese solide Konstruktion bildet eine Art fortlaufenden Strebebogen, wie man ihn aus der späteren Gotik kennt. Die Seitenschiffe im Erdgeschoss, die für die zeittypischen Prozessionen bestimmt waren, werden von einem Emporengeschoss überdeckt, rein funktionell, mit Querwänden zwischen den Jochen zur Verstärkung der Halbtonnengewölbe, die wesentlichen Bestandteile des Konstruktionssystems. Die Emporen sind nur über enge Spindeltreppen zugänglich und nicht für den liturgischen Gebrauch bestimmt. Dass Pilger auf den Emporen übernachtet haben, war in der Zeit der großen mittelalterlichen Pilgerströme üblich.

#### Mittelschiff
Da die Baumeister in das vorstehend beschriebene von ihnen entwickelte Konstruktionssystem großes Vertrauen setzten, haben sie die Dimensionen der Bauglieder, wie Wände und Pfeiler, auf ein Minimum verringert. Die Mauerstärke beträgt hier rund einen Meter. Das durchgehende Widerlager der Rundtonne durch die Halbtonnen machten Gurtbögen und deren halbrunden Dienste auf den Mittelschiffseiten überflüssig.
Der Aufriss des Mittelschiffs erstreckt sich über zwei Geschosse. Die Scheitel der Arkadenbögen des Erdgeschosses reichen etwa bis auf die halbe Schiffhöhe. Darüber trennt eine knappe Brüstung die rundbogigen Zwillingsöffnungen des Emporengeschosses mit je einer schlanken Säule und einem skulptierten Kapitell. Die Wände des Mittelschiffs stehen auf rundbogigen leicht gestelzten Arkaden und schlanken Säulen. Die wuchtigen Kapitelle tragen schlichte Blattkapitelle.

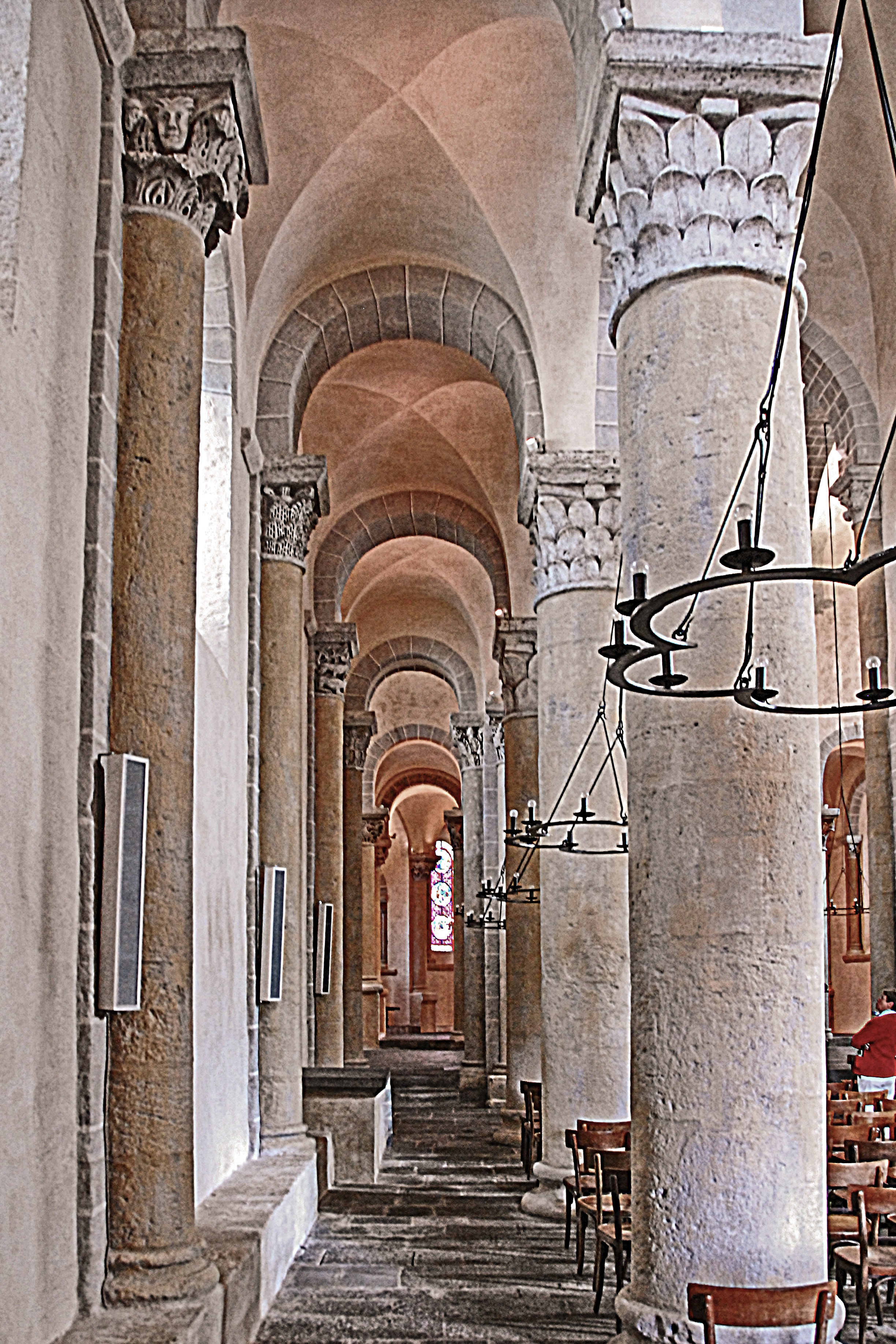
Nördl. Seitenschiff, nach vorne

Das Innere der Kirche zeichnet sich durch eine klare Gliederung und durch Schlichtheit und Sparsamkeit in Dekor und Binnengliederung der Wände aus. Dadurch wird der monumentale Charakter des Innenraums wirkungsvoll unterstrichen. Diese strenge Architektur, die in keiner Weise schwerfällig wirkt, strahlt Eleganz und Harmonie aus. Verstärkt wird dieser Eindruck vor allem durch die schlanken Säulen und die Proportionen der schmalen und hohen Arkaden. Hier scheinen sich schon neue Vorstellungen und Impulse der französischen Gotik anzukündigen mit dem Höhenzug ihrer Kathedralen, der Auflösung der massiven Wände und der Durchlichtung der Innenräume.
Das Mittelschiff besitzt keine Fenster, die es unmittelbar belichten. Es wird lediglich indirekt durch die großen Fenster der Seitenschiffe, durch die winzigen Fenster der Emporen und durch das Fenster im Narthex erhellt. Erst durch die neue helle Farbgebung nach der jüngsten Renovierung wird die ganze Kirche von der im Süden stehenden Sonne mit ihrem Licht überflutet.

#### Seitenschiffe
Die beiden Seitenschiffe sind wesentlich komplexer gestaltet. Hier findet man wieder eine deutliche Gliederung in Joche, die man beim Mittelschiff nahezu vollständig umgangen hat. Den Säulen der Arkaden gegenüber stehen flache Wandpfeiler. Halbkreisförmige kantige Gurtbögen in Breite der Säulen stehen außenseitig auf halbrunden Diensten mit skulptierten Kapitellen, innenseitig auf den großen Säulenkapitellen und begrenzen die Joche. Jedes Joch hat sein eigenes Kreuzgratgewölbe, das eine originelle Formgebung aufweist. Auf der Seite zum Mittelschiff entstand ein Stück Tonnengewölbe, das in die Innenfläche des Arkadenbogens übergeht.
Die Seitenschiffjoche werden von je einem mittelgroßen rundbogigen Fenster mit abgeschrägten glatten Gewänden erhellt, auf der Südseite stark mit natürlichem Licht durchflutet bis weit in das ganze Schiff hinein. Im 3. Joch beider Seitenschiffe fehlen diese Fenster und stattdessen sind rechteckige Türöffnungen als „Nebeneingänge“ ausgespart worden, eine größere auf der Südseite, wahrscheinlich vom ehemaligen Kreuzgang des Priorates und auf der Nordseite eine kleinere, vermutlich zum ehemaligen Friedhof.

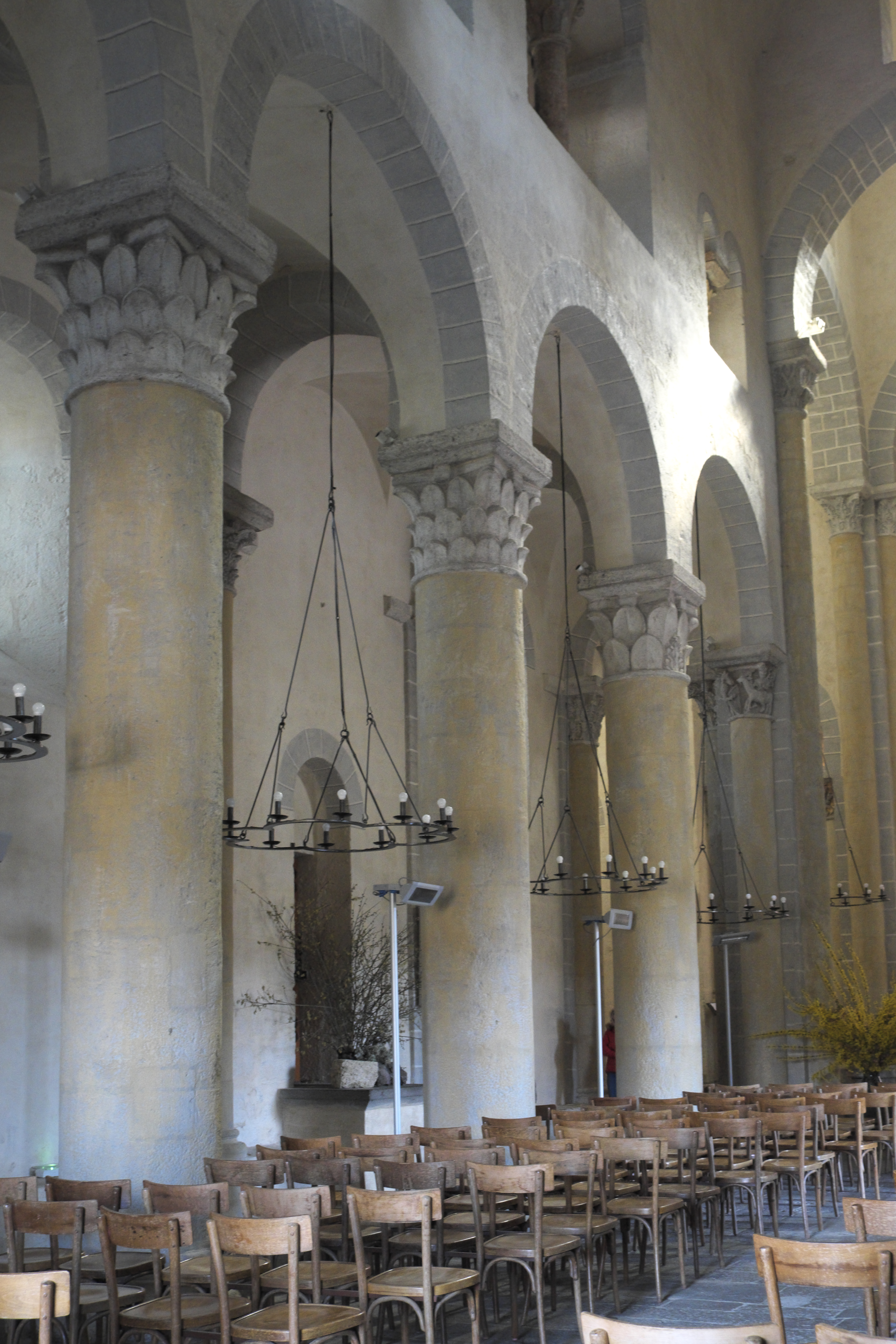
Mittelschiff, Nordwand zum Chor
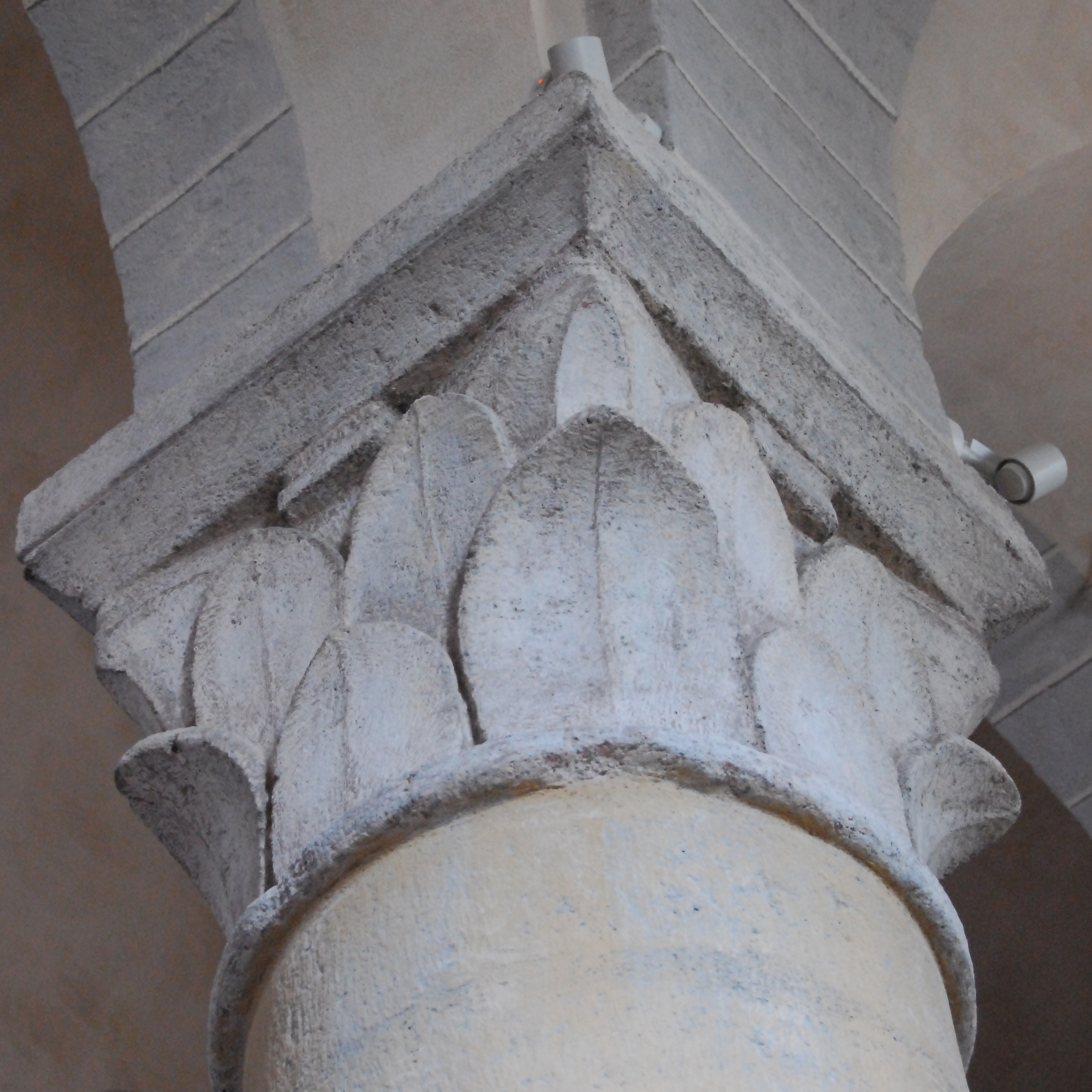
Kapitell Scheidewand
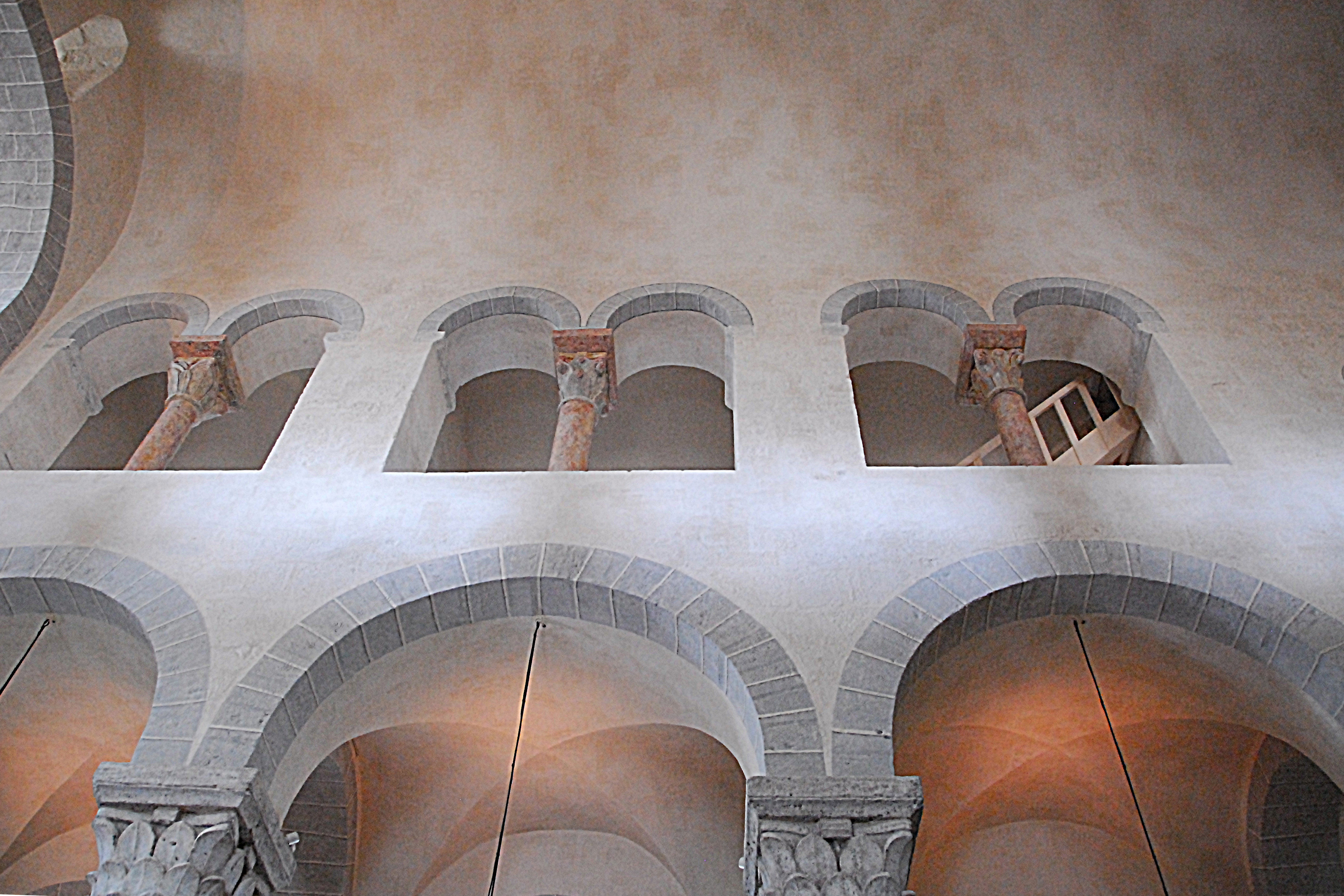
Mittelschiff, südliche Scheidewand
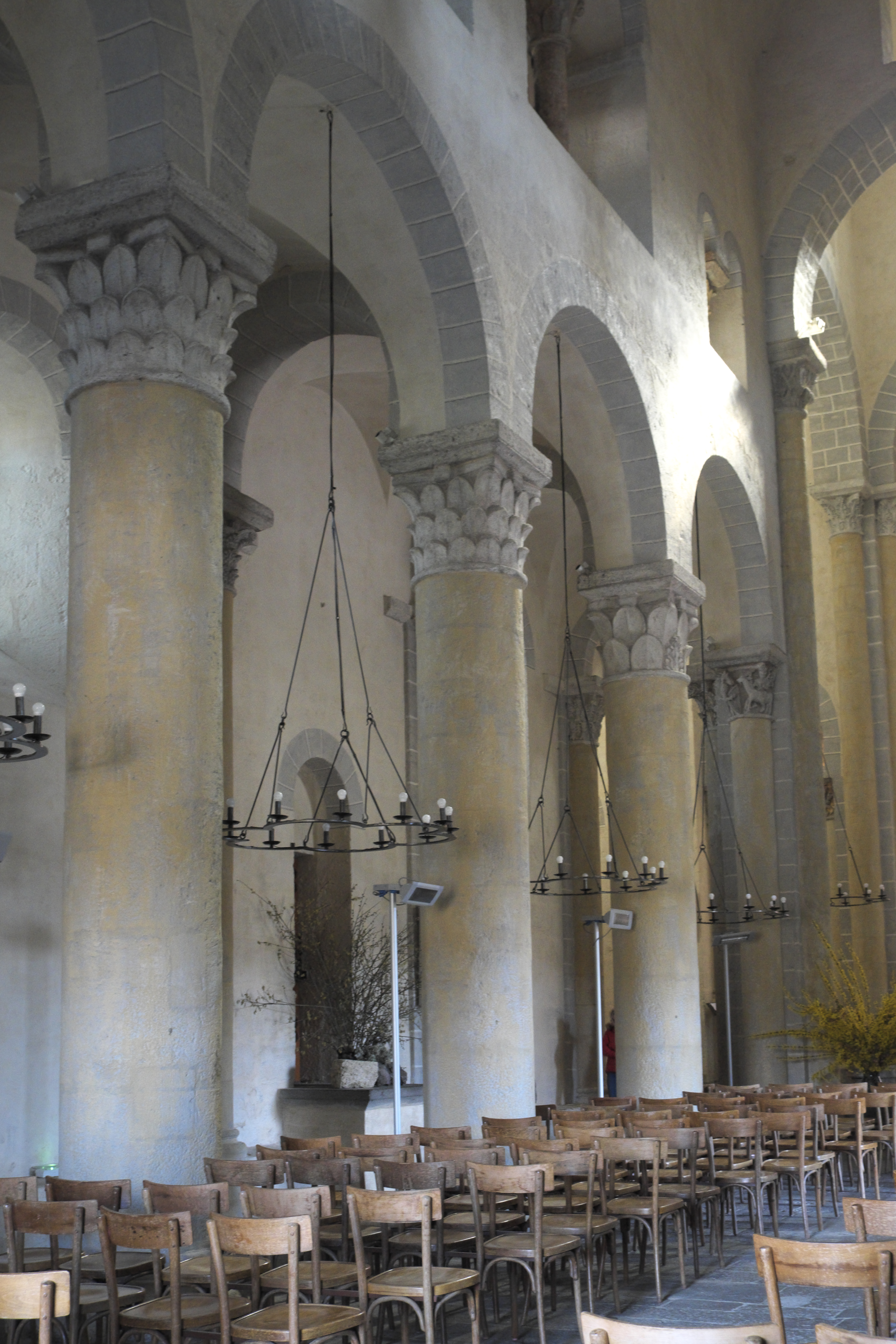
Mittelschiff, Nordwand nach hinten

#### Querhaus und Vierung

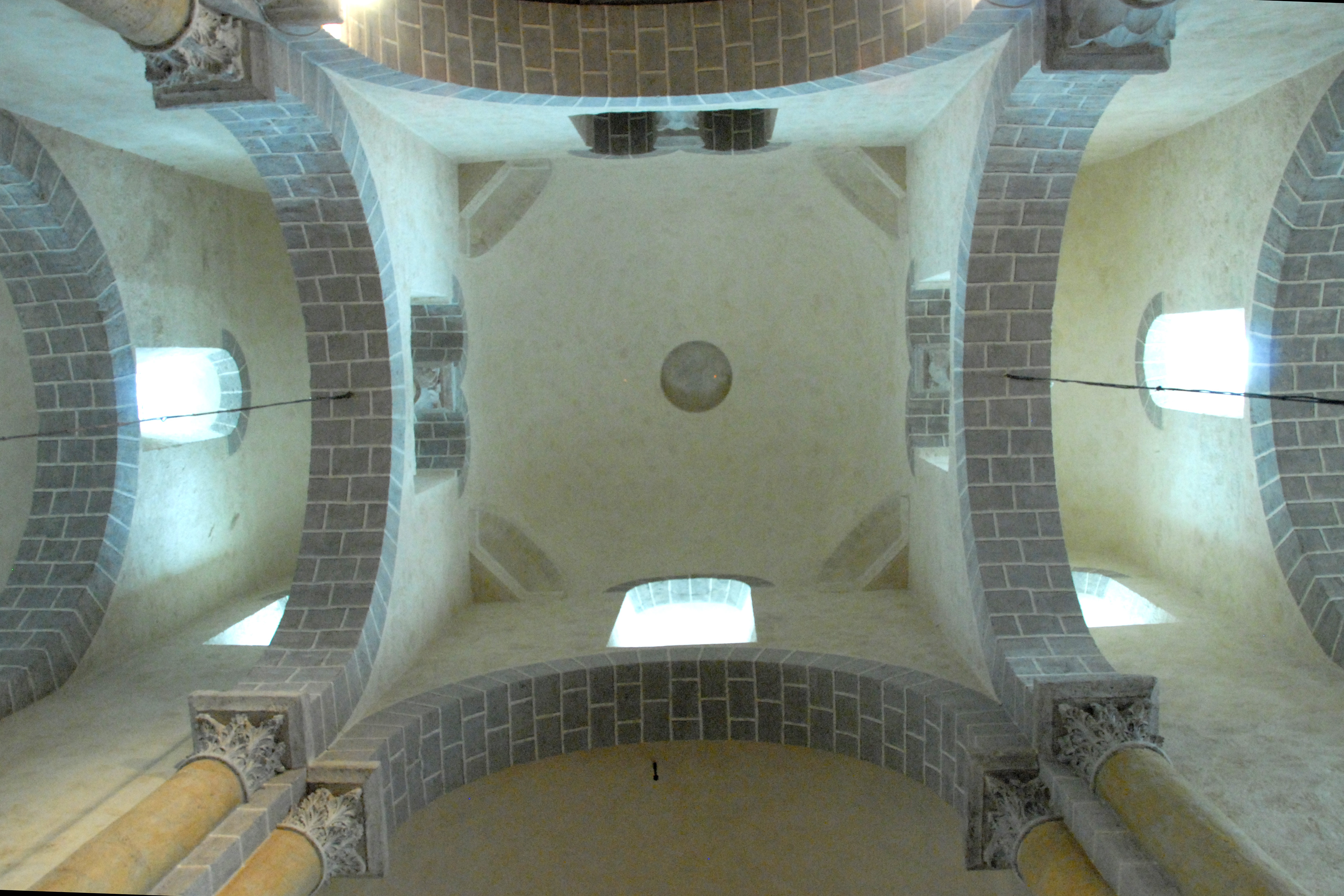
Massif barlong von unten

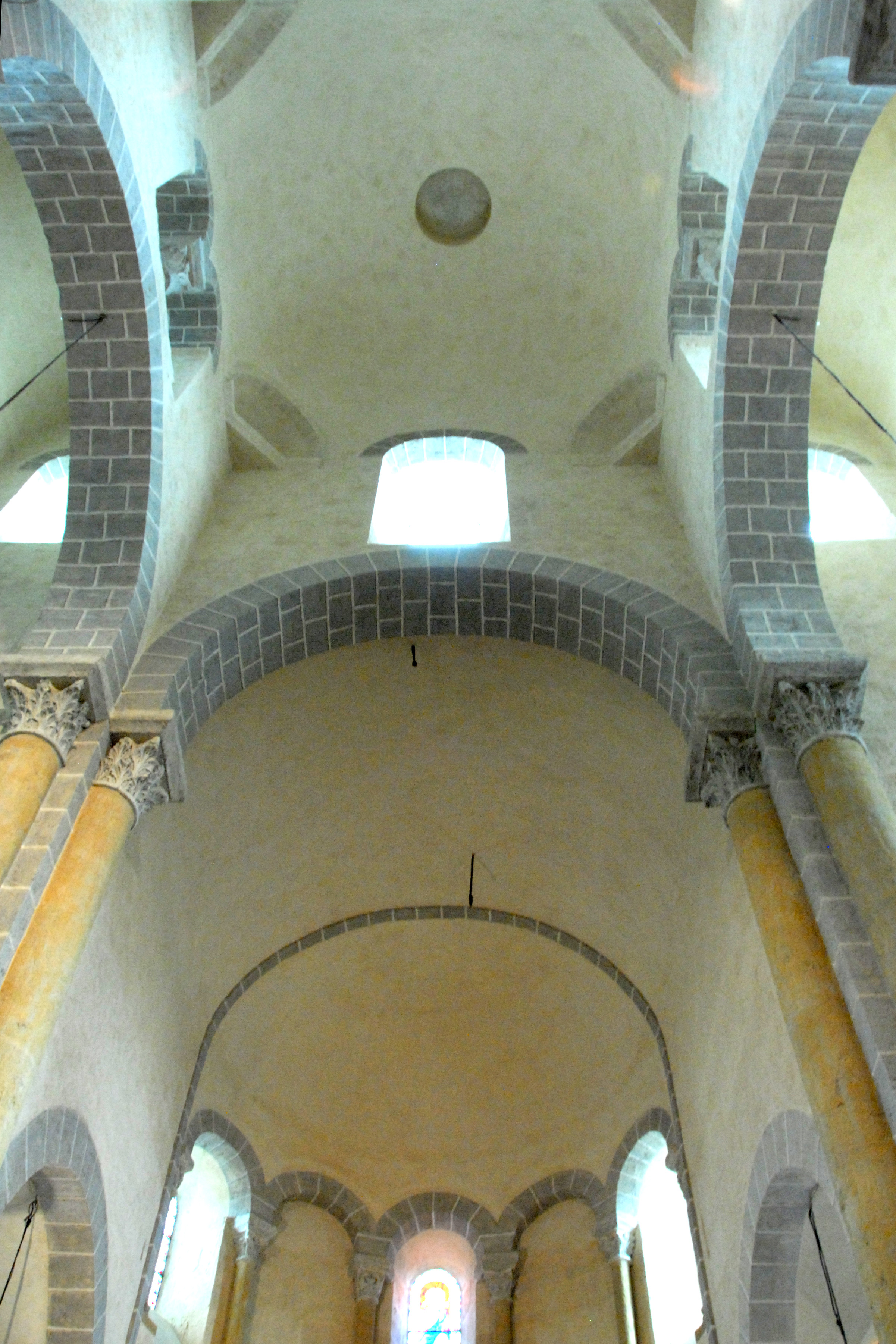
Vierungskuppel und Chorgewölbe

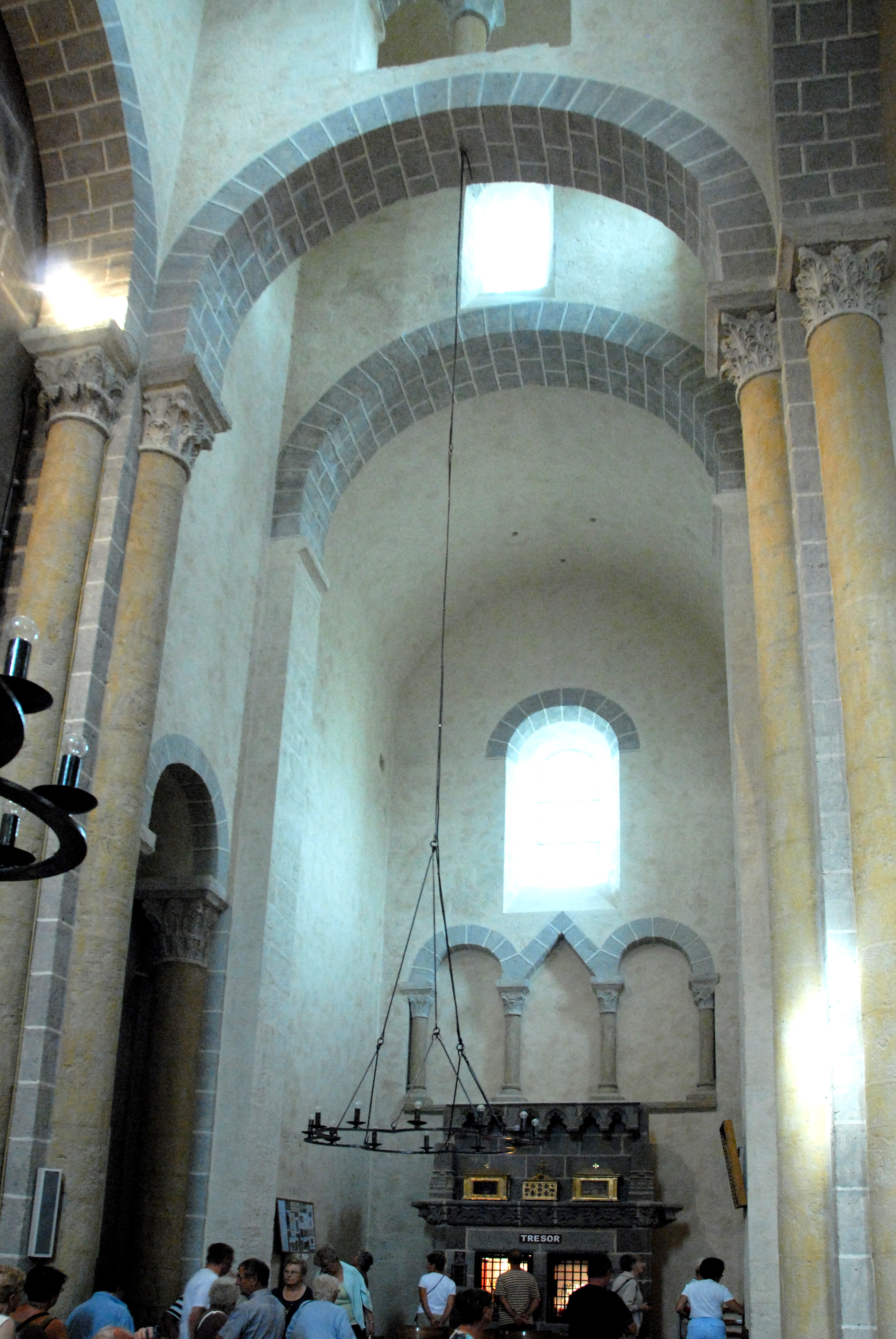
Nördlicher Querhausarm

Die Baumeister der niederen Auvergne blieben dem sonst allgemein aufgegebenen Motiv der alten karolingischen Schwibbögen über der Vierung treu. Sie hatten erkannt, welches ästhetische Gestaltungspotential in diesen gewaltigen Mauerbögen schlummert. Auf ihnen ruht die Kuppel mit dem Vierungsturm und durch sie ist das Querschiff nicht einfach wie sonst üblich ein Schiff, das ein anderes, ähnliches Schiff durchdringt.
Die Schwibbögen der Vierung sind große Einzelarkaden in Breite des Mittelschiffes, in Höhe des deutlich niedrigeren Chorgewölbes. Darüber reichen die Vierungswände hinauf bis unter die Gewölbeansätze der Kuppel. In diesen Wänden sind hoch oben Zwillingsöffnungen mit je einem Säulchen mit Kapitell und auf der Ostseite ein großes rundbogiges Fenster ausgespart. Über diese Öffnungen und Fenster wird die Vierung erhellt. Die vier Pfeiler der Vierung besitzen einen quadratischen Querschnitt. Sie werden allseitig von halbrunden Diensten bekleidet, die mit skulptierten Kapitellen und profilierten Kämpfern gekrönt werden. Die darauf stehenden Bögen sind leicht gestelzt.
Bemerkenswert ist der Typus der Trompen unter der Kuppelwölbung. Sie dienen üblicherweise dazu, das Vierungsquadrat in die Form eines Achtecks überzuführen, auf dem dann die Kuppel aufliegt. Trompen bestehen aus kleinen Rundbögen, die eine möglichst gleichmäßige Nische einrahmen. Hier nimmt ein flacher Konsolstein den unteren Teil ein. Hierbei könnte es sich um Widerlager von Schalungsträgern bei der Erbauung der Kuppel handeln. Vielleicht handelt es sich aber um eine geschickte Lösung, den heiklen Übergang der Nischen und den Vierungsecken zu überbrücken. Im Kuppelscheitel gibt es eine kreisrunde Öffnung, durch die die Glocken transportiert werden können.
Auf der Nord- und Ostseite der Vierung und in Verlängerung der Seitenschiffe reichen diese beiden Raumabschnitte hoch hinauf bis in die Höhe des Kuppelscheitels und werden dort von halben Tonnengewölben abgedeckt, die sich mit ihrem Scheitel gegen die Vierung lehnen. Von unten blickt man in eine Art riesiges, über dem leeren Raum schwebendes Gehäuse, das sich wunderbar im Licht der Nachmittagssonne abhebt, welches durch die je drei in Höhe der Trompen liegenden rundbogigen Fenster einströmt. Über dieses Gehäuse fällt das Licht in Kaskaden durch die Zwillingsöffnungen in die Vierung ein, die damit hell erstrahlt. Die Lichtfülle wird noch ergänzt, durch je zwei große Fenster in den Querhausarmen und das große Fenster in der Ostwand der Vierung. Diese Erscheinung hat sich nach der kürzlichen Innenrenovierung noch wesentlich brillanter verstärkt.

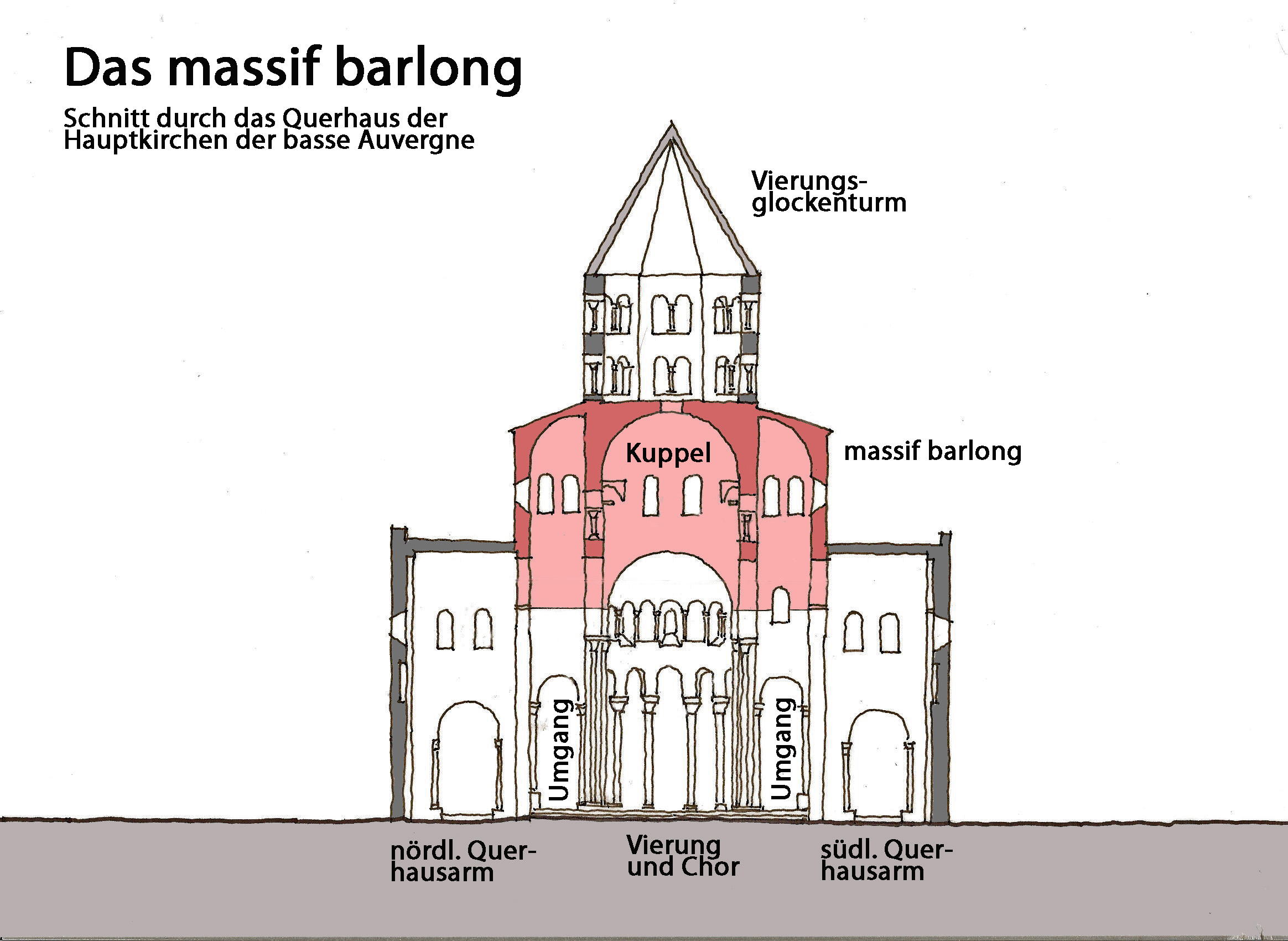
Massif barlong im Schnitt durch Querhaus

Die beiden vorstehend beschriebenen Lichtgehäuse bilden zusammen mit den Wänden um die Vierungskuppel das so genannte massif barlong, ein eigentümliches Bauteil, das es nur in der auvergnatischen Bauschule gibt (siehe Abschnitt „Äußere Erscheinung“).
Die ähnlich dem Mittelschiff äußerst schlichten Querhausarme ragen über das Langhaus seitlich hinaus und werden in Querrichtung zum Mittelschiff von einem Tonnengewölbe überdeckt. In Verlängerung der Seitenschiffaußenwände ragen die Außenwände des massif barlong auf. Diese stehen auf großen Einzelarkaden, in Breite und Scheitelhöhe den gegenüberliegenden Schwibbögen der Vierung entsprechend. Der Arkadenbogen steht auf flachen Wandpfeilern in Breite der Wand darüber, der in Höhe des Bogenansatzes ein profiliertes Kämpferprofil aufweist, ein hier etwas archaisch anmutendes Detail. Die Giebelwand des Querhausarms wird umfasst von einer großen Blendarkade, in der Frontalansicht exakt der zuvor beschriebenen gegenüberliegenden Arkade entsprechend. Innerhalb dieser großen Arkade ist im oberen Bereich ein großes rundbogiges Fenster mit abgeschrägten Gewänden ausgespart. Darunter befindet sich eine Drillingsblendarkatur, die auf schlanken Säulchen mit skulptierten Kapitellen ruhen. Die mittlere wird mit einem „dreieckigen Giebelbogen“ überdeckt, wieder ein archaisch anmutendes Dekor.
In den Ostwänden der Querhausarme hat man je eine halbrunde Kapellenapsis mit Kalotteneinwölbung untergebracht. In den Apsiswänden ist je eine kleine rundbogige Fensteröffnung ausgespart. Sie wird von Arkadenbögen überdeckt, die von schlanken Säulchen getragen werden. Die Ostwände der Querhausarme sind oberhalb der Kapellen mit je einem Fenster ausgestattet, in Form, Größe und Höhenlage der Fenster auf den Giebelwänden.
Für das Querhaus ist noch auf die harmonische Abstufung der Öffnungen hinzuweisen, ausgehend von den Kapellenöffnungen über die etwas höheren Durchlässe in den Chorumgang bis hin zu dem hohen Triumphbogen des Chorraumes.

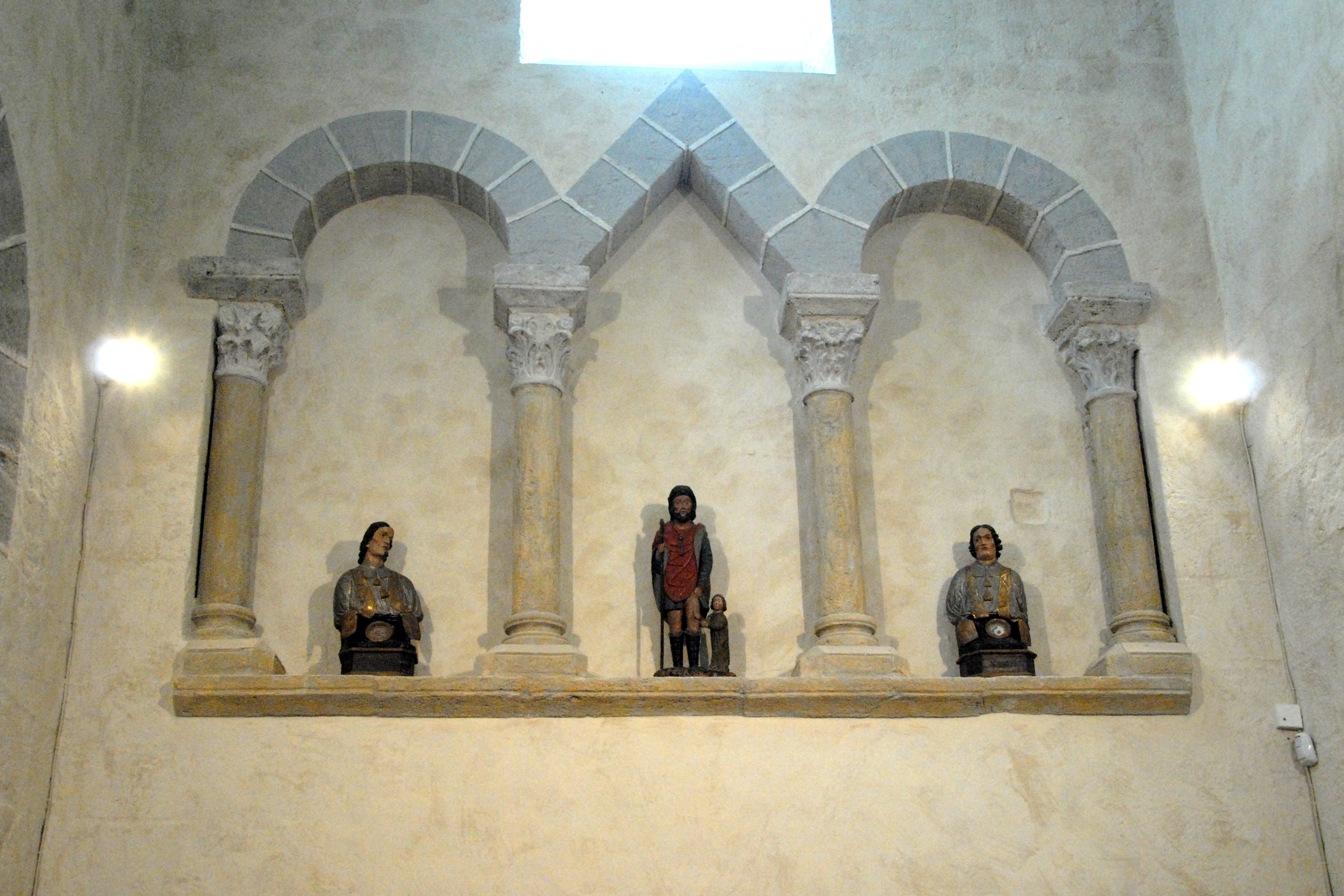
Arkatur im südlichen Querhausarm
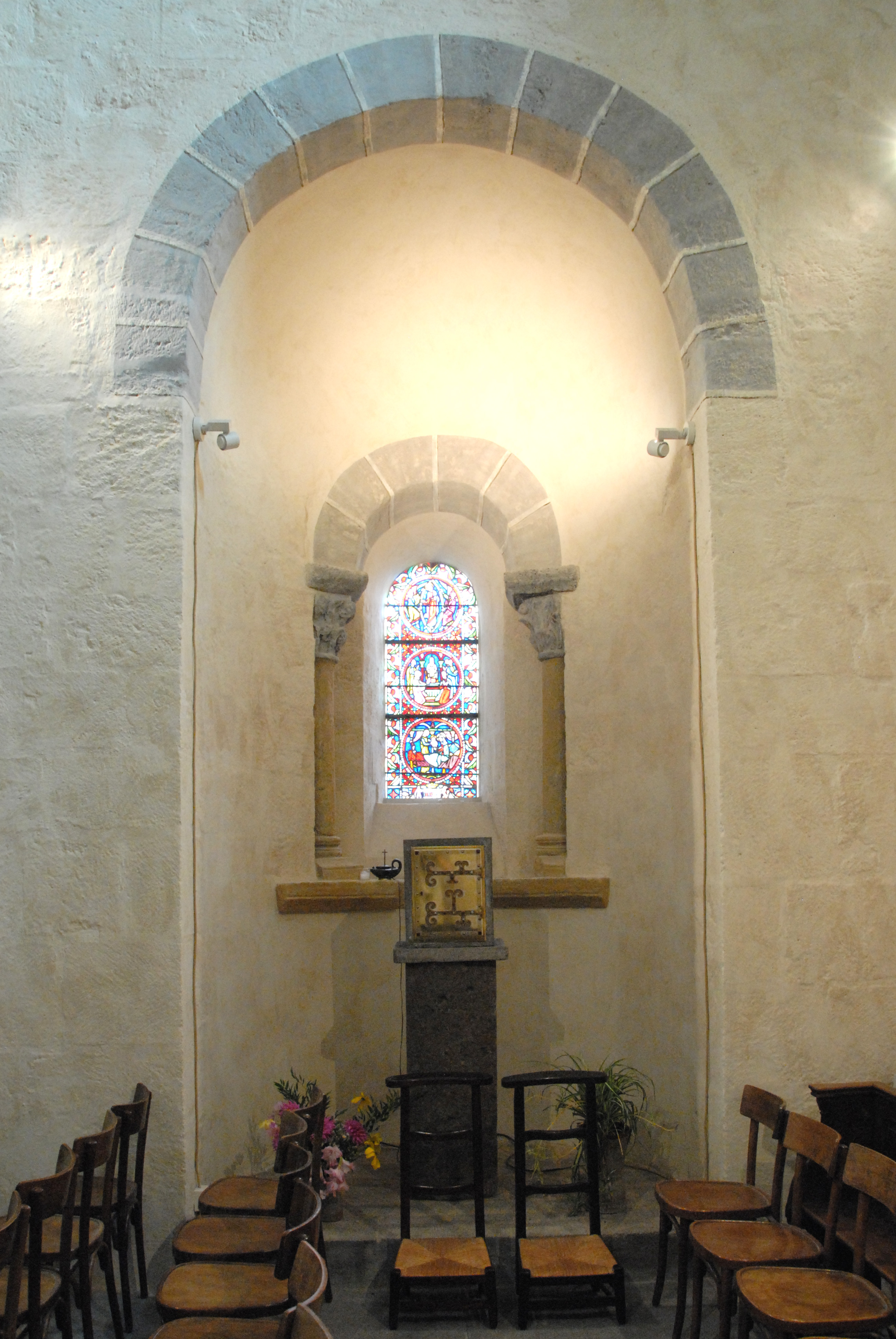
Kapelle im südlichen Querhausarm
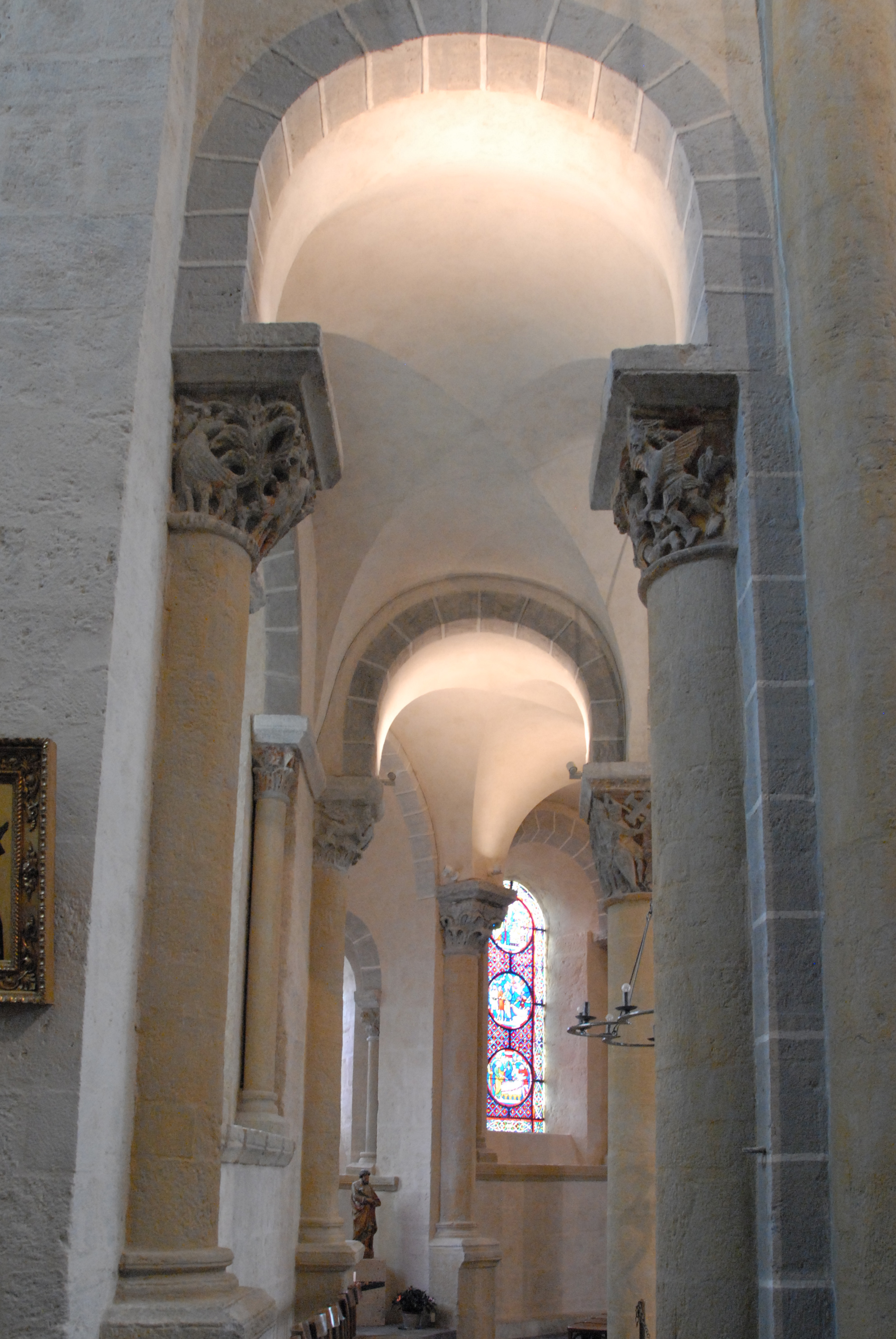
Nördlicher Zugang zum Umgangschor
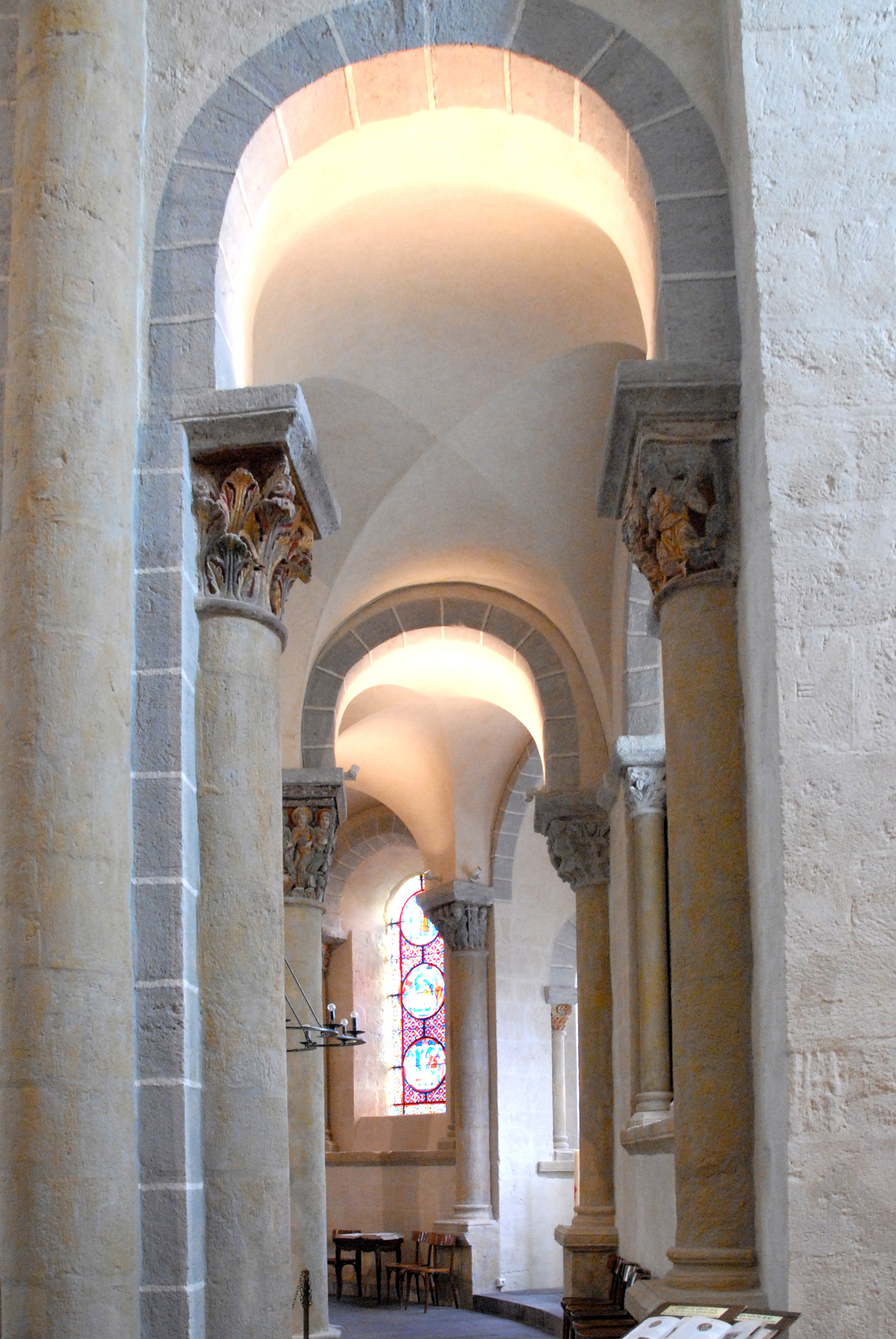
Südlicher Zugang zum Umgangschor

#### Umgangschor

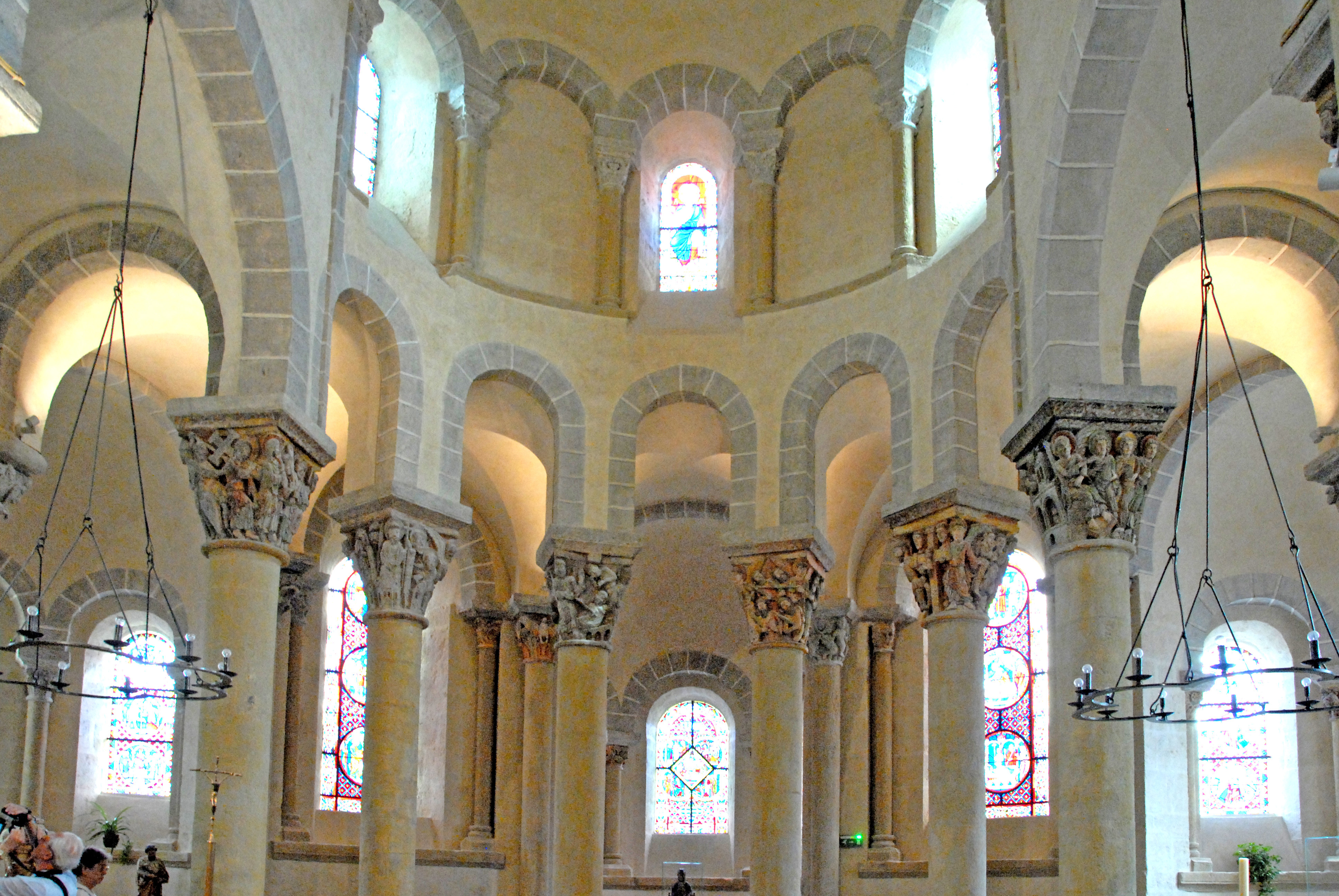
Chorapsis und Umgang

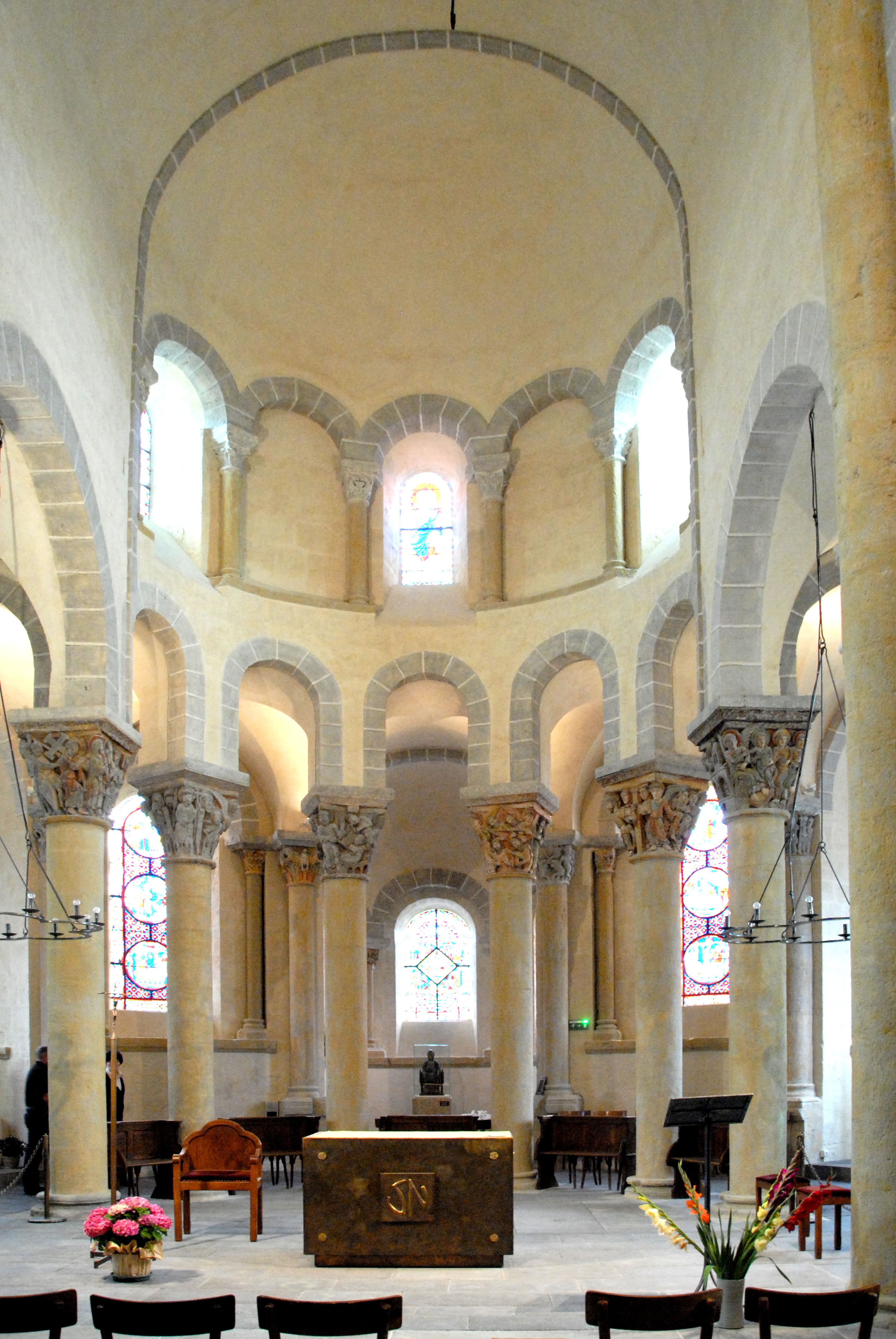
Chor aus Vierung

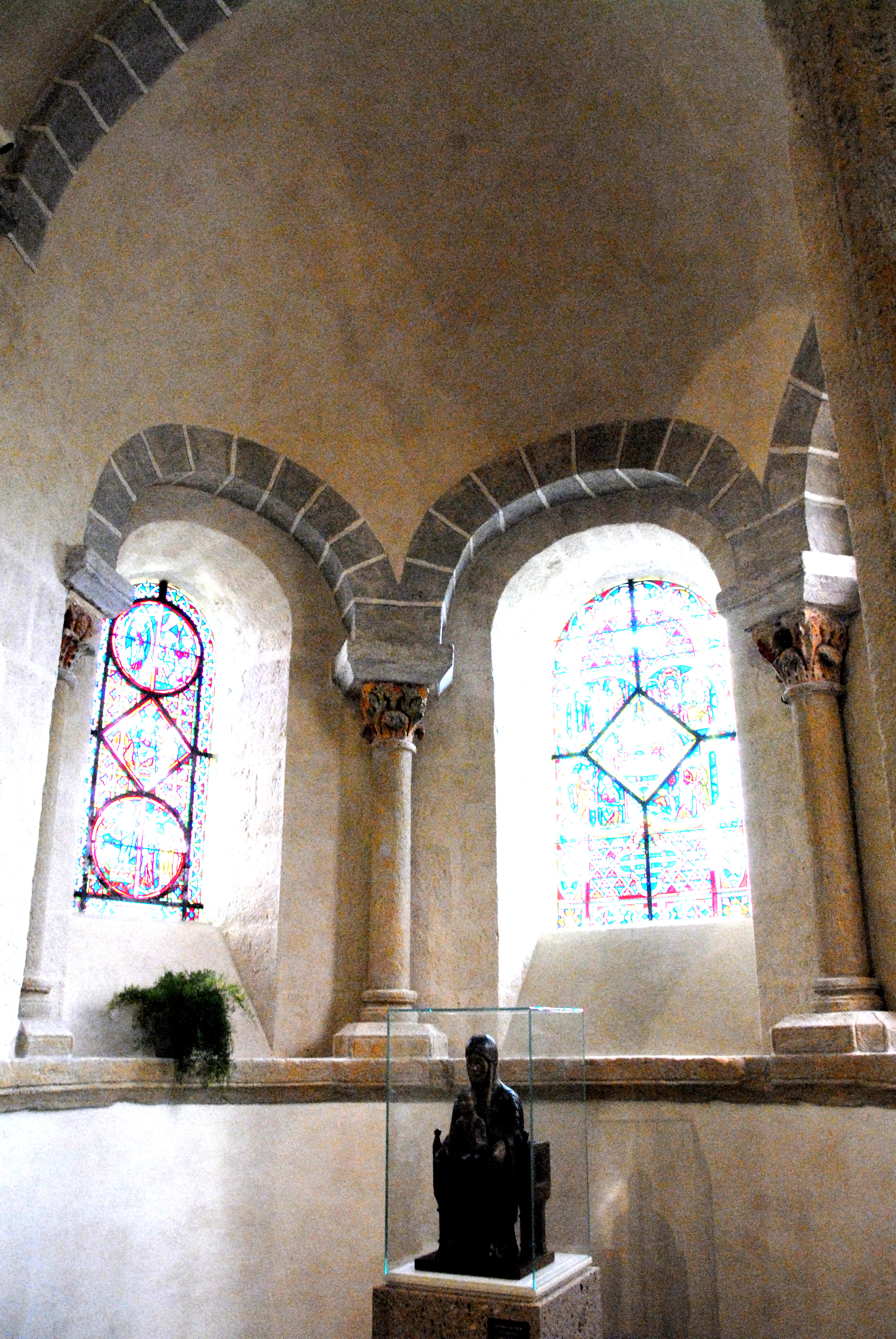
Umgangskapelle mit Madonna

Der Chor ist auch hier das Bravourstück des auvergnatischen Baumeisters. Seine ganze Architektur zielt darauf ab, den Blick der Gläubigen auf den Altar zu lenken, als der geheiligte Ort, als das Allerheiligste. Dazu tragen nicht zuletzt Umfang und Komplexität der gesamten Anlage bei, inklusive Umgang und Kapellenkranz und ihre besonders prächtige Ausschmückung, deutlich reichlicher als im Mittelschiff, wie auch die große Anzahl der Fenster. Die mit äußerster Sorgfalt skulptierten, zum Teil polychrom gefassten Figurenkapitelle treten besonders stark in Erscheinung, weil ihr architektonisches Umfeld sich schlicht zurückhält. Die fünf Arkaden der Chorapsis sind in die halbrunden Mauern scharfkantig eingeschnitten. Sie weisen wohlüberlegte geringfügige Unterschiede ihrer Abstände auf. Der mittlere ist etwas breiter als seine Nachbarn, die äußeren sind die breitesten. Die Arkaden des Chors sind stark gestelzt, das bedeutet, ihre Bogenansätze beginnen erst ein gutes Stück über ihren Auflagern, den Kämpferplatten. Genau wie bei den Mittelschiffarkaden sind auch hier die Arkadenbögen gleichzeitig auch die Stirnbögen der dahinter befindlichen Gratgewölbe des Umgangs.
Über den im Halbkreis aufgereihten Arkaden der Chorapsis ruht ein niedriger Streifen geschlossener Apsiswand, der oberseitig mit einem Rücksprung abschließt. Dahinter verbergen sich die Anschlüsse der Umgangsgewölbe und deren Überdachung. Darüber steht eine halbkreisförmige Aufreihung von drei Rundbogenfenstern mit schrägen Gewänden, im Wechsel mit zwei im Grundriss gebogenen Pfeilern, deren Innenseiten den oben genannten Rücksprung bilden. Die Fenster und Pfeiler sind mit einer durchlaufenden Arkatur bekleidet aus fünf Arkadenbögen, die jeweils über den fünf Arkadenbögen des Erdgeschosses angeordnet sind. Vor den Pfeilern zwischen den Fenstern stehen, etwas von den Gewändeecken eingerückt, schlanke Säulchen, die mit skulptierten Kapitellen und profilierten Kämpfern ausgerüstet sind. Auf ihnen ruhen die Arkadenbögen. Oberhalb dieser Arkatur geht die halbkreisförmige Wandoberfläche der Chorapsis nahtlos in deren halbkuppelförmige Kalotte über.
Das Chorjoch, zwischen dem Triumphbogen und der Apsiskalotte, ist mit einer stark überhöhten Rundtonne eingewölbt, die geringfügig höher und breiter ist als das Apsisgewölbe.
Der Umgang des Chors in Form eines halben Ringes ist mit einem geschickt ausgetüftelten Gratgewölbe überdeckt, das von den Arkaden der Chorapsis und den Außenwänden des Umgangs getragen wird. Letztere werden unterstützt von dort vor den Wänden frei stehenden Säulen, mit skulptierten Kapitellen und profilierten Kämpfern und Basen ausgerüstet, die auf brüstungshohen Sockeln stehen. Bei den einzelnen Gewölbesegmenten in Trapezform sind dabei leicht geschwungene Grate entstanden. Die drei großen Fenster des gerundeten Umgangs werden in Wandrückversätzen von schlanken Säulchen flankiert. Sie sind wie die anderen Säulen ausgestattet und stehen auf hohen Sockeln. Die beiden Fenster im ersten Chorjoch, eingangs des Umgangs, werden auf beiden Seiten mit ähnlichen Säulen flankiert.
Die drei Kranzkapellen bestehen jeweils aus der halbkreisförmigen Apsis mit entsprechender Kalotte.
In den Apsiswänden der Kapellen sind je drei rundbogige Fenster ausgespart. Sie werden untereinander verbunden durch eine um die Apsis herumgeführten Wandvorsprung stehende Arkatur mit schlanken Säulchen, mit der bekannten Vollausstattung.

### Äußere Erscheinung

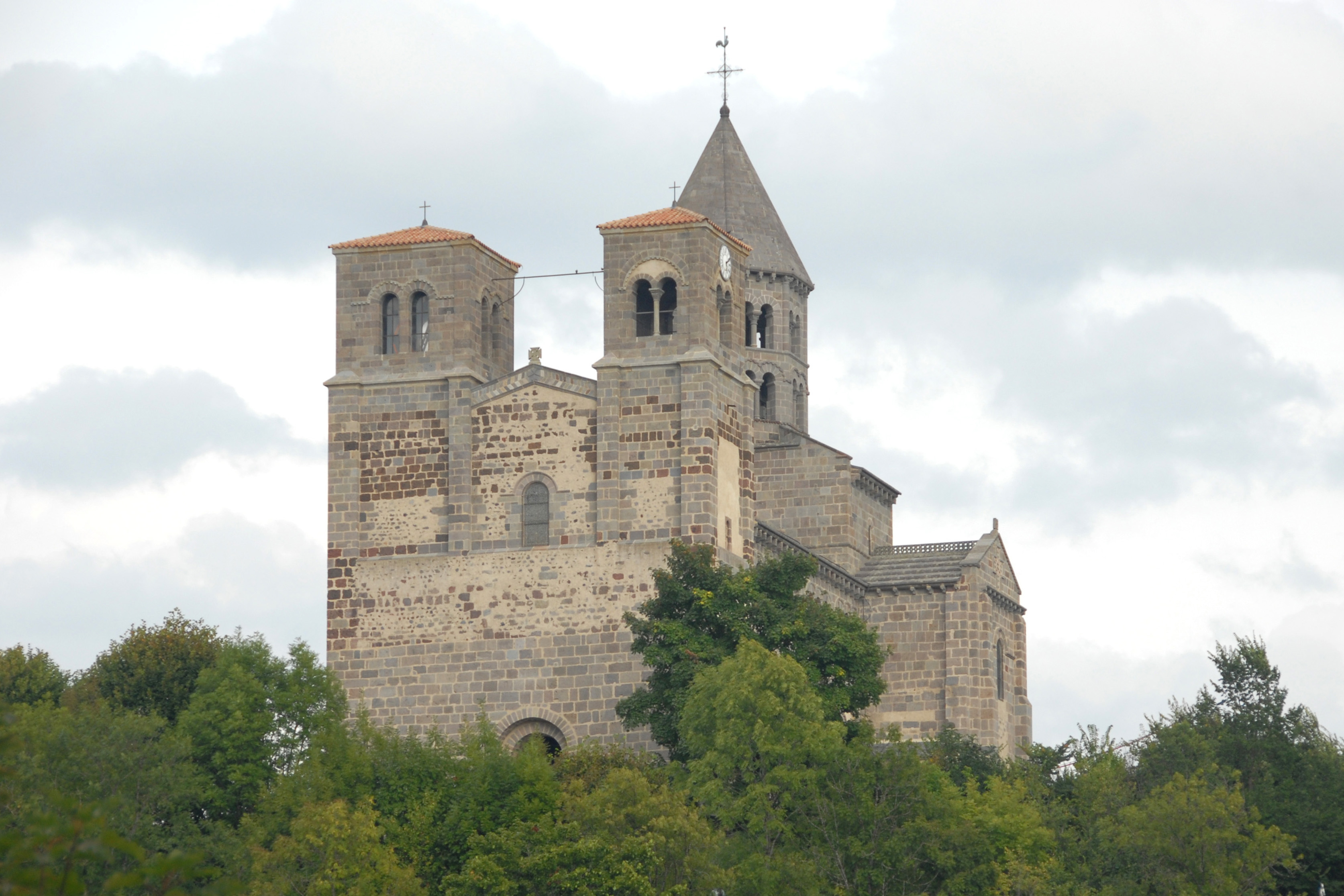
Überblick von SW

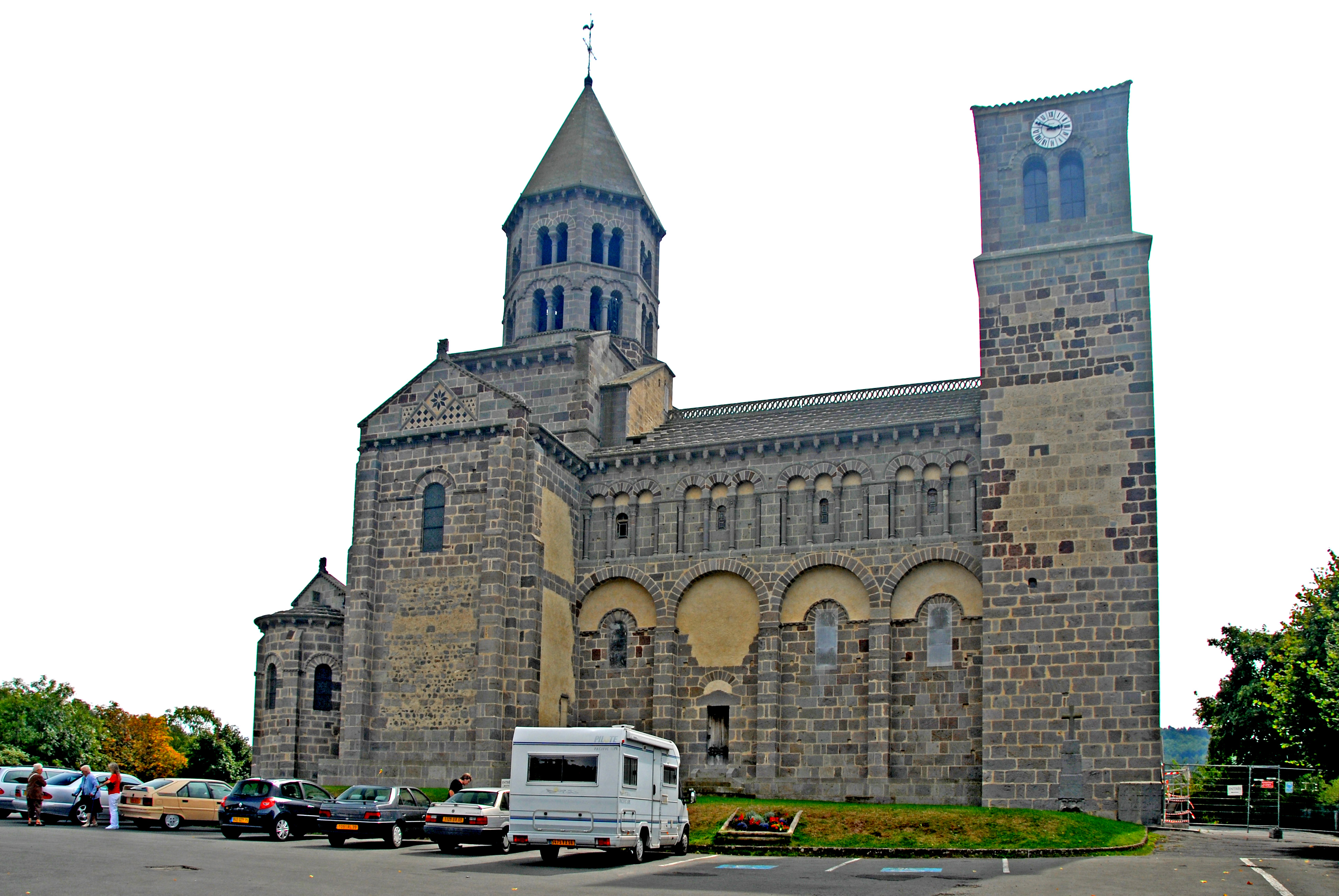
Ansicht von Norden

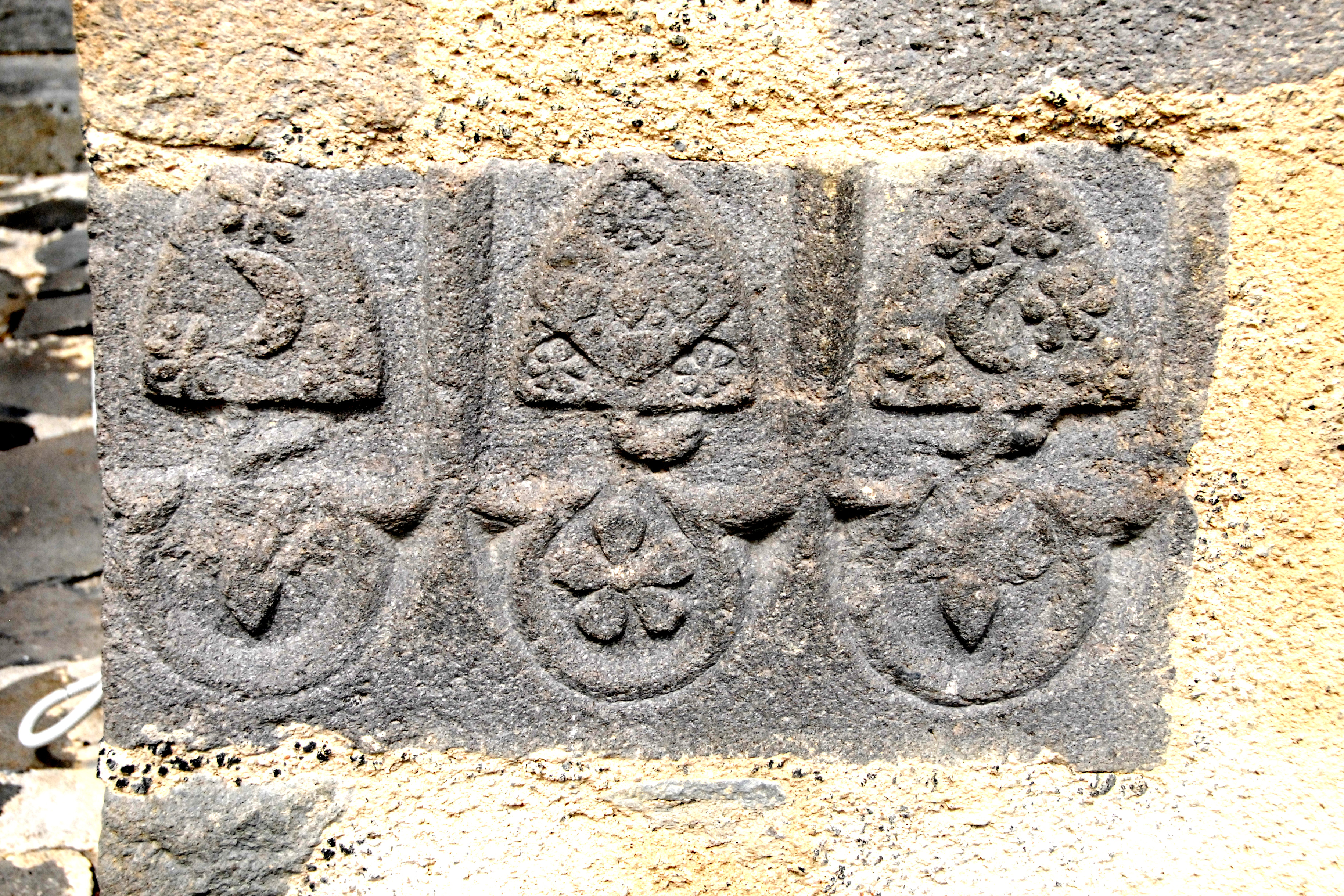
Bauteilecke, Monolith mit Reliefs

Zum Bau der Kirche wurde vor allem der Lokalstein, ein heller grauer Trachyt verwendet, der hin und wieder beigefarbene bis braune Nuancen aufweist. Die Renovierung der in der Revolution zugefügten Schäden am Westwerk gegen Ende des 19. Jahrhunderts, sind auf der Westfassade, der Nord- und Südseite im oberen Bereich noch deutlich zu erkennen. Es standen damals die hochwertigen, einheitlich hellgrauen Werksteine des Ursprungsbauwerks wohl nicht zur Verfügung, oder es fehlten die dafür erforderlichen Geldmittel. So musste man nehmen, was verfügbar war, wie etwa die dunkelfarbenen braunen bis rotbraunen Werksteine, aber auch kaum bearbeitete Bruch- oder Feldsteine, vor allem in kleineren Formaten. Neben kleinformatigen Steinen musste Mörtel die Lücken füllen, So entstanden großflächig wie betoniert wirkende Teilflächen, in denen die Farbe des Mörtels dominiert, aus denen hin und wieder kleine Steine ohne jede Ordnung hervorschauen. Es gibt auch Bereiche, vor allem an der Nord- und Südseite der Westwerktürme, die offensichtlich wegen des mangelhaften Steinmaterials großflächig verputzt worden sind. Die Ränder dieser Flächen schließen in unregelmäßigem Verlauf an das noch erhaltene Mauerwerk aus Werksteinen an. Eine derartige Putzfläche ist auch auf der Nordseite im dritten Joch über der Tür zu finden. Das ist vermutlich die dürftige Ausbesserung einer gewaltsamen Beschädigung.
Es gibt allerdings noch andere, genauso verputzte Wandoberflächen, wie etwa die Bogenfelder in Blendarkadennischen. Diese sollen vermutlich eher dekorative Zwecke erfüllen, um die sich der mit der Restaurierung beauftragte Architekt bemüht haben soll.

#### Fassade/Westwerk

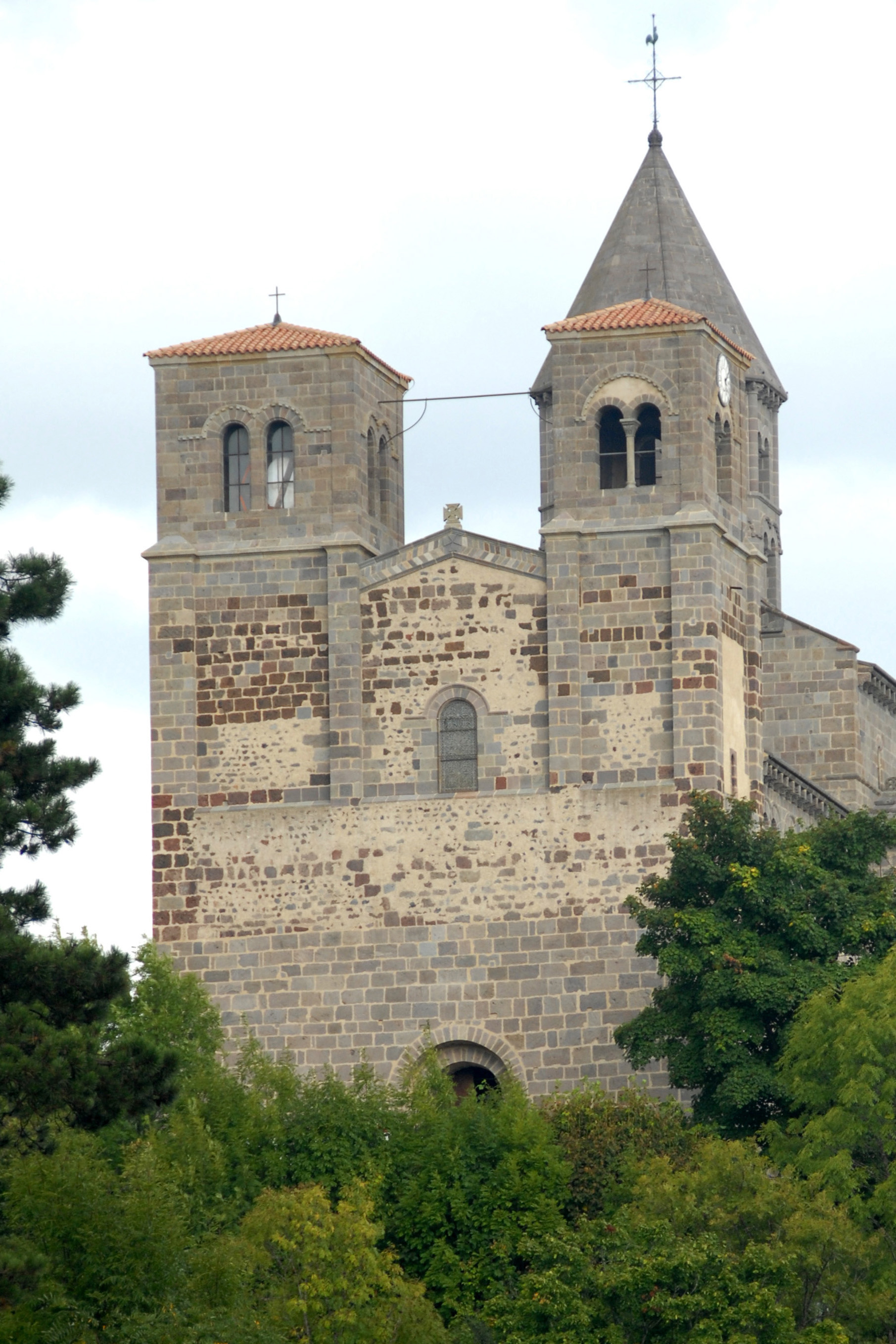
Fassade von Südwesten

Die schlichte Fassade von Saint-Nectaire ist kaum gegliedert, lediglich ein schmales Band aus dunklen regelmäßigen Steinen deutet die Grenze von Erd- und Obergeschoss an. Etwa Dreiviertel der unteren Zone besteht aus hellgrauem Werkstein-Schichtenmauerwerk, das von unregelmäßigem und unterschiedlich gefärbtem Mauerwerk aus Bruchsteinen fortgesetzt wird. Nur das rundbogige Hauptportal mit einer zweiflügeligen Tür öffnet die kompakte Fläche. Eine sechsstufige halbkreisförmige Treppe führt in den Narthex.
Aus dem folgenden Geschoss steigen die beiden Türme empor. Beide Seiten der unteren Turmgeschosse werden jeweils von Lisenen markiert, die fassadenseitig bündig mit der unteren Wandfläche abschließen. Die von beiden unteren Zonen der Türme eingeschlossene Fläche wird durch ein Rundbogenfenster gegliedert und schließt mit einem Dreiecksgiebel ab, der von einem Tatzenkreuz bekrönt wird. Kraggesimse mit dachartigen Abschrägungen trennen die Türme von den Turmspitzen. Der nördliche Turm ist deutlich breiter als der südliche, möglicherweise wegen einer Spindeltreppe, die er beherbergt und die bis in die höheren Turmregionen reicht.
Die oberen Turmgeschosse entsprechen in der Höhe der Breite des Nordturms. Sie treten gegenüber den Lisenen der unteren Geschosse etwas zurück und werden an den Seiten durch flache Lisenen betont. Der Nordturm wird auf jeder Seite durch rundbogige Zwillingsfenster gegliedert. Die Bogensteine werden von Kragprofilen überfangen, die an den Bogenansätzen waagerecht abknicken. Die Seiten des Südturms werden jeweils durch Biforien mit säulengestützten Arkadenbögen geöffnet. Überfangen werden sie von einer großen gemeinsamen Blendarkade. Beide Türme haben flach geneigte Pyramidendächer, sie sind die einzigen an diesem Bau, die mit roten Hohlziegeln gedeckt sind.
Die Türme des Westwerkes sind eine Rekonstruktion aus dem 19. Jahrhundert, die vermutlich der ursprünglichen Substanz nahekommt.

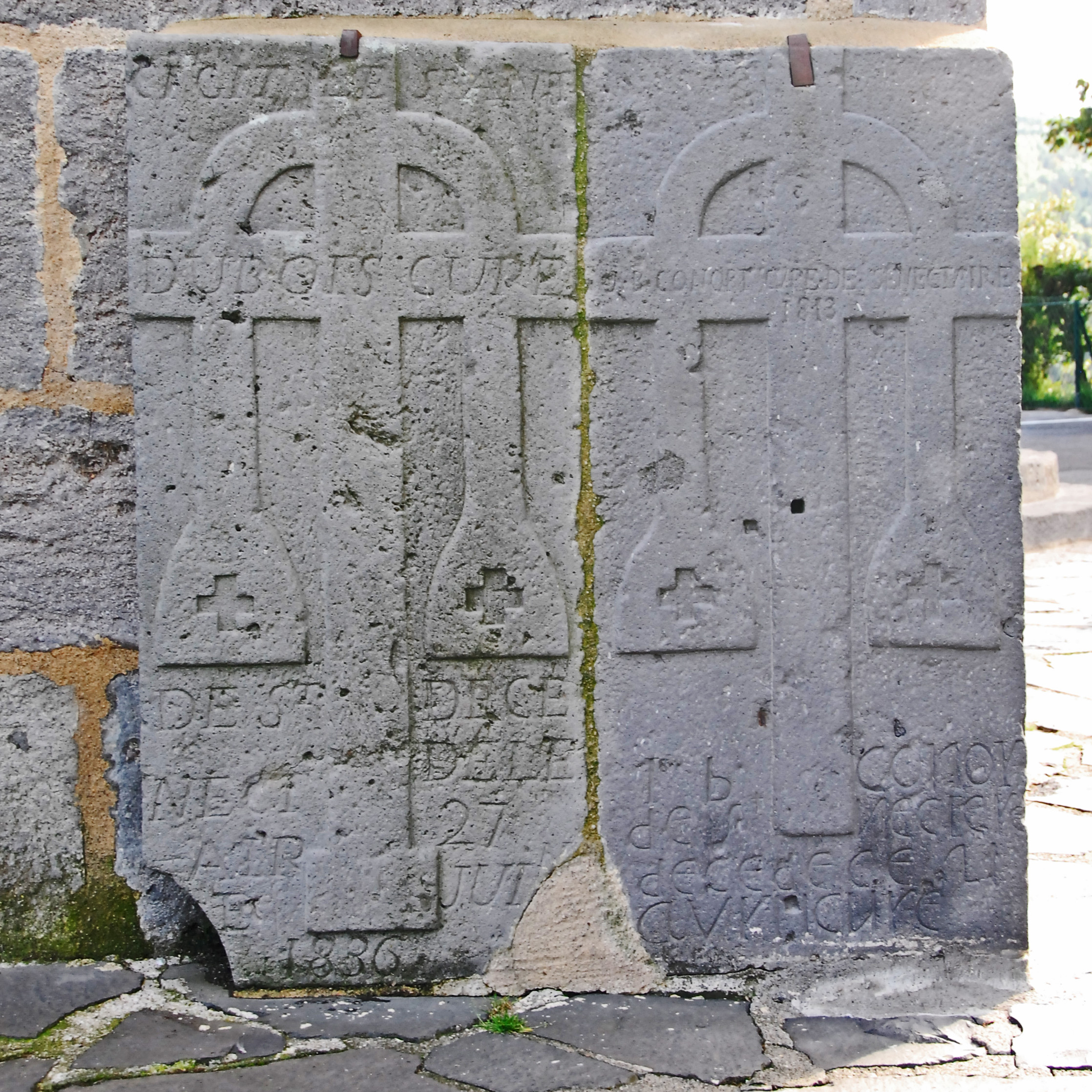
Grabsteinplatten

#### Langhaus

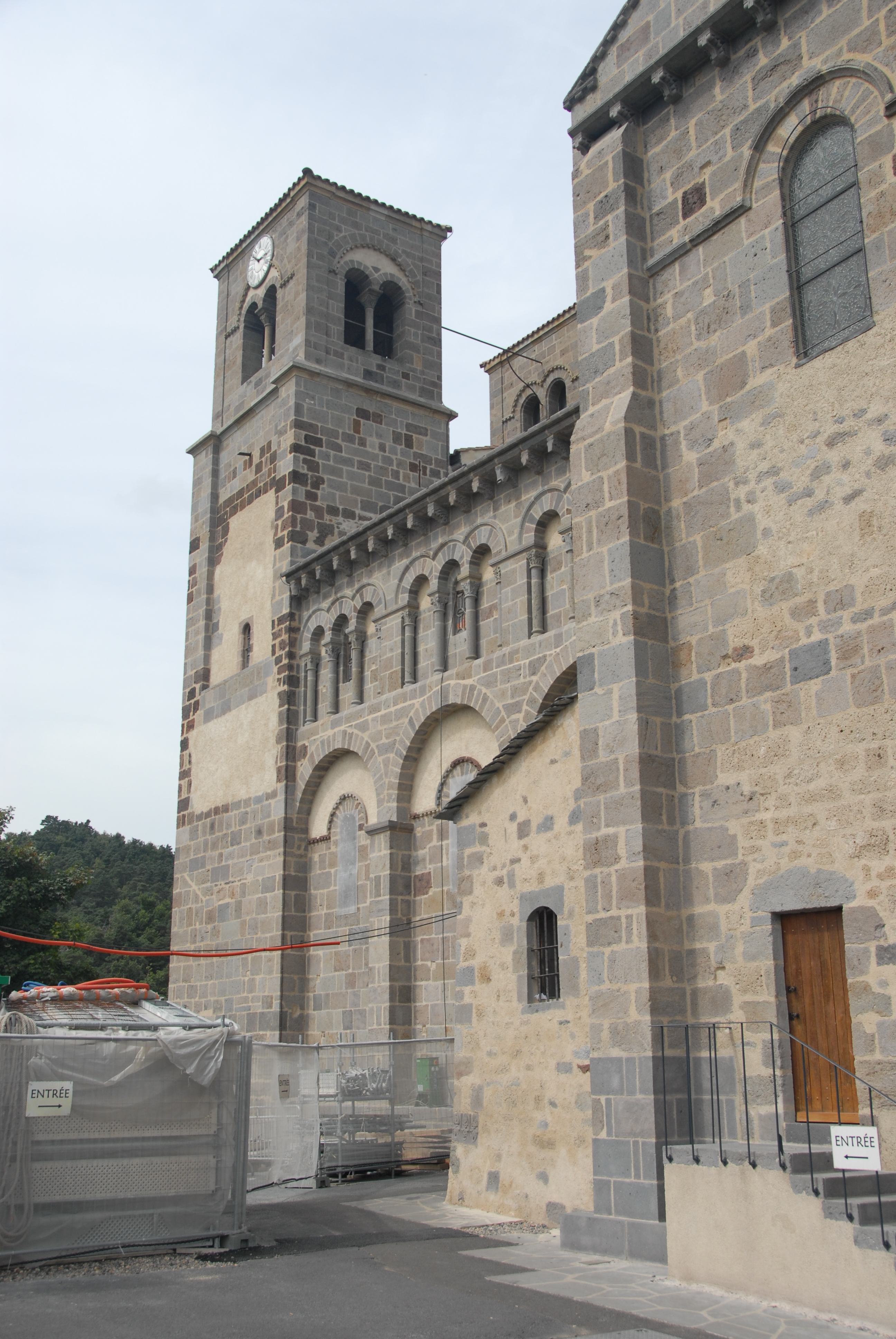

Die drei Langhausschiffe werden von einem Satteldach überdeckt, das ohne eigentlichen Dachstuhl auf den Gewölbekappen aufliegt. Im 19. Jahrhundert wurde die ursprüngliche Eindeckung aus roten Hohlziegeln in römischer Form gegen dunklen Steinplatten aus Volvic ausgetauscht. Einen vergleichbaren Eingriff der Denkmalpflege des 19. Jahrhunderts hat man bei der Kirche Notre-Dame du Port in Clermont-Ferrand rückgängig gemacht.
Die Traufüberstände des Daches laden weit aus, und das Regenwasser kann dort frei abtropfen. Die Traufsparren liegen auf einem Gesims aus waagerechten Steinplatten auf, das von kaum vorkragenden Hobelspankragsteinen gestützt wird. Die Sichtkante der Steinplatten ist schlicht mit einer schrägen Fase profiliert. Auf der Südseite ist einer der Kragsteine mit einem Schweinskopf skulptiert. Der First wird bekrönt von einem steinernen Dachkamm.
Die seitlichen Außenwände des Langhauses von Saint-Nectaire besaßen ursprünglich nicht die aufwändigen Blendarkaturen, die man seit den Renovierungen gegen Ende des 19. Jahrhunderts hier vorfindet. Ob damit auch die großen Blendarkaden im Erdgeschoss gemeint sind, bleibt unklar. Zumindest kann sicher angenommen werden, dass die jochteilenden Strebepfeiler ursprünglich vorhanden gewesen sind, weil man sie zur Lastabtragung der Schubkräfte aus den Gewölben benötigte.

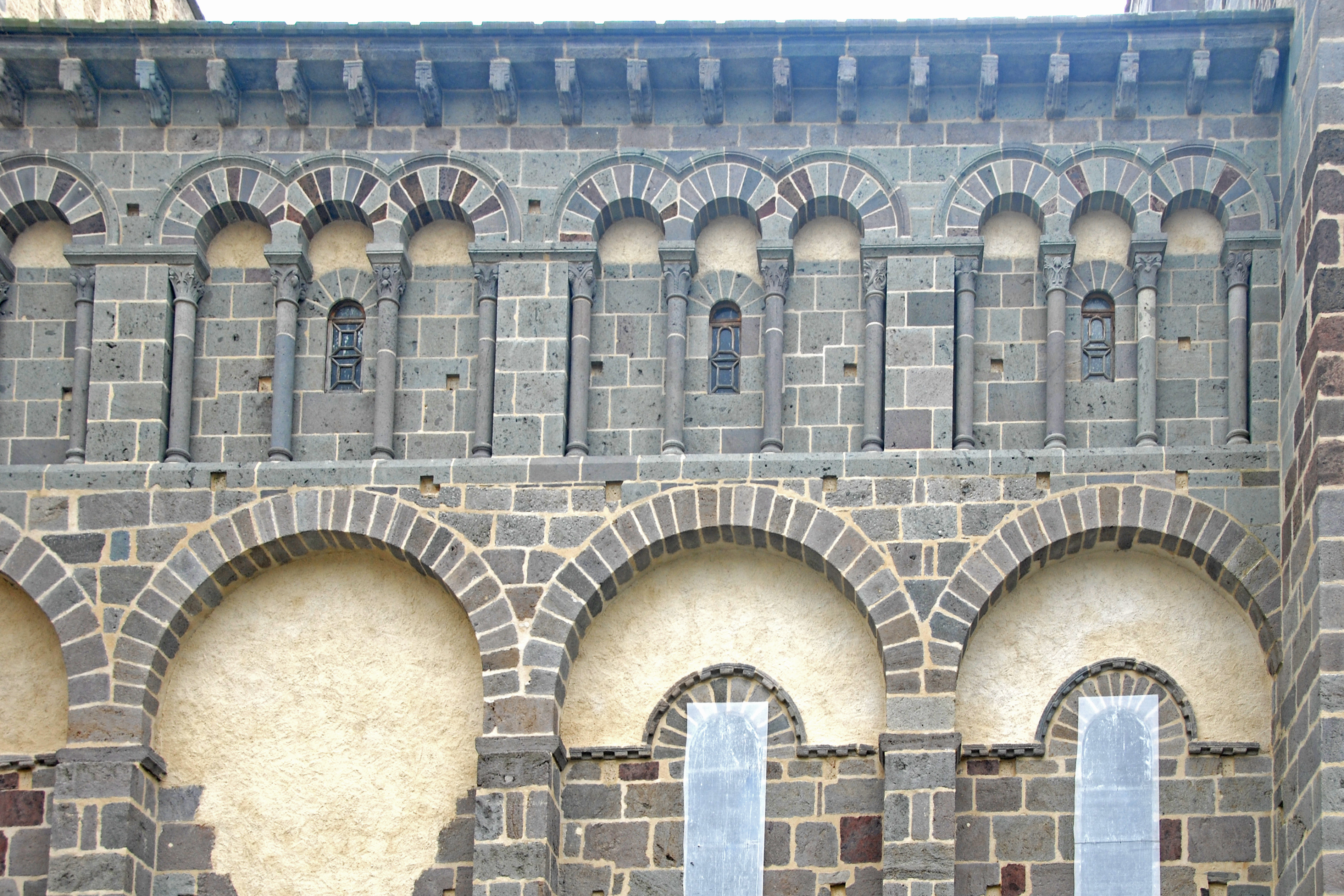
Nördliche Seitenwand mit zweigeschossiger Gliederung von Arkadenzone und Drillingsarkaden

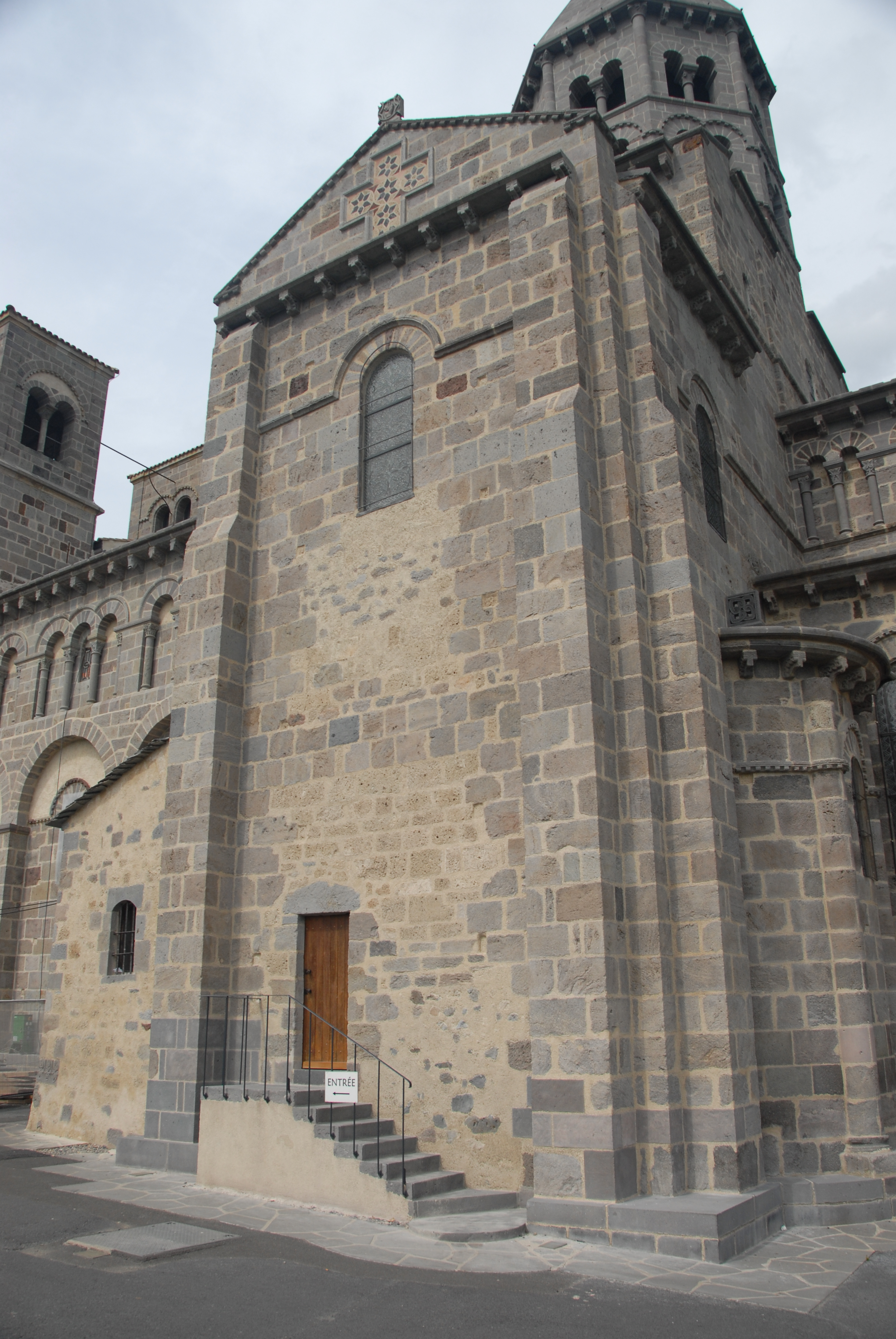
Giebelwand im südlichen Querhausarm, von SO

Heute sind die vier Joche etwa in Höhe der inneren Mittelschiffarkaden mit markanten gestelzten Blendarkadenbögen überfangen, die gegenüber den unteren Strebepfeilern etwas zurücktreten. Im oberen Bereich der Arkadennischen öffnen sich mit Ausnahme des vierten Jochs jeweils mittelgroße Rundbogenfenster. Deren Bogensteine werden von einem geometrisch ornamentierten Kragprofil, dem so genannten Rollenfries, halbkreisförmig überfangen, das in Höhe der Bogenansätze waagerecht nach außen schwenkt und gegen die Strebepfeiler geführt wird. Dieses Profil findet man noch an vielen anderen Stellen dieses Bauwerks.
In rhythmischen Abständen sind in Höhe der Emporen in jedem Joch elegante Dreiergruppen von Blendarkaden in die Wand eingelassen. Über sie laufen die Kämpferprofile der Arkadenkapitelle hinweg. Die Bogensteine werden von Kragprofilen überfangen, die den Kämpferprofilen entsprechen. Die Arkaden aus Bogensteinen ruhen auf jeweils vier schlanken Säulchen mit skulptierten Kapitellen, profilierten Kämpfern und Basen. Nur in den mittleren Arkaden sind sehr kleine Rundbogenöffnungen ausgespart, die die Emporen schwach erhellen.
Das rechteckige Südportal, zu dem zwei Stufen führen, war vermutlich Durchgang zwischen der Kirche und dem ehemaligen südlich anschließenden Kreuzgang und den übrigen Prioratsgebäuden. Der monolithische Türsturz ist ohne Dekor und hat von den Mitte zu beiden Seiten dachartig abgeschrägte flach geneigte Oberseiten. Ein halbkreisförmiger Entlastungsbogen aus keilförmigen Bogensteinen überfängt den Sturz und reicht mit den untersten Bogensteinen auf Höhe der Sturzunterkante bis gegen die Strebepfeiler. Das Bogenfeld zwischen Sturz und Bogensteinen ist mit einer Inkrustation aus geometrischen Mustern dekoriert. Das große Bogenfeld darüber ist mit großformatigen Werksteinen in unregelmäßigen Schichten vermauert.
Das schlichte rechteckige Nordportal mit einem dem Südportal vergleichbaren Türsturz und einem ins Mauerwerk integrierten Entlastungsbogen führte vermutlich aus dem ehemaligen Friedhof in die Kirche, deren Bodenniveau heute über eine sechsstufige Treppe erreicht wird.

#### Querhaus und Vierungsturm
Die bis in Höhe der Vierungskuppel auf der Nord- und Südseite der Vierung hinaufreichenden Raumabschnitte in Verlängerungen der Seitenschiffe, in Länge der Breite der Querhausarme, nehmen oberhalb der Dächer der Schiffe den achteckigen Turmstumpf mit der Kuppel darin „in die Zange“. Die äußeren Oberflächen ihrer Ost- und Westwände gehen bündig in die nach Osten und Westen weisenden Seiten des achteckigen Grundrisses der Kuppel und des Turmes über.

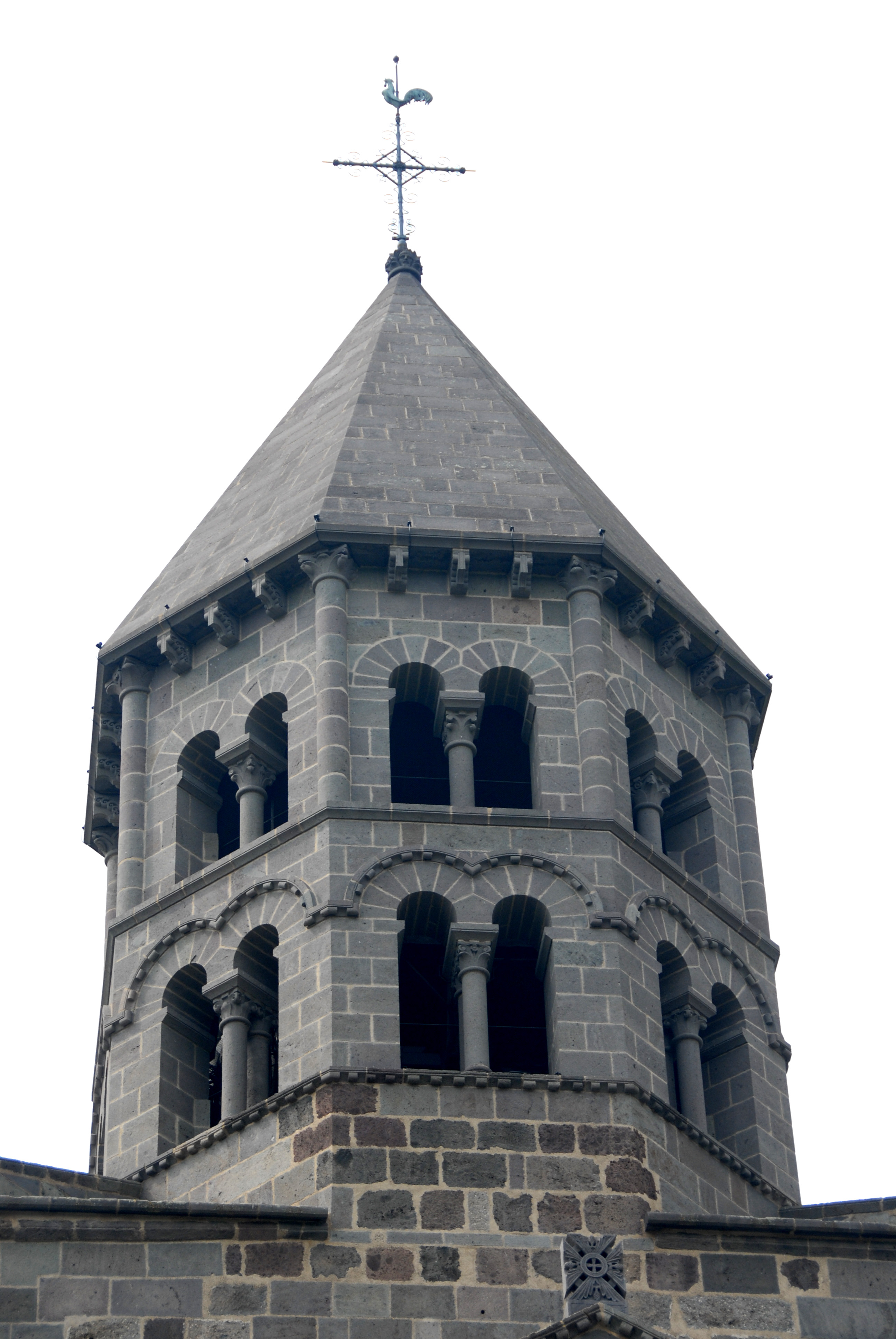
Vierungsturm von Osten

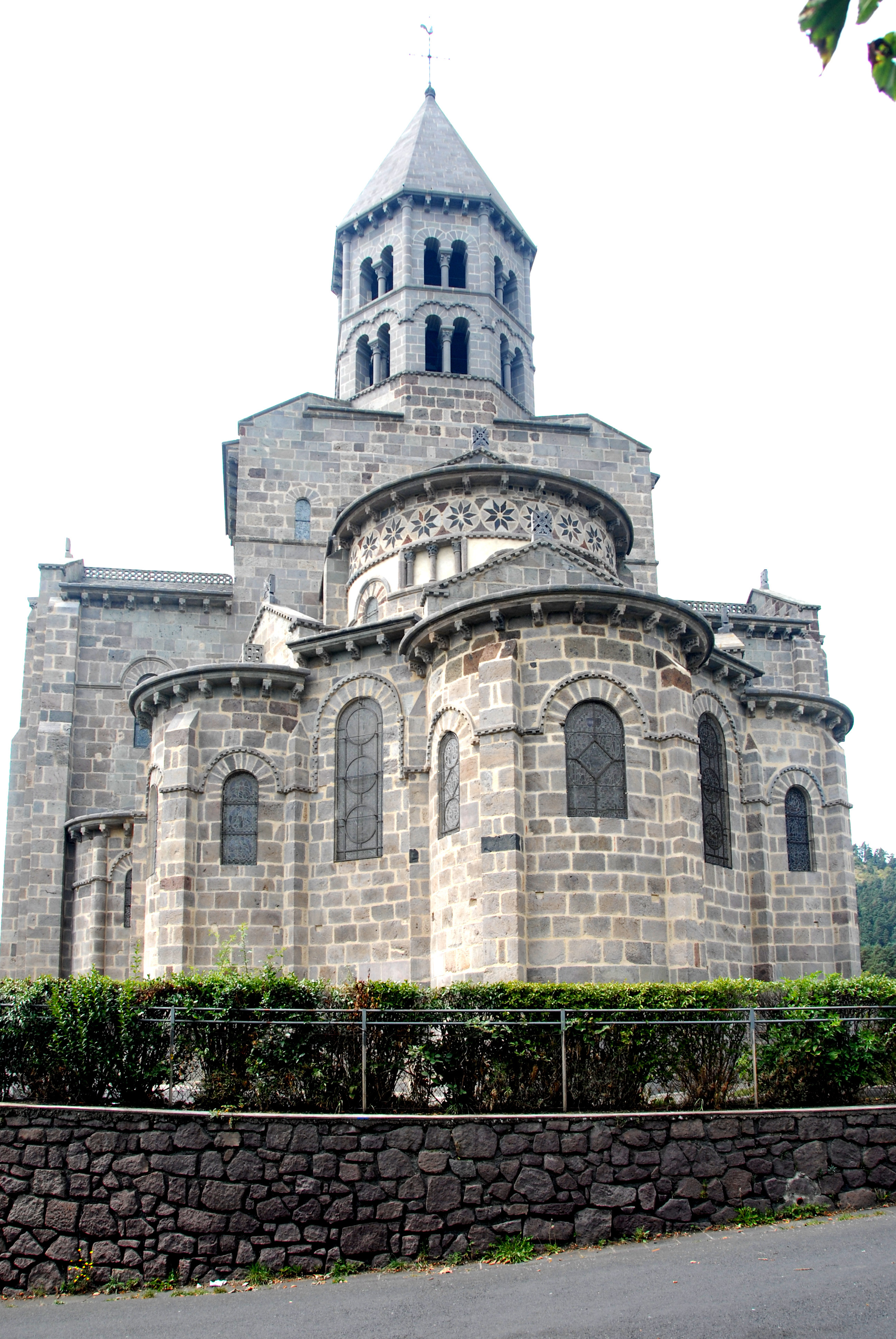
Chorhaupt von SO, mit massif barlong

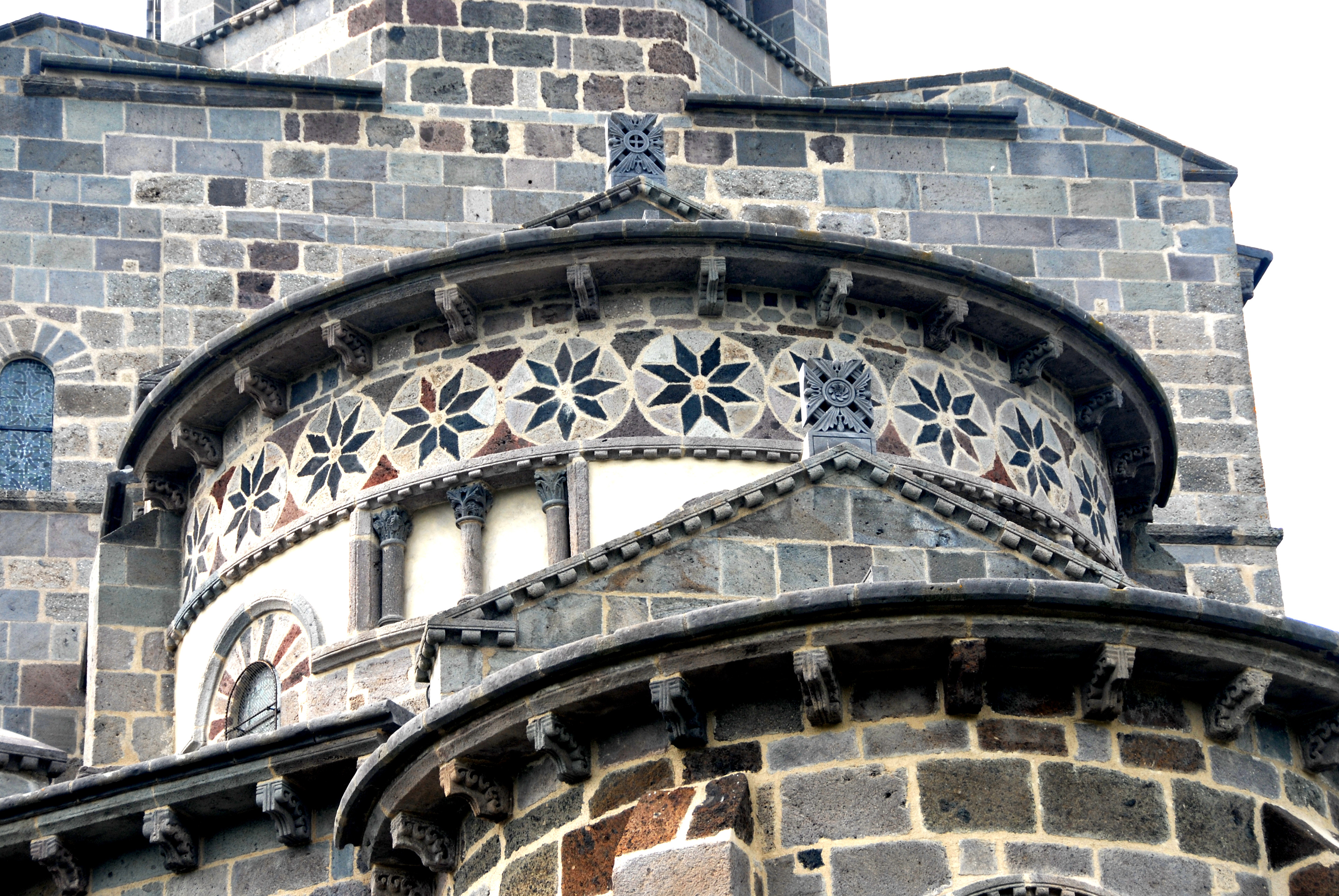
Chorapsis und Kapellentraufe

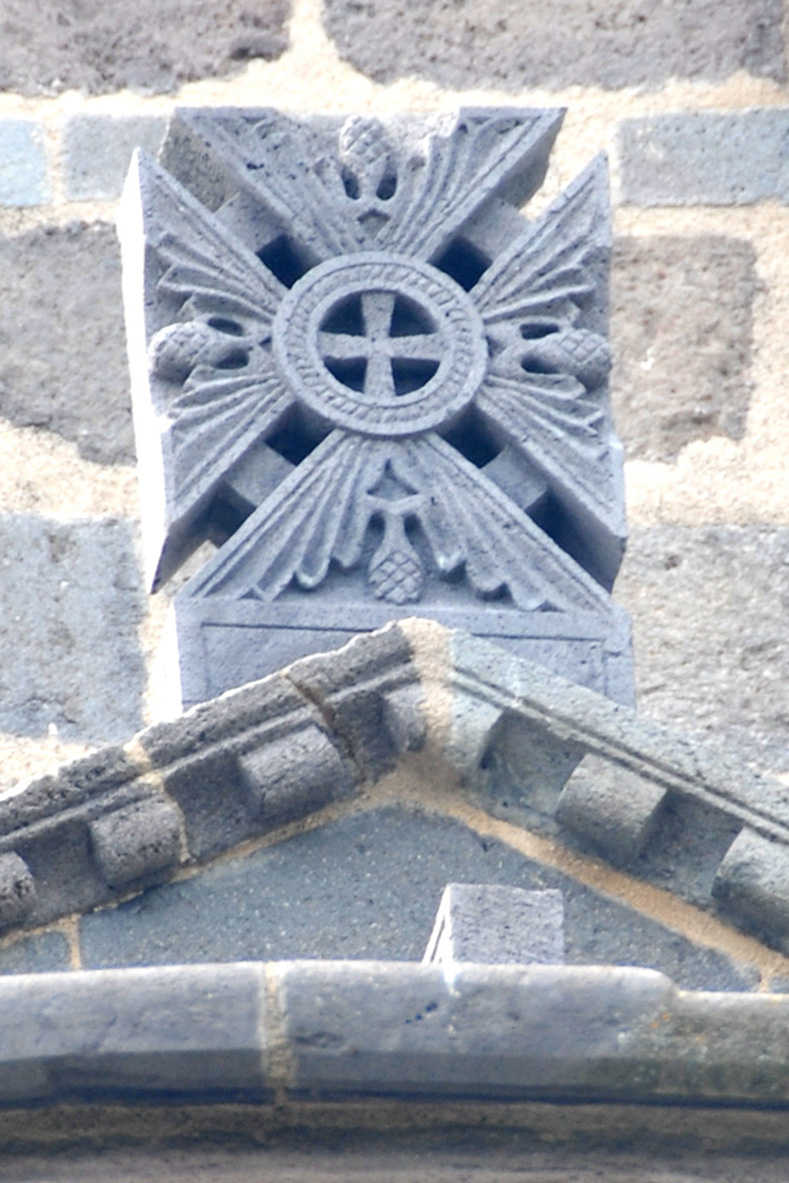
Detail Tatzenkreuz

Dieses massif barlong trägt zusammen mit der Vierungskuppel den hoch aufragenden Glockenturm und stützt ihn ab. Es findet sich bei allen Hauptkirchen der Basse Auvergne. Dieser wuchtige Unterbau wird auf der Nord- und Südseite von je einer Fensteröffnung und auf der Ostseite von einer rundbogigen Fensteröffnung durchbrochen, ergänzt durch das größere Fenster direkt in der Vierungsostwand. Sie stehen alle auf einem schmalen Kragprofil, das um den massif barlong herumgeführt ist. Die sonst üblichen schmückenden Blendarkaturen hat man sich hier erspart. Das gilt auch für die Anordnung von rundbogigen Wandnischen und für Fenster auf der Westseite.
Die nördlich und südlich über den Turm hinausreichenden Teile des massif barlong sind oberseitig mit flach nach außen geneigten Pultdächern überdeckt, die mit Steinplatten des Langhausdachs eingedeckt sind. Die Traufausbildung ähnelt der des Langhauses, kragt jedoch nicht so weit aus. Das Regenwasser tropft hier frei auf die Dächer darunter ab. Die Pultdachortgänge sind etwas über die Dachflächen hinaus höher geführt. Vier kleine übrig bleibende dreieckige Pultdachflächen haben ihre Traufen auf der Ost- und Westseite auf einem knapp auskragenden Gesimsprofil.
Die Querhausarme weisen die gleichen Traufen, Traufhöhen, Dacheindeckungen und Dachkämme auf wie diejenigen des Langhausdachs. Die Ecken der Querhausarme werden auf beiden Wandseiten leicht zurückversetzt und in ganzer Wandhöhe von kräftigen rechteckigen Strebepfeilern verstärkt. Diese enden oben unter den Kragsteinen und springen etwa in Dreiviertel ihrer Höhe etwas zurück. Versprung und oberes Ende der Pfeiler sind mit pultdachartig steil abgeschrägten Abdeckungen versehen. Über den Strebepfeilern ist ein weit ausladendes Gesims installiert, das ziemlich genau den Traufgesimsen entspricht, nur gibt es hier keine Traufe. Die dahinter befindliche Giebelwand des Querhausarms wird noch ein Stück höher geführt und endet mit dem Giebeldreieck, dessen Oberseiten parallel zum Verlauf der Dachflächen ansteigen. Sie sind mit flachen Steinplatten abgedeckt, deren Sichtkanten der bekannte Rollenfries schmückt.
Das Zentrum des südlichen Giebelfeldes dekoriert ein lateinisches Kreuz mit sehr breiten Armen, dessen Ränder mit schmalen erhabenen Rechteckprofilen eingefasst sind. Die Flächen der Kreuzarme sind mit Inkrustationen bedeckt, das sind zu verschiedenen geometrischen Mustern zusammengestellte Steinmosaike aus meist weißen und schwarzen Steinplättchen. Ihre Ursprünge sind keineswegs orientalisch, sondern gallorömisch oder frühchristlich. Auf dem Giebelfirst steht ein steinernes quadratisches Kreuz, in Art eines Tatzenkreuzes mit stark aufgespreizten Armen. Die Frontseite wird von einem kreisrunden Medaillon fast vollständig bedeckt, in dem eine geöffnete Hand mit zwei erhobenen Fingern einen Segensgestus oder Schwur darstellt.
Auf dem nördlichen Giebelfeld ist eine größere geometrische Struktur aus kräftigen Kragprofilen angebracht. Im Giebelzentrum befindet sich ein auf die Spitze gestelltes Quadrat, dessen obere Seiten schräg nach unten bis auf das waagerechte Kraggesims verlängert sind. Diese Verlängerungen sind die Hypotenusen von auf ihnen stehenden rechtwinkligen Dreiecken. Dieses Gebilde ist gefüllt mit Inkrustationen. Auf dem Giebelfirst steht ein Tatzenkreuz ähnlich denen auf den Kapellenfirsten.
In den großen hohen Giebelwandflächen zwischen den Strebepfeilern ist weit oben ein großes rundbogiges Fenster ausgespart, dessen Bogensteine von einem Kragprofil überfangen werden, das dem der Kämpfer der Kapitelle der Langhausarkaturen entspricht. Das Profil knickt in Höhe der Bogenansätze waagerecht ab, bis es gegen die Strebepfeiler stößt. Auf den Ostseiten der Querhausarme gibt es je ein ebensolches Fenster in derselben Höhenlage mit dem gleichen Kragprofil, das bis gegen das Chorjoch stößt und dort in ein Bankprofil unter den Arkaturen übergeht. In der Giebelwand des südlichen Querhausarms gibt es noch eine einflügelige Schlupftür ohne jedes Dekor. Sie öffnete sich vielleicht einmal in die dort anschließenden Räume des ehemaligen Priorats. Heute führt eine zur Seite geschwenkte siebenstufige Treppe zu ihr hinauf.
Der oktogonale Vierungsglockenturm oberhalb des Turmsockels, in dem sich die Vierungskuppel befindet, ist ebenfalls ein Produkt der Restaurierungen gegen Ende des 19. Jahrhunderts. Obwohl das untere Geschoss nahezu vollständig die Zerstörungen der Revolutionszeit überstanden hatte, ließ der mit den Restaurierungsarbeiten und deren Planung beauftragte Architekt es trotzdem abbrechen und beide Turmgeschosse mit Helm neu errichten (siehe Abschnitt Geschichtliches). Vergleicht man den Turm mit den in Ursubstanz erhaltenen Türmen von Saint-Saturnin und Orcival, so kommt der Neubau seinen Vorbildern recht nahe, auch in seinen Proportionen.
Die Wände des ersten Geschosses stehen oberflächenbündig auf dem Turmsockel. Sie werden untereinander von einem Kragprofil mit Rollenfries getrennt. Die Wände des zweiten und obersten Geschosses treten ein gutes Stück zurück. Die Sichtkanten der leicht auskragenden Abdeckplatten dieses Versatzes sind schlicht profiliert. Auf den Abdeckplatten stehen an den acht Ecken halbrunde Säulen, die bis unter das Traufgesims reichen und von pflanzlich skulptierten Kapitellen bekrönt sind. Die beiden Geschosse sind etwa gleich hoch. Man hat allerdings einen etwas anderen Eindruck. Dies kommt durch die um eine Mauerschicht geringere Höhe und wenig geringere Breite der oberen Zwillingsöffnungen gegenüber den unteren zustande. Die Bogensteine stehen in der Mitte der Fenster gemeinsam auf einem schlanken Säulchen mit Kapitell mit pflanzlicher Skulptur und profiliertem Kämpfer. Außenseitig stehen die Bögen auf Kämpferplatten, die lediglich auf der Leibungsseite auskragen. Nur die Bogensteine des unteren Turmgeschosses werden von dem bekannten Kragprofil mit Rollenfries überfangen, knicken in Höhe der Bogenansätze waagerecht ab und stoßen an den Wandecken gegen das Profil des Nachbarfensters.
Die Traufe des Turmhelms entspricht etwa derjenigen der Querhausarme aus waagerecht verlegten Gesimsplatten, die von Hobelspankragsteinen unterstützt werden. Darauf sitzt die Achteckpyramide des Turmhelms auf aus grauen Steinplatten, die wie Mauerwerk im Verband übereinander gefügt und verfugt sind. Die Helmspitze wird von einem knaufartigen Stein gekrönt, auf dem sich ein filigranes Kreuz aus Metall erhebt mit einem Wetterhahn auf seiner Spitze.

#### Chorhaupt

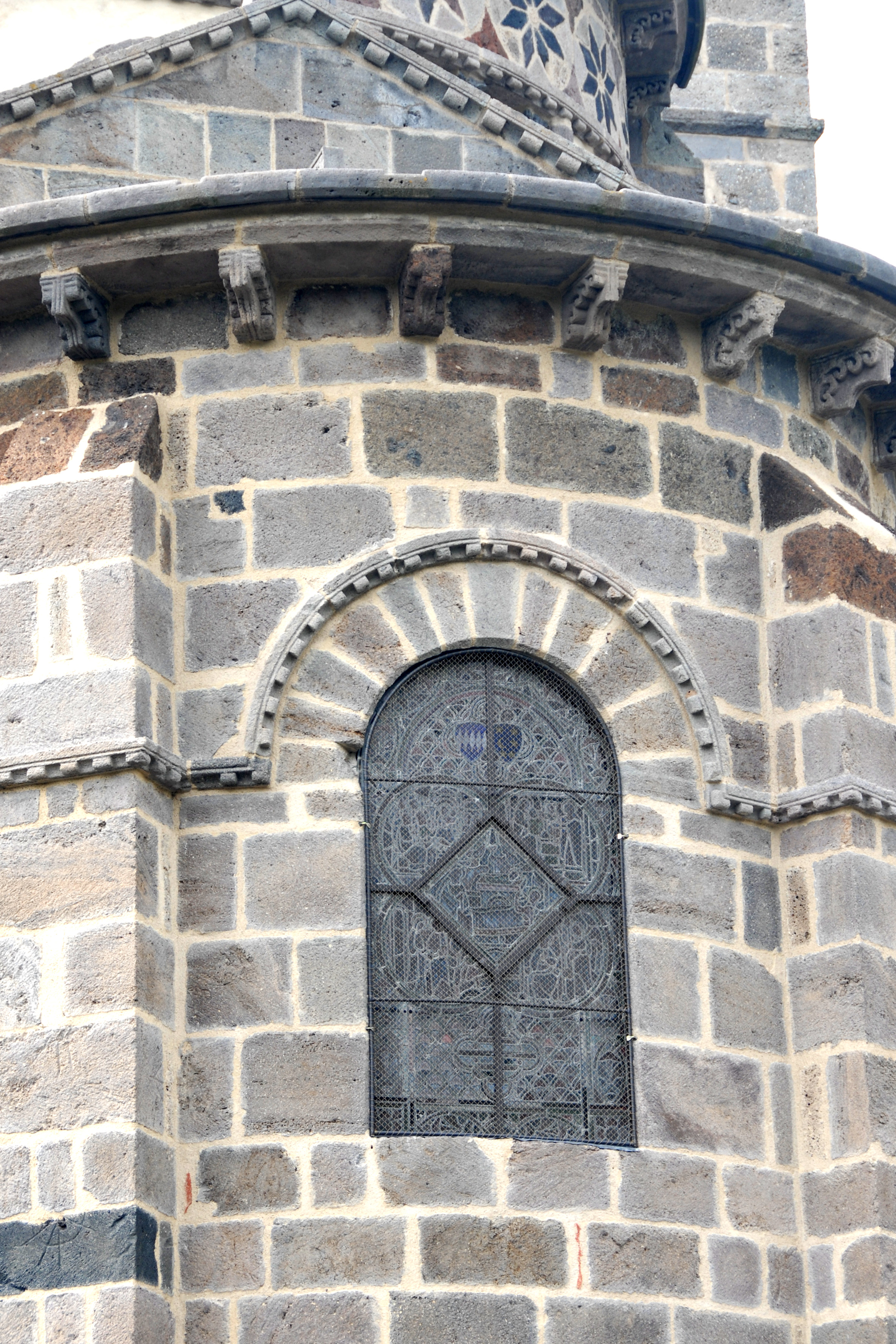
Fenster zentrale Umgangskapelle

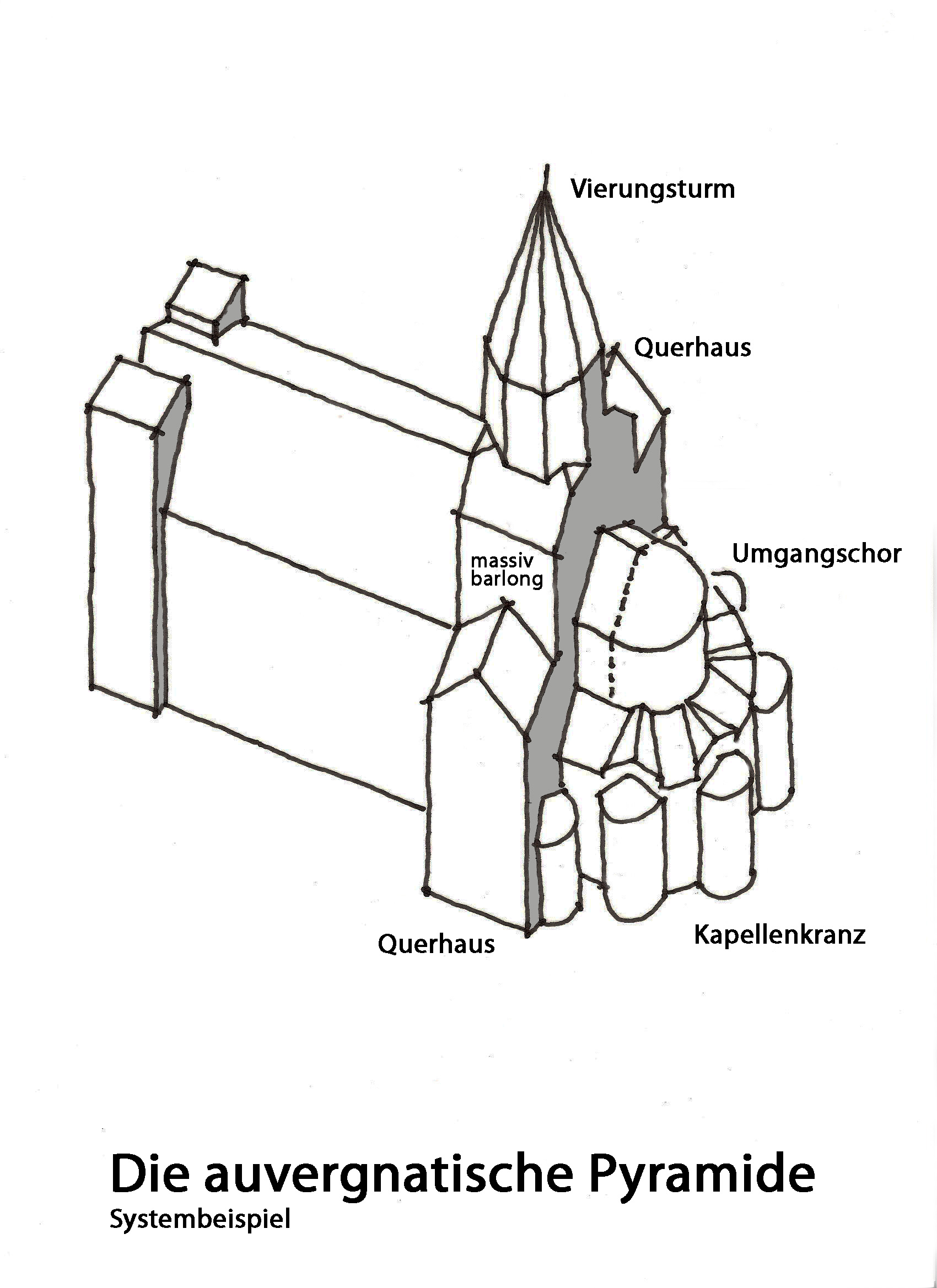

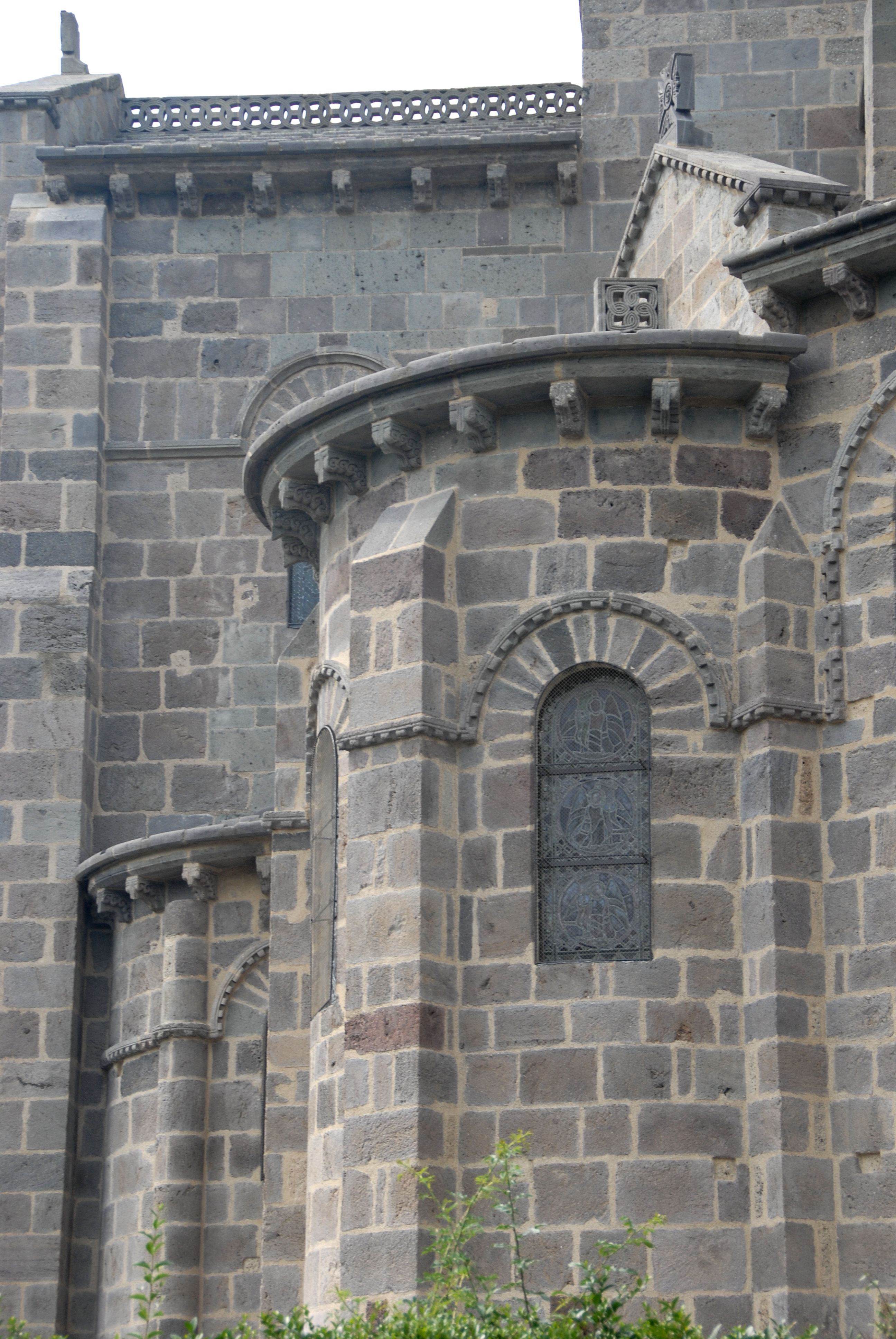
Südliche Umgangskapelle

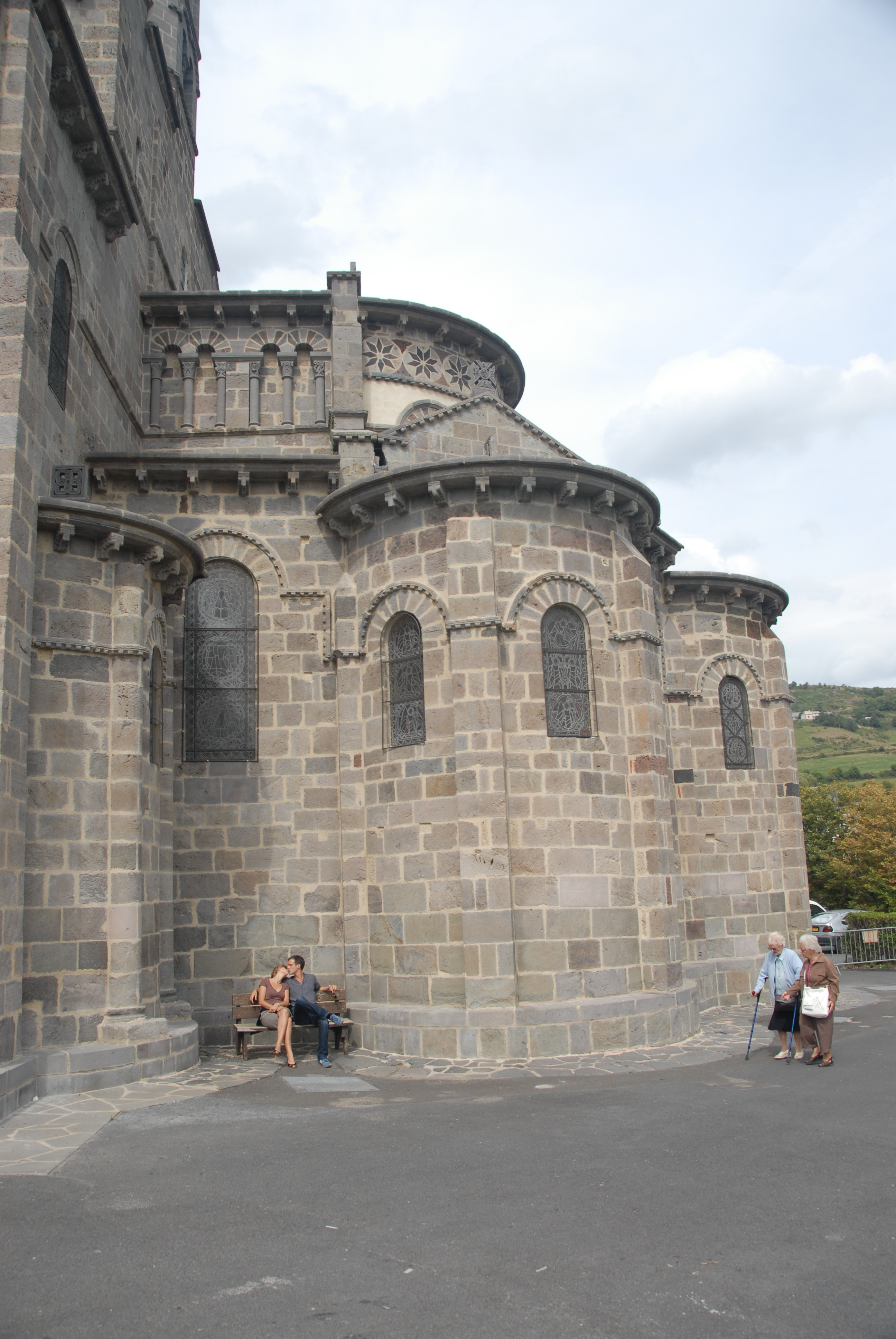
Chorhaupt von Süden

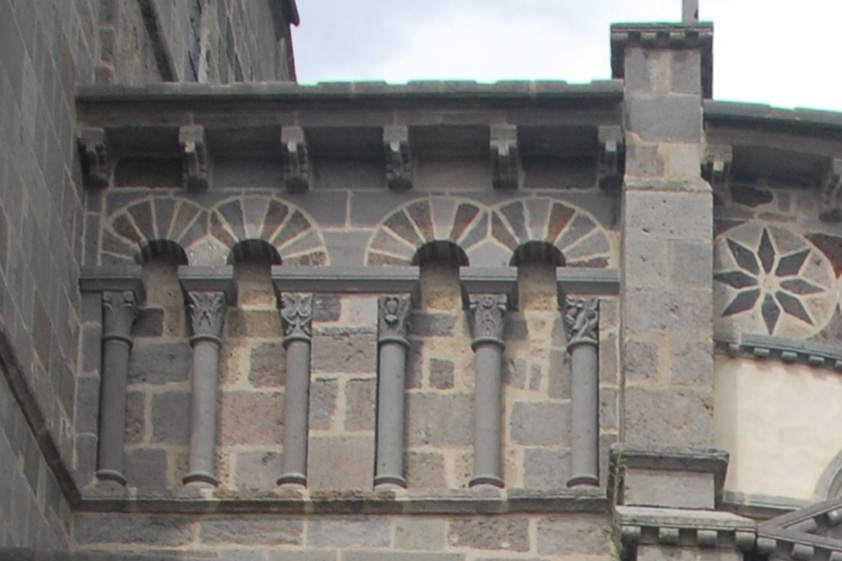
Arkatur Chorjoch von Süden

Der sicherlich schönste Teil der Kirche ist ihr Chorhaupt, von innen wie von außen betrachtet. Mit vollendeter Meisterschaft sind hier, wie auch bei den anderen Hauptkirchen der niederen Auvergne, grundverschiedene Bauteile, wie Umgangskapellen, Umgang, Chor mit seiner Apsis, Querhaus, massif barlong und der (ehemalige) Glockenturm zu einem harmonisch ausgewogenen Ganzen übereinander getürmt worden. In wohldurchdachter Abstufung schweift der Blick des Betrachters von der breiten Basis aus dem Kranz kleiner Apsiden, über die sich stets verjüngenden Bauteile, bis hinauf zur Turmspitze. Dafür wurde der treffende Begriff auvergnatische Pyramide geprägt.
Das Werkstein-Mauerwerk des Chorhauptes strahlt heute in hellgrauem Trachyt, mit geringen Einstreuungen dunklerer Steine.
Die Dächer sind in flacher Neigung mit grauen Steinplatten aus Volvic eingedeckt. Die Traufen sind wie diejenigen der Querhausarme ausgebildet, aus flachen Gesimsplatten auf Hobelspankragsteinen. Bei ihnen tropft das Regenwasser ebenfalls frei ab.
Alle äußeren Wände der Kapellen und des Chorumgangs, zwischen den Kapellen, stehen auf einem um alle diese Bauteile herumgeführten weit ausladenden, knapp einen Meter hohen Sockel, der mit flachen, oberseitig abgeschrägten Platten abgedeckt ist.
Die drei Kapellenapsiden haben Außenwände in Form hoch gestreckter halber Zylinder, die an den Chorumgang angeflanscht sind. Ihre Traufhöhe liegt etwas tiefer als die des Chorumgangs. Die Wände der Apsiden sind vertikal von zwei rechtwinkligen Wandpfeilern in drei Wandabschnitte aufgeteilt. Sie sind oberseitig steil abgeschrägt und enden kurz unter dem Traufgesims. In den Ecken der Kapellenanschlüsse an den Umgang stehen quadratische Wandpfeiler, ebenfalls mit oberer Abschrägung.
Die Fenster der Kapellen und des Umgangs sind unterschiedlich groß. Die kleinsten befinden sich in den seitlichen Wandabschnitten der Kapellen, etwas größer sind die in der Mitte der Kapellen, deutlich größer sind die in den Wänden des Umgangs. Die Bogensteine der Fenster werden überfangen von den bekannten Kragprofilen mit Rollenfries, die an den Bogenansätzen waagerecht abknicken und über die Pfeiler hinweg um die Kapellen herumgeführt werden.
Die Dächer der Kapellen weisen die Form flach geneigter halber Kegel auf. Zur Vermeidung komplizierter Durchdringungen dieser Dächer mit dem Dach des Umgangs, sind dessen Außenwände in Breite der Kapellen ein gutes Stück über die Umgangstraufen höher aufgemauert, und werden oberseitig mit Dreiecksgiebeln abgeschlossen. Ihre Oberseiten sind mit glatten Steinplatten abgedeckt, deren Sichtkanten mit dem bekannten Kragprofil mit Rollenfries dekoriert sind. Die Dächer der Kapellen stoßen gegen diese Giebelwände. Hinter den Giebeln sind kleine Satteldächer angeordnet, deren Firste radial gegen die aufgehenden Wände der Chorapsis stoßen, und mit steinernen Dachkämmen bekrönt sind, wie diejenigen auf den Armen der Querhäuser. Ihre Giebelfirste werden mit je einem quadratischen Tatzenkreuz bekrönt, dessen Arme breit aufgefächert und von einem großen Kreisring hinterlegt sind. Im Zentrum gibt es einen kleineren leicht vorspringenden Kreisring, der von einem kleineren Tatzenkreuz ausgefüllt ist. Die breiten Fächer des Arme des großen Kreuzes aus gefächerten Blattornamenten tragen in ihrer Mitte je eine Frucht, die einem Pinienzapfen gleicht, der von zwei kleinen Blattranken flankiert wird. Auf den Kapellendachfirsten stehen quadratische Rahmen, radial angeordnet und werden gefüllt mit verschiedenen steinernen Flechtwerken. Sie erinnern an merowingische oder karolingische Flechtwerke.
Die Querhauskapellen weisen im Grundriss und in der Höhe kleinere Dimensionen auf wie bei den Umgangskapellen. Ihre Umfassungswände werden mit zwei halbrunden Säulen in drei Abschnitte vertikal unterteilt. Sie stehen auf Plinthen, diese wiederum auf durchgehenden Sockeln, beide zusammen so hoch, wie die Sockel der Chorkapellen. In den mittleren Wandabschnitten ist je ein kleines Rundbogenfenster ausgespart mit Überfangungen wie bei den Umgangskapellen.
Die Pultdächer über dem ersten Umgangsjoch beginnen eingangs mit rechtwinkligen Grundrissen. Das Pultdach setzt sich um die halbrunde Chorapsis herum in gleicher Breite fort. Die vier Kapellen unterbrechen der Verlauf der Traufe mit den oben beschriebenen, weiter hoch geführten Stücken der Umgangswand mit den Giebelaufsätzen. Zwischen diesen Giebeln und der Chorapsiswand unterbrechen kleine Satteldächer mit trapezförmigem Grundriss in radialer Anordnung das Pultdach des Umgangs. Die Traufabschnitte des Umgangs sind so gestaltet wie die Traufen der Kapellen.
Das Dach des Chors besteht im Grundriss aus einem Rechteck über dem Chorjoch und aus einem Halbkreis über der Apsis. Die Dachform setzt sich dementsprechend zusammen aus einem Satteldach und einem halben Kegeldach, dessen Traufe etwas tiefer liegt. Beide Dachteile werden getrennt durch eine aus den Dachflächen herausragende Mauer, deren Oberseiten parallel zu den Dachflächen zur Mitte hin ansteigen. In Fortsetzung dieser Mauer treten aus den seitlichen Chorwänden kräftige Wandpfeiler hervor. Wie bei den Giebeln hinter den Umgangskapellen ist der First dieser Wand mit dem gleichen Tatzenkreuz gekrönt wie bei den Umgangskapellen. Die Traufen sind so ausgebildet wie die der Kapellen. Der Versatz der Traufen wiederholt sich im Traufgesims. Der First des Satteldachs wird wieder bekrönt von einem steinernen Dachkamm.
Die Chorapsiswand wird in zwei horizontale Abschnitte unterteilt und zwar getrennt durch das Kragprofil mit dem bekannten Rollenfries. Im unteren Abschnitt verteilen sich drei rundbogige Fenster, deren Bogensteine von schlichten Kragprofilen überfangen werden, die in Höhe der Bogenansätze waagerecht abknicken und um die ganze Apsis herumgeführt sind. Zwischen diesen Profilen und den Fenstern verbleiben ungewöhnliche rechteckige Nischen, die von drei Säulchen mit Kapitellen unterteilt werden. Sie tragen unmittelbar das obere Kraggesims. Dieses Motiv ist eine Anleihe bei der römischen Antike. Außerhalb der Hauptkirchen trifft man das Motiv in der Auvergne nur noch einmal an der nicht weit entfernten, runden Friedhofskapelle von Chambon-sur-Lac an. Die gekrümmte Oberfläche des oberen horizontalen Wandabschnitts der Apsis ist bis unter die Traufgesimsplatten mit aufwändigen Inkrustationen dekoriert, in denen das geometrische Motiv eines Sterns, umgeben von einem Kreis, in stetiger Folge dominiert.
Der über den Umgang hinausreichende Teil der Choraußenwand in dessen Joch besaß ursprünglich keine Dekoration. Das hat der mit den Sanierungsarbeiten gegen Ende des 19. Jahrhunderts beauftragte Architekt Bruyerre geändert. Er versah diesen Wandabschnitt mit den gleichen Arkaturen, die er schon auf den Längswänden des Langhauses nachträglich installiert hatte, allerdings kleinmaßstäblicher. Statt der dort verwendeten Drillingsarkaden setzte er hier jeweils zwei Zwillingsarkaden mit den gleichen Dekorationselementen ein wie bei den Arkaden, wie Zwischenpfeiler, Säulen und deren Ausstattungen.

## Skulptur der Kapitelle

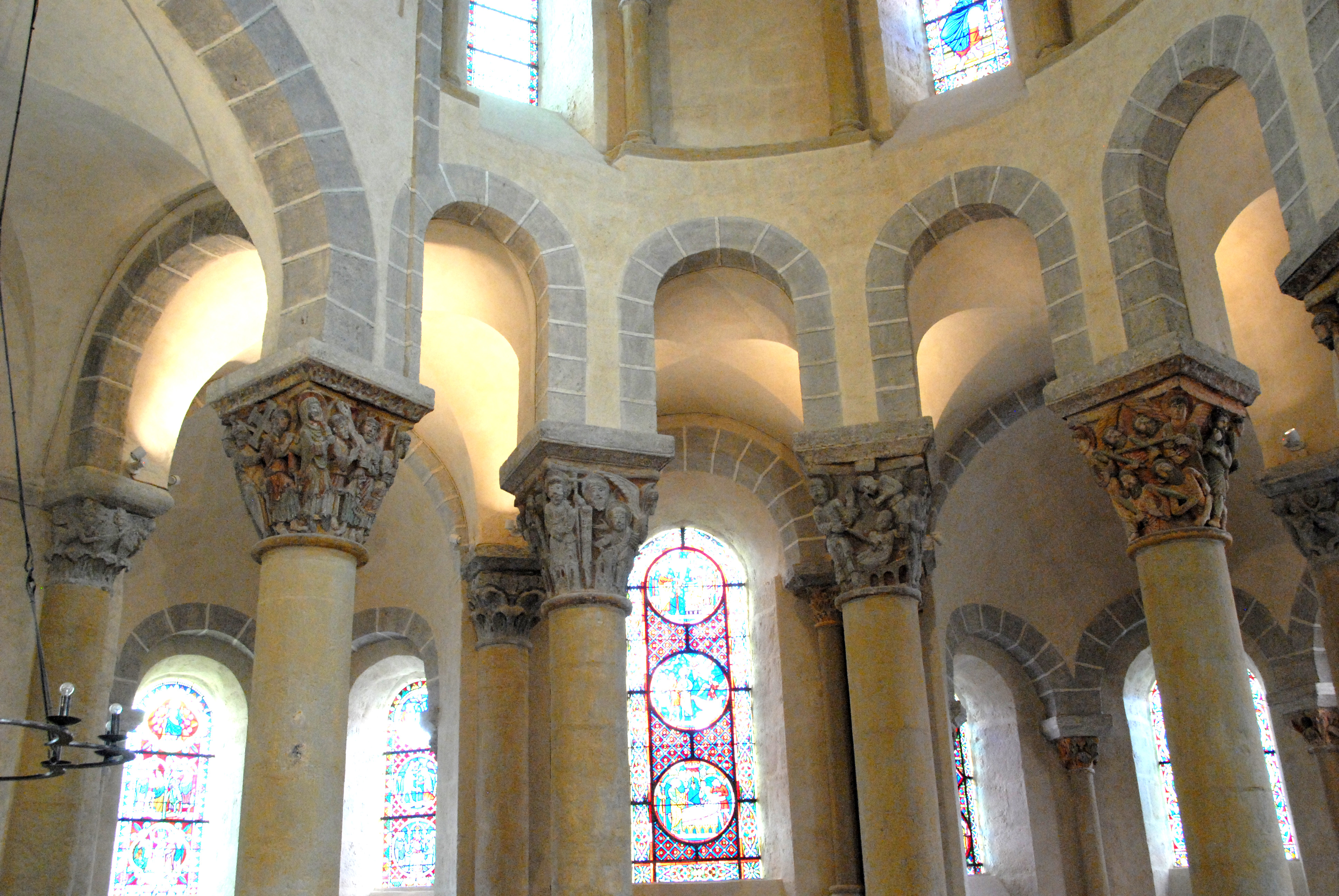
Chorkapitelle A-E

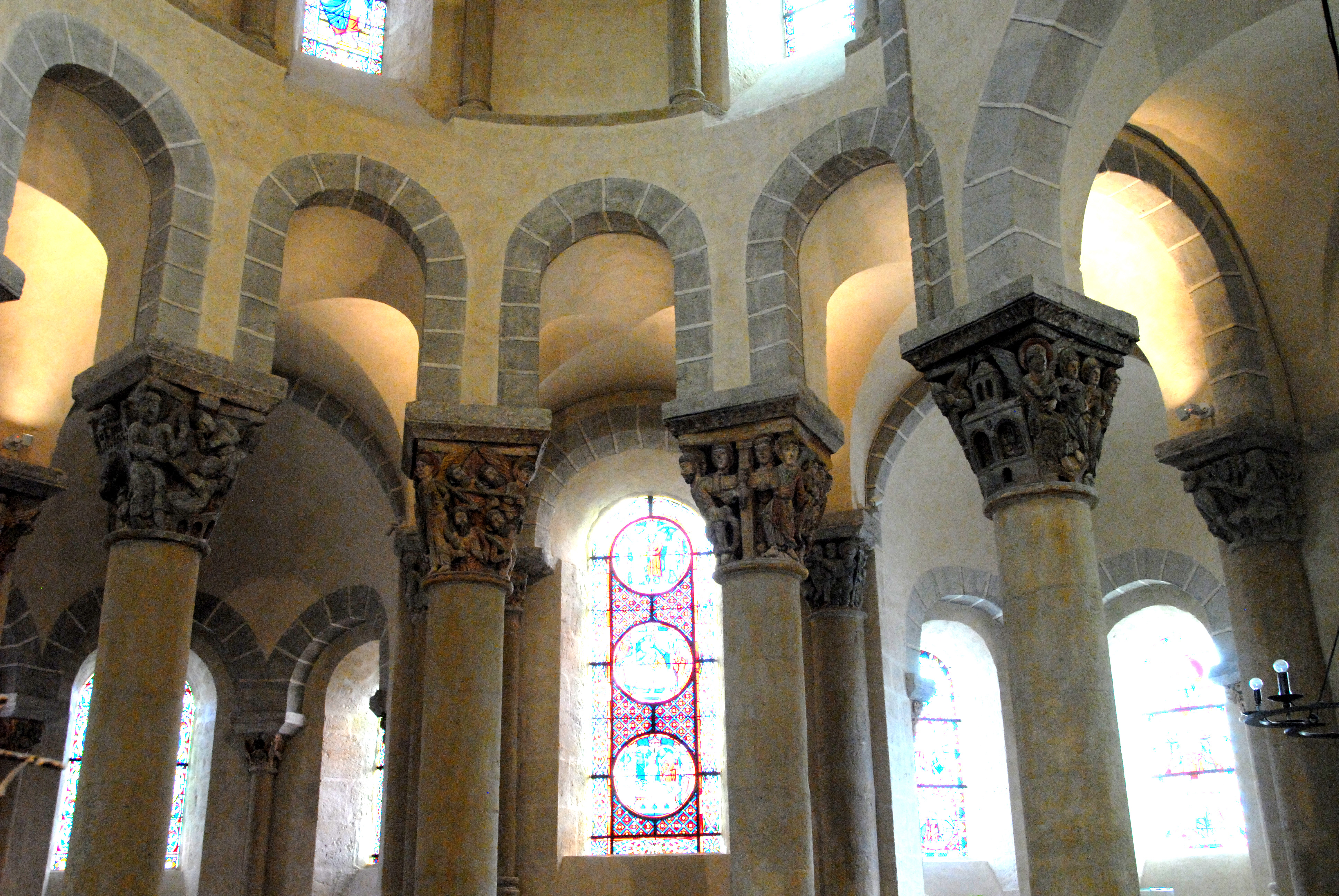
Chorkapitelle D-B

Die meisten der Kapitelle von Saint-Nectaire sind Blattkapitelle. Überwiegend sind das die kleineren und weit vom Betrachter gelegenen Kapitelle, häufig bei dekorativen Arkaturen. Die Kapitelle zwischen Mittel- und Seitenschiffen auf den hohen Säulen überraschen durch ihre außergewöhnliche Schlichtheit. Sie sind mit großformatigen, gering detaillierten Blättern von Wasserpflanzen dekoriert. Vielleicht war von den Erbauern der Kirche ursprünglich geplant, dass sie später einmal aufwändiger skulptiert werden sollten.
Die Blattkapitelle werden hier nicht näher beschrieben. Dem entgegen wird im Folgenden auf die erzählenden Kapitelle intensiver eingegangen.
Die Kapitelle von Saint-Nectaire werden von kräftigen, weit ausladenden, meist quadratischen Kämpferplatten abgedeckt, deren Sichtkanten mehrfach gestuft und gekehlt profiliert sind. Gemeinsam leiten sie von den unteren Säulenschäften in die darüber aufgehenden rechtwinkligen Bauteile über, wie etwa Arkaden- oder Gurtbögen. Von besonders hoher Qualität sind hier die Figurenkapitelle zwischen Chorapsis und Chorumgang.

### Kapitelle zwischen Chorapsis und Umgang

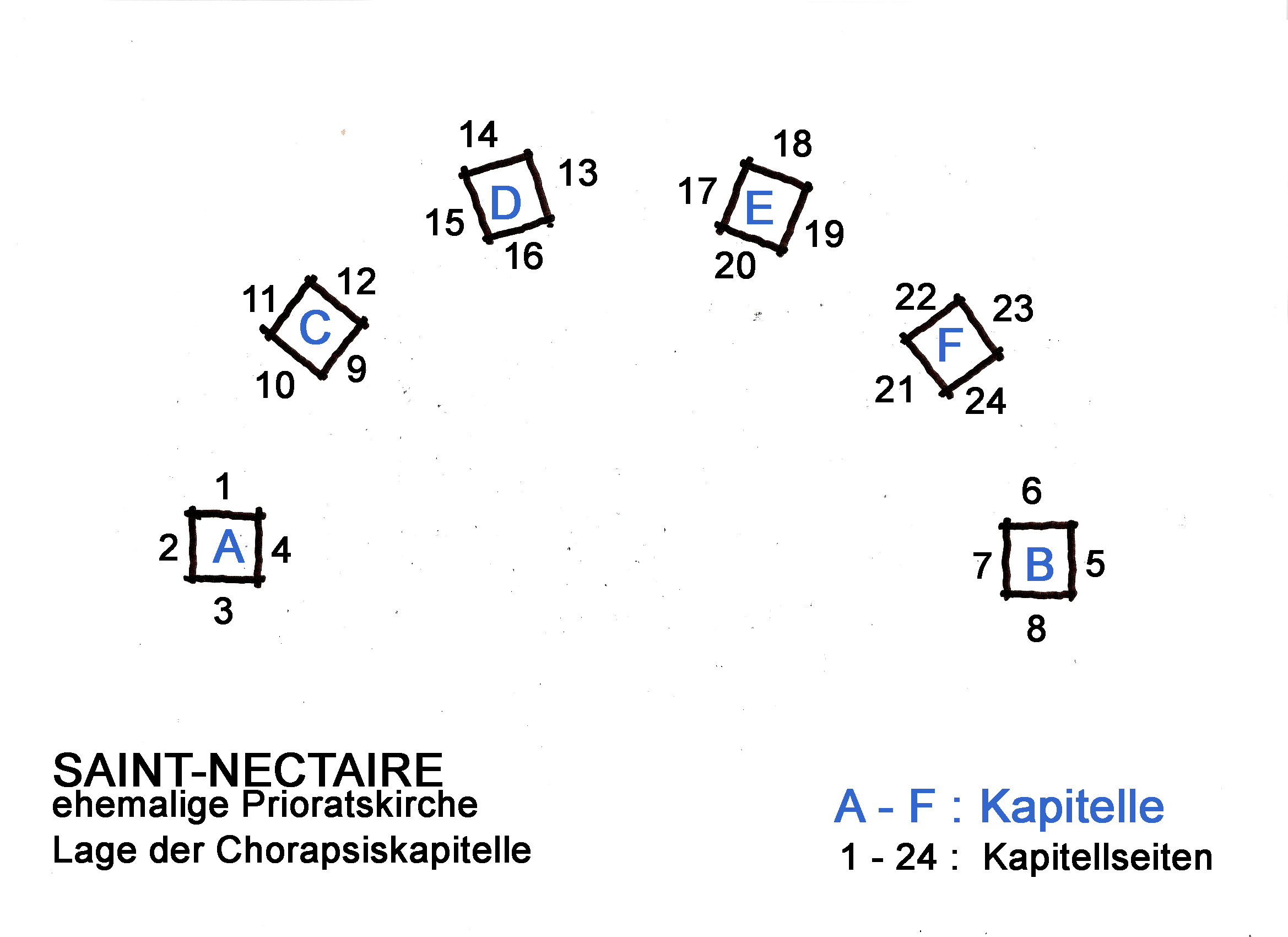
Lage der Chorkapitelle, Handskizze

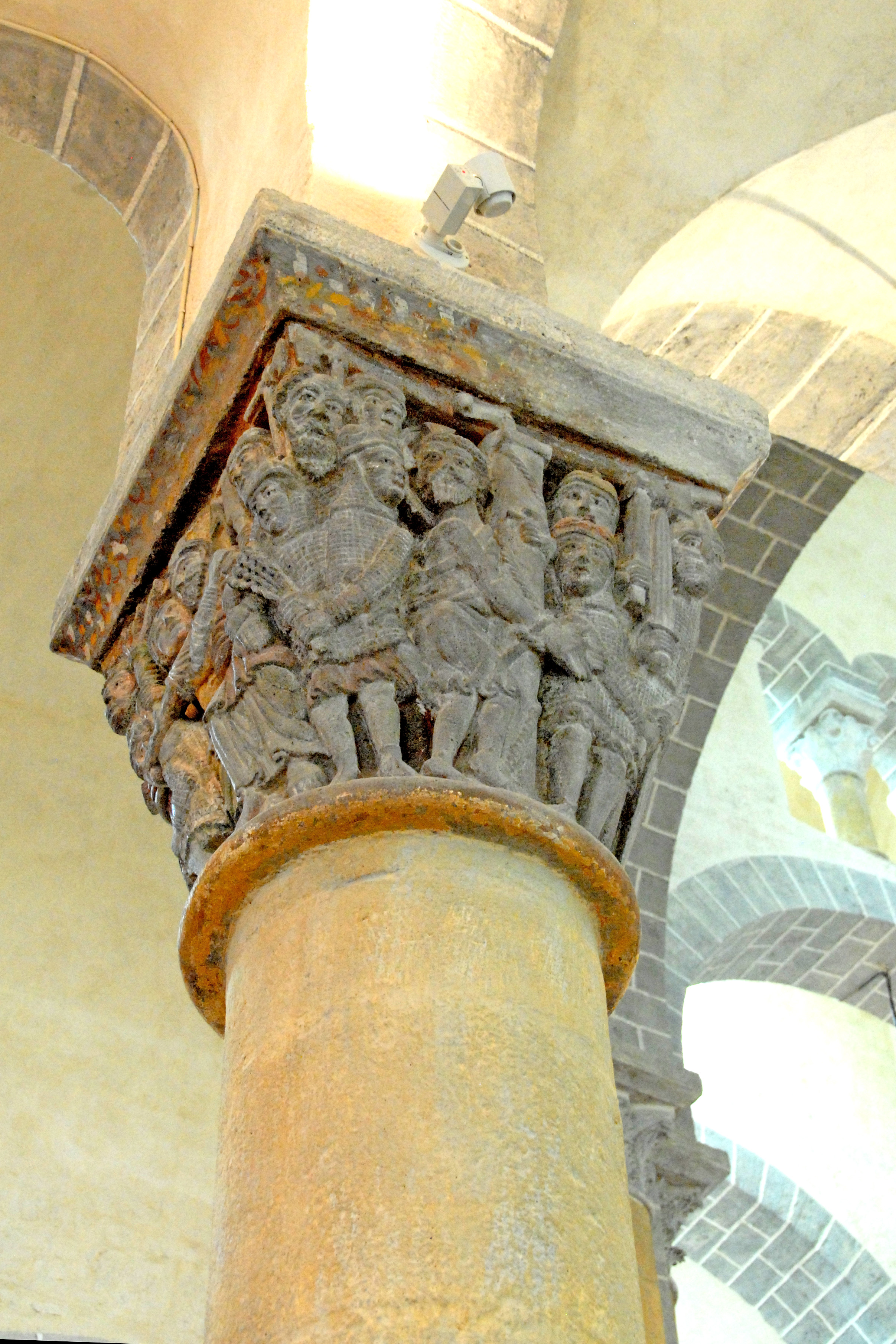
Chorkapitell A, Seiten 1+2

Nahezu alle Kapitelle des Umgangschors waren bis vor der jüngsten Restaurierung (2006/07) intensiv polychrom gefasst. Es gab mehrere Schichten der Bemalung, die letzte ging wahrscheinlich auf das 17. Jahrhundert zurück. Die aktuelle Restaurierung hat offensichtlich die ältesten Fassungen freigelegt, die allerdings nur noch in Resten erhalten geblieben ist. Dazwischen wird der Steinuntergrund in hellen Grautönen sichtbar.
Zur Lage der Kapitelle A bis F siehe Skizze der Chorkapitelle mit Bezifferung der Kapitellseiten.
Kapitell A:

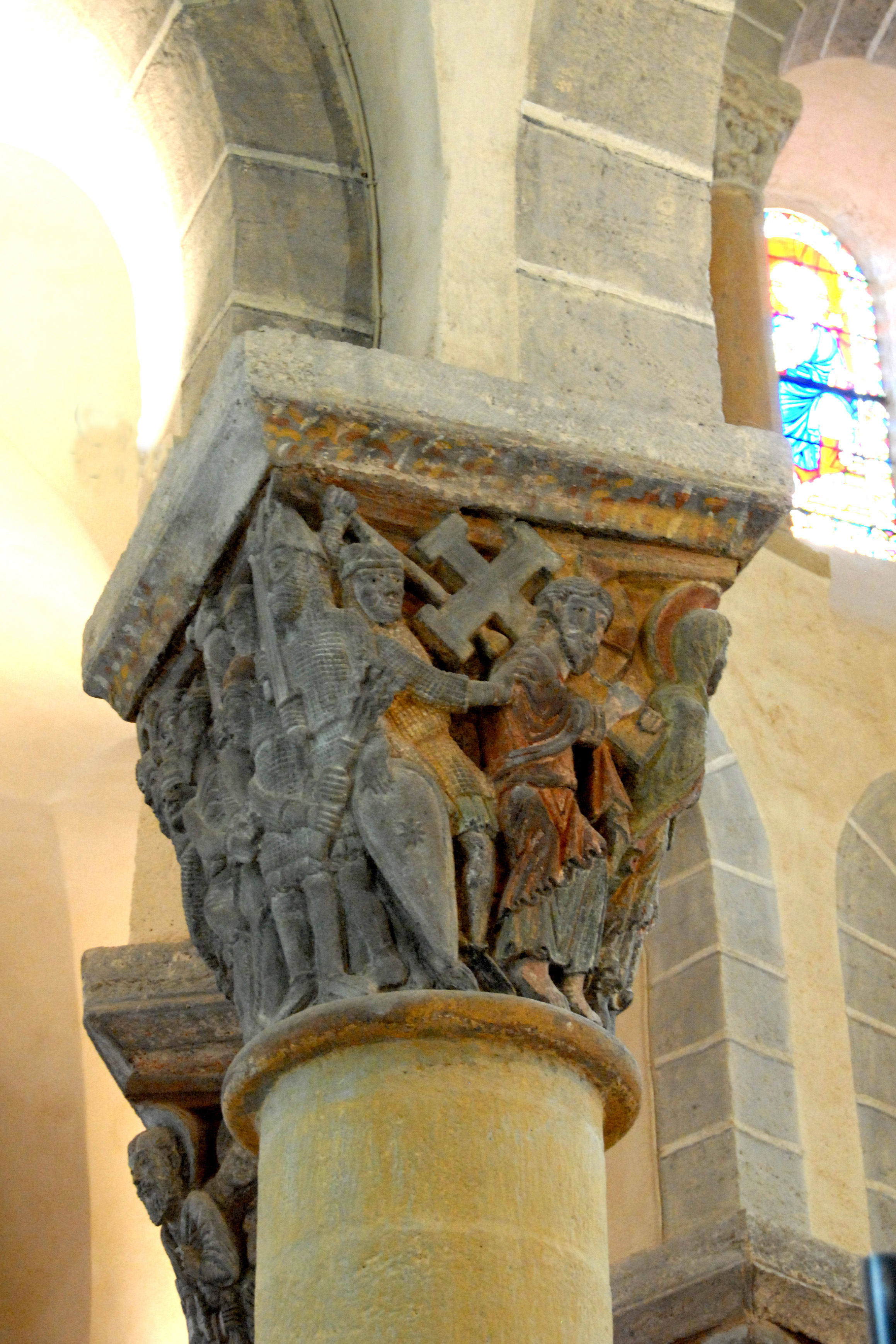
Chorkapitell A, Seiten 2+3

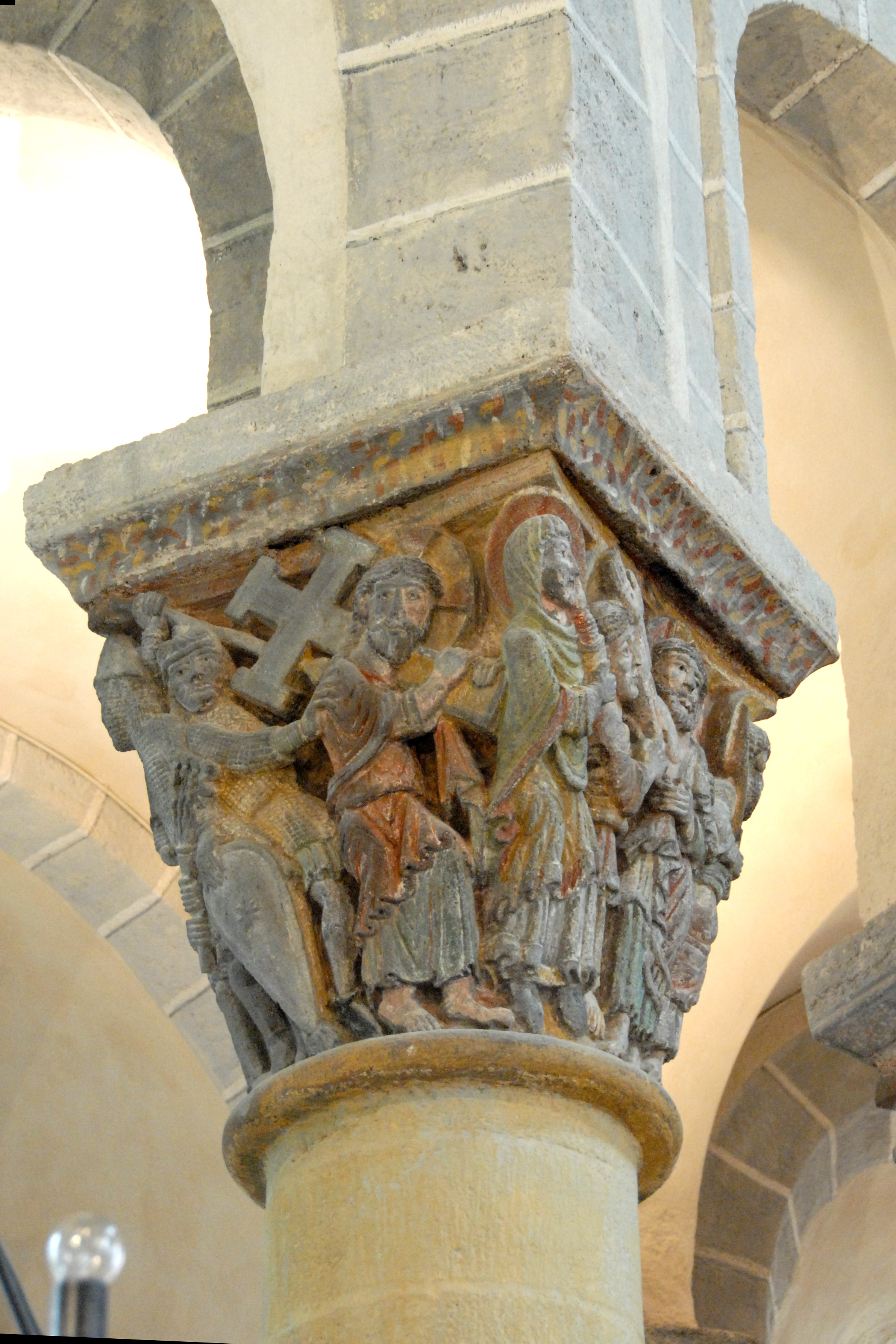
Chorkapitell A, Seiten 3+4

* Kapitellseite 1: Die Gefangennahme Jesu am Ölberg.
Christus im Zentrum der Szene heilt den von Petrus verletzten Soldaten. Judas küsst ihn und die Soldaten ergreifen ihn.
* Kapitellseite 2: Die Geißelung Christi.
Er ist mit entblößtem Oberkörper an eine Säule gefesselt und wird von einigen Soldaten in vollem Ornat (Kettenhemd, Helm) mit erhobenen Schwertern umringt und von zweien mit je einer gefächerten Rute, die sie zweihändig führen, gegeißelt.
* Kapitellseite 3: Die Kreuztragung.
Sie wird vom Bildhauer als Triumphzug vermittelt, als Abschluss der Passionsszenen. Jesus (mit Kreuznimbus) schultert linksseitig ein schweres Kreuz, das hier für eine Kreuzigung zu klein dargestellt ist. Er wird von den ihm folgenden Kriegern mit Händen und einem Stock vorwärts gestoßen.

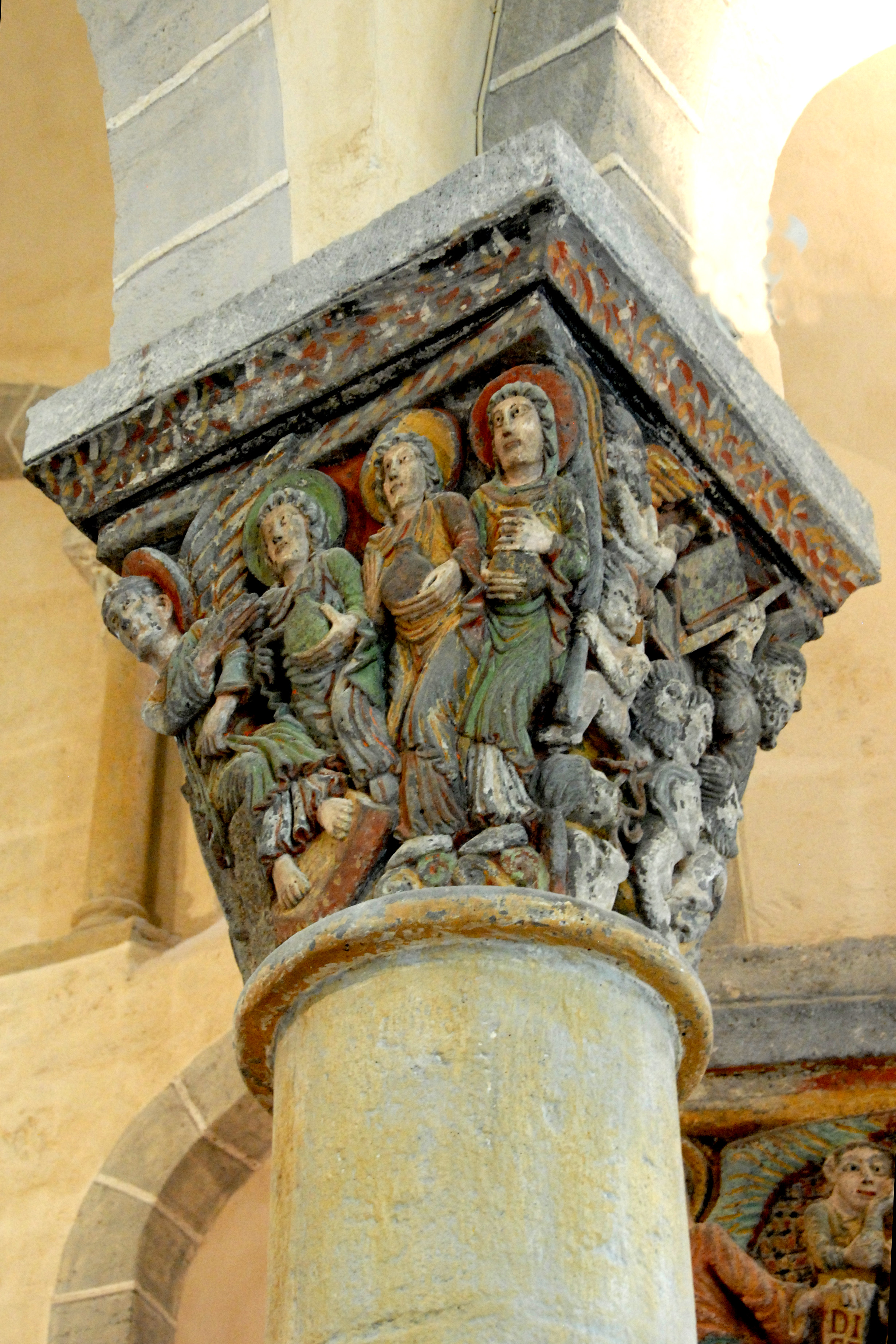
Chorkapitell B, Seiten 8+5

* Kapitellseite 4: Der vom Tode auferstandene Christus erscheint dem Jünger Thomas.
Eine nicht identifizierbare Person (Maria?) nimmt den linken Teil der Szene ein.
Kapitell B:
* Kapitellseite 5: Die Höllenfahrt.

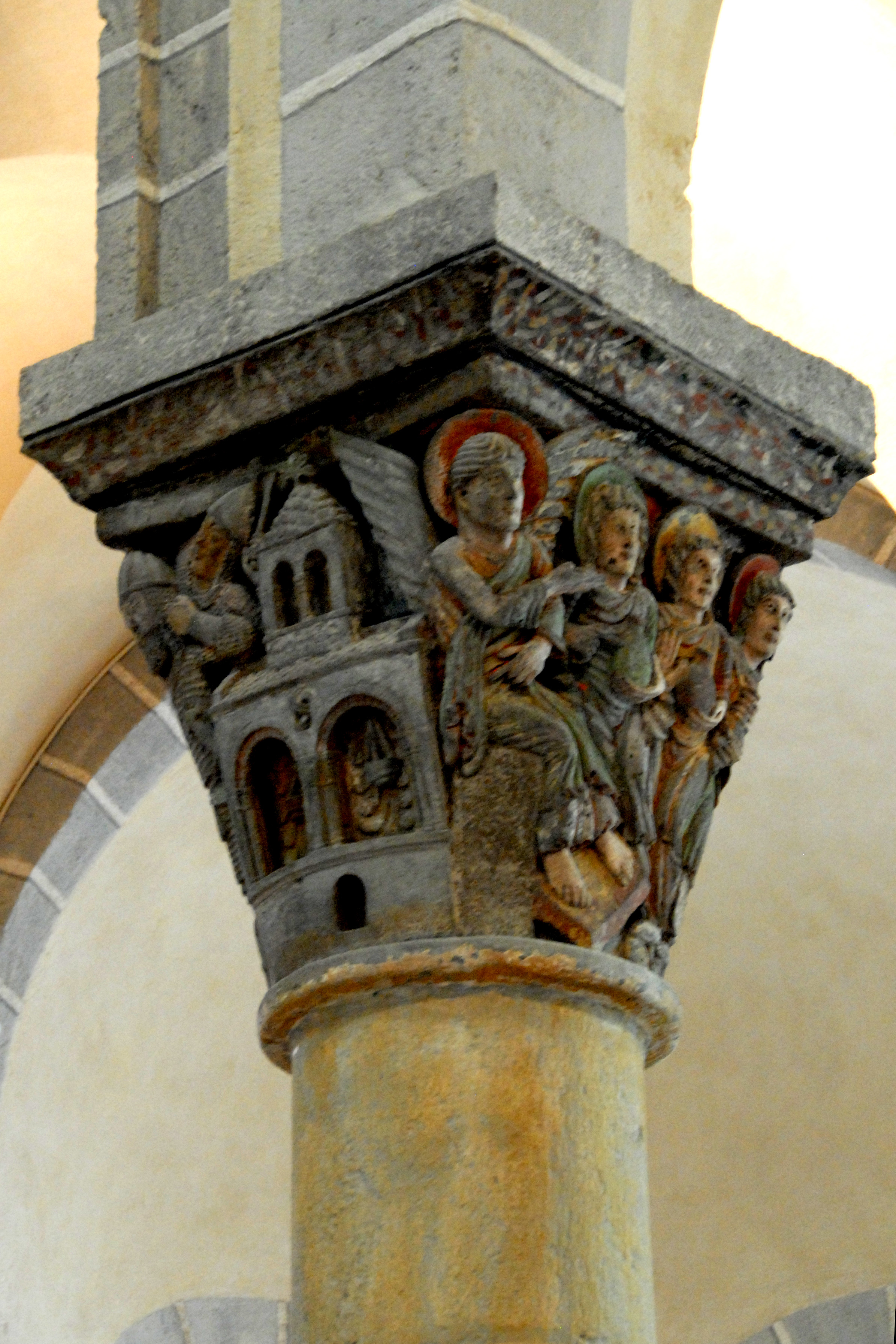
Chorkapitell B, Seiten 7+8

Christus stößt mit dem Schaft eines in der Rechten gehaltenen Kreuzes ein Tor zur Hölle auf. Dabei entreißt er Adam und Eva dem ewigen Tode unter den Augen der Teufel.
* Kapitellseite 6: Die Soldaten bewachen schlafend das Grab Christi.
* Kapitellseite 7: Das leere Grab.
Es ist hier wie ein Kirchengebäude dargestellt, aus zwei Jochen von Arkaden eingefasst, auf dessen Satteldach ein Türmchen aufsitzt. Unter den Arkadenbögen brennt jeweils eine Lampe, Symbole der göttlichen Gegenwart in der Kirche.

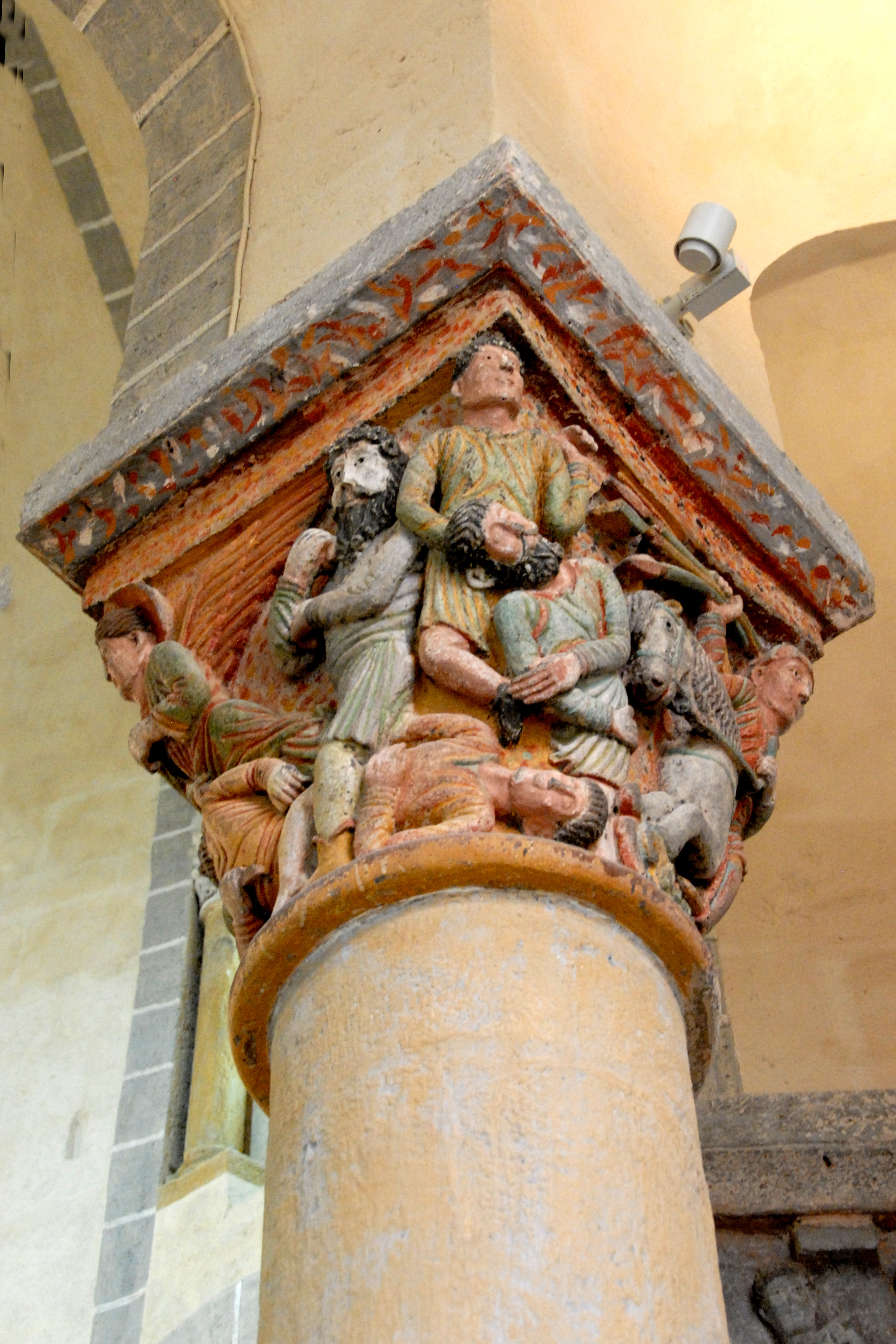
Chorkapitell E, Seiten 18+19

* Kapitellseite 8: Der Engel der Auferstehung empfängt die heiligen Frauen am Ostermorgen.
Dabei ruhen seine Füße auf der steinernen Grabplatte, die nicht mehr auf dem Sarkophag liegt. Seine Gestik, mit der Linken auf den Sarkophag der Nachbarseite weisend, die rechte Handinnenseite aufwärts gerichtet, verrät den Bericht des Engels über das Geschehene. Die drei Frauen tragen je einen Tonkrug.
Kapitell C :

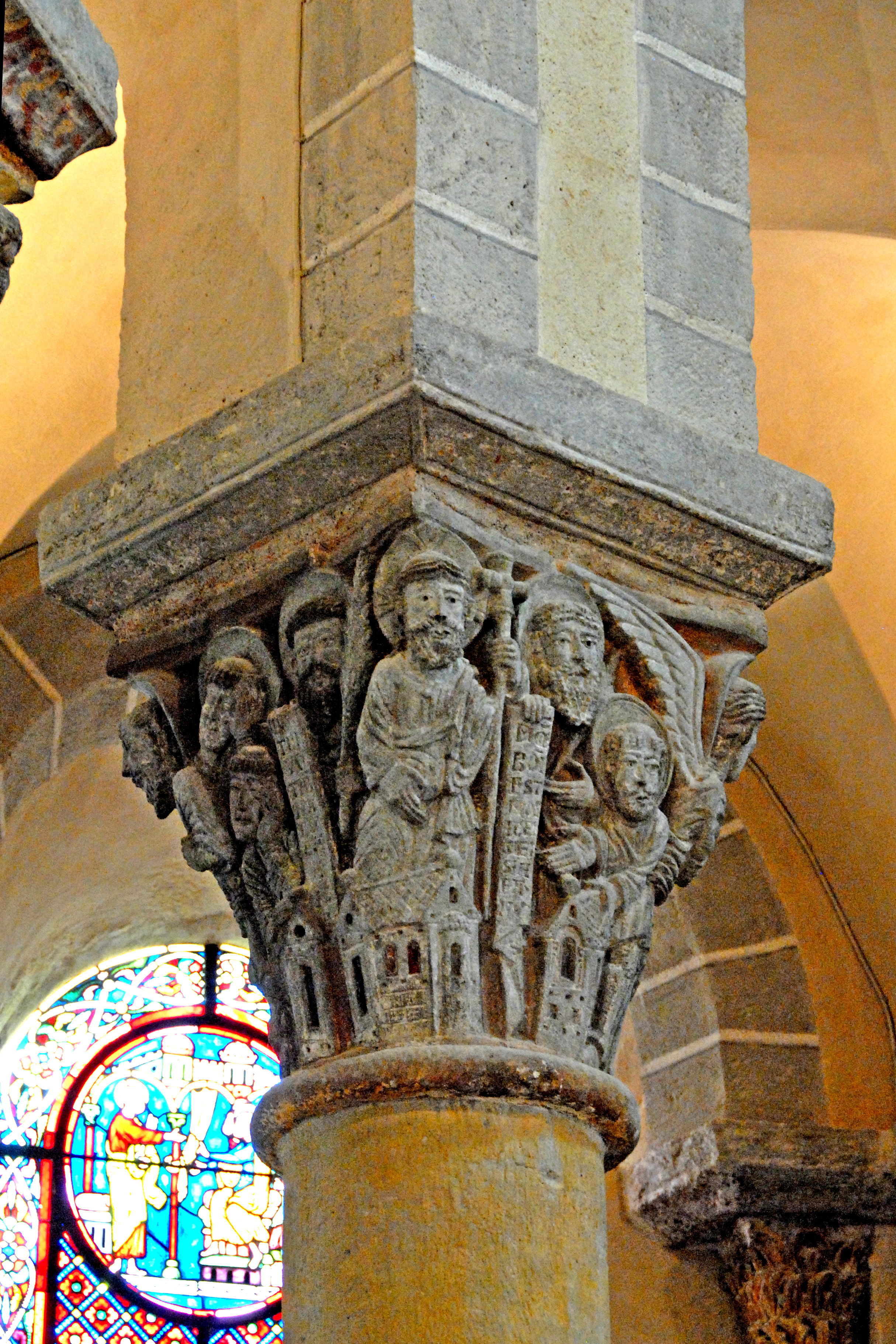
Chorkapitell C, Seiten 9+10

* Kapitellseite 9 + 10: Die Verklärung Jesu.
An der Kante ist der verherrlichte Sohn Gottes dargestellt, der sich auf dasselbe langstielige Kreuz stützt, mit dem er die Tore zur Hölle aufstieß. Beidseitig von ihm stehen Moses und Elia, die Schriftrollen halten, auf denen die Worte Petri stehen: „Lasst uns hier drei Zelte aufstellen“.
Der Steinmetz hat sie als drei Kirchen dargestellt, möglicherweise in Anspielung auf diejenigen, die die Kreuzfahrer auf dem Berg Tabor erbaut hatten. Links von Jesus sind Johannes und Jakobus in tiefen Schlaf versunken.
* Kapitellseite 11: Die Brotvermehrung.
Christus, erkennbar am Kreuznimbus, sitzt an einem gedeckten Tisch und wird von vier Jüngern umgeben. Er segnet fünf Brote und zwei Fische. Das liturgische Mahl wird gekennzeichnet durch die feierliche Haltung der Jünger, das Tischtuch und den Kreuzen auf den Broten. Der Bildhauer wird bei dieser Fassung Verbindungen zum letzten Abendmahl (Eucharistie) gesehen haben.
* Kapitellseite 12: Ranulfo.

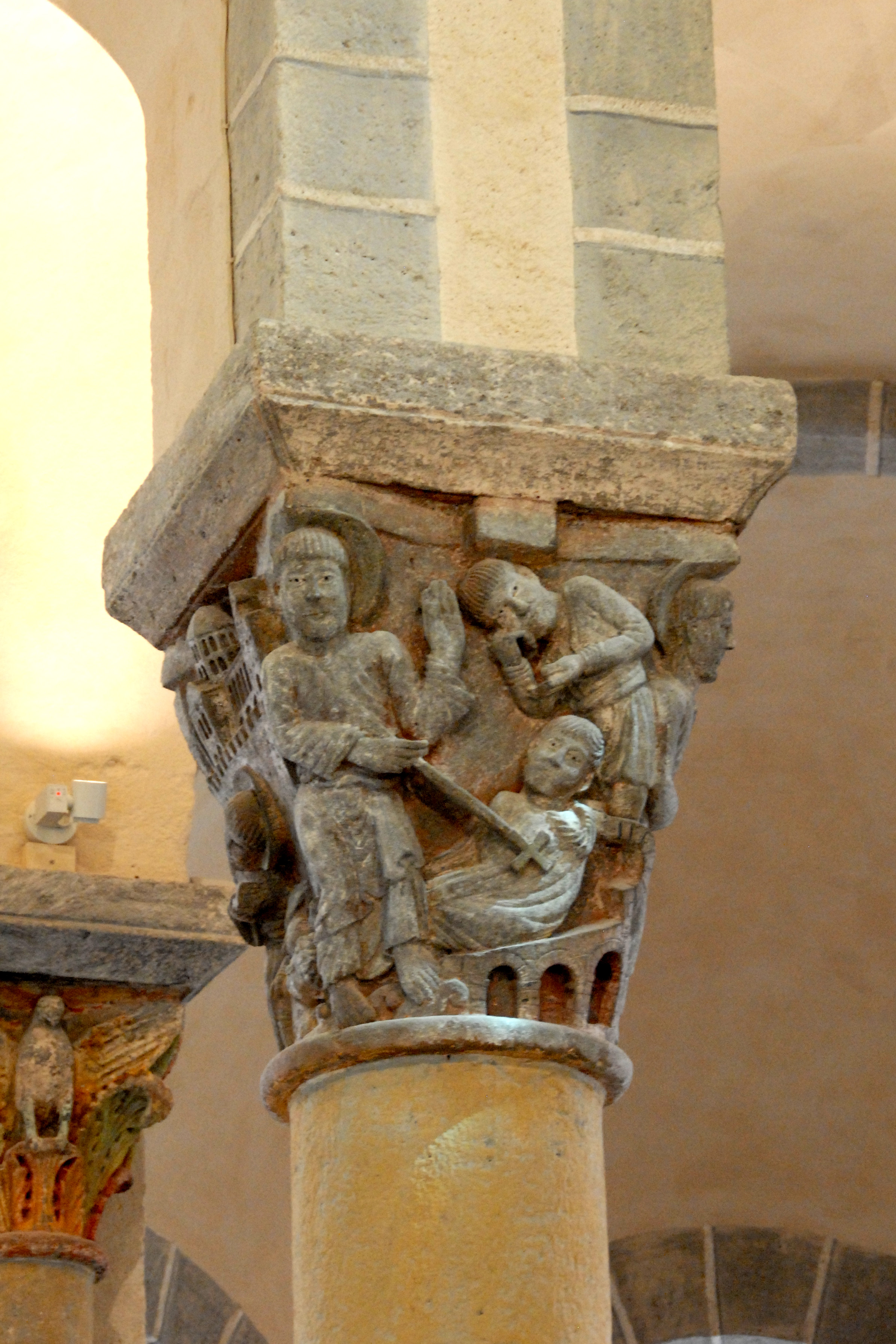
Chorkapitell D, Seite 16

Es wird als der Stifter (auch Gründer) der Kirche gehalten (siehe Ausführungen weiter unten).
Kapitell D: Das Kapitell ist dem Leben des Heiligen Nektarius gewidmet und berichtet von seinen Wundern
* Kapitellseite 13: Die Predigt des Nektarius (?).
* Kapitellseite 14: Nektarius zwingt den Teufel, ihm gefügig zu sein.
Mit dem Siegeskreuz Christi in der Hand, zwingt er den als Fährmann verkleideten Teufel, ihn über den Tiber zu transportieren. Ein hinzukommender Engel befiehlt dem Teufel, dem Nektarius zu gehorchen.

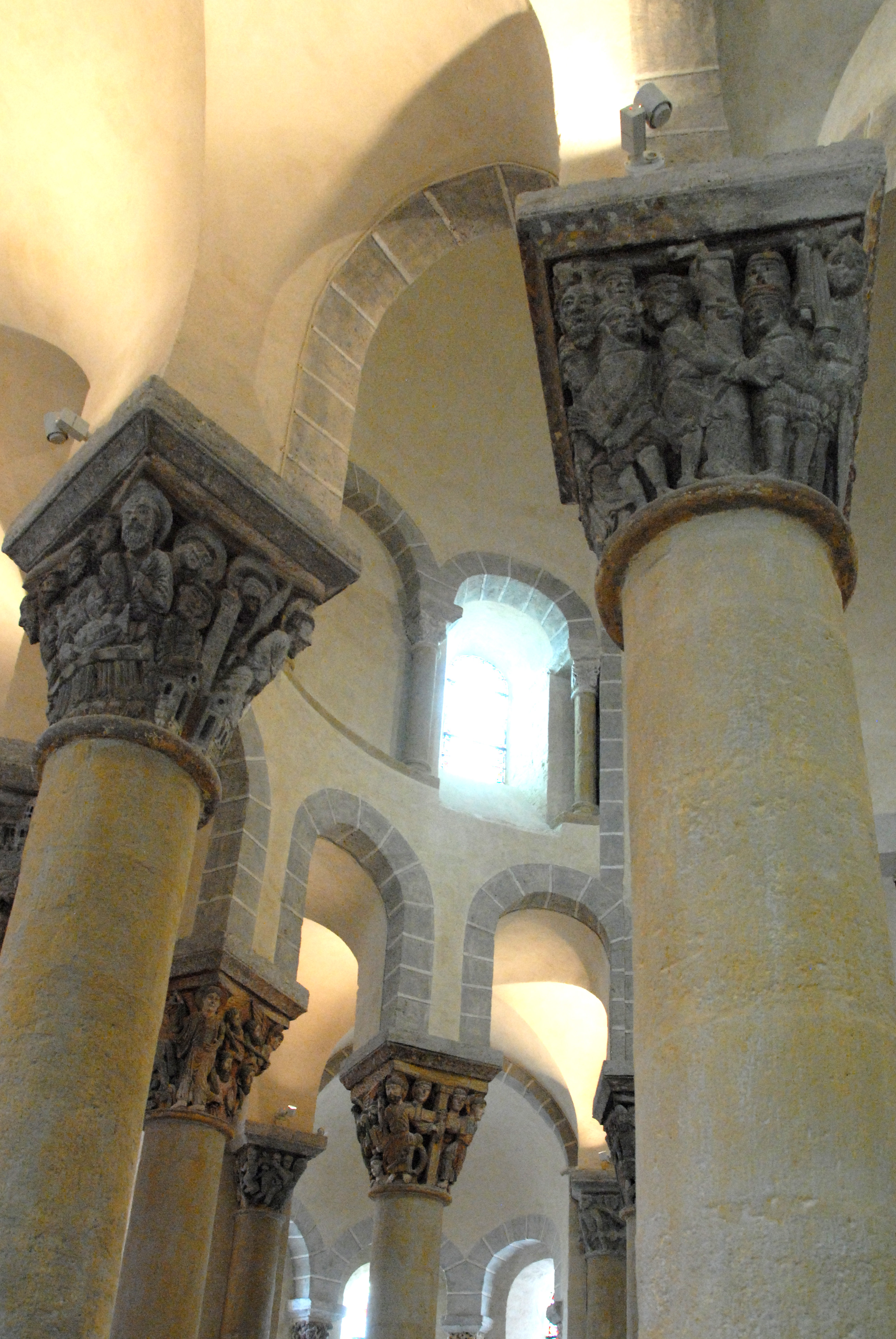
Chorkapitell A, Seite 2, + C, Seiten 21+22

* Kapitellseite 15: Auferweckungsszene
Sie findet am Fuße einer im Bau befindlichen Kirche mit Stilelementen der auvergnatischen Romanik innerhalb einer Stadtbefestigung statt. Der heilige Nektarius (mit Nimbus) beugt sich über den Körper eines Entschlafenen.
* Kapitellseite 16: Auferweckung eines Mannes namens Bradulus.
Das geschah nach der Legende in Augustonemetum, dem späteren Avernis, heute Clermont-Ferrand. Der Tote erhebt sich bei der Berührung mit dem Kreuz lebendig aus seinem Grab.
Kapitell E: Szenen aus der Offenbarung.
* Kapitellseite 17: Die Seelenwägung.
Der Erzengel Michael hält die Seelenwaage, auf der die Taten aller Menschen gewogen werden.
* Kapitellseite 18 + 19: Der apokalyptische Reiter.
Von ihm heißt es: „Da sah ich ein fahles Pferd; und der, der auf ihm saß, heißt der Tod, und die Unterwelt zog hinter ihm her. Und ihnen wurde die Macht gegeben über ein Viertel der Erde, Macht zu töten durch Schwert, Hunger und Tod und durch die Tiere der Erde“ (Offb 6,8). Die Plagen sind hier durch Pfeile symbolisiert, die der Reiter schwenkt. Die Menschen, denen er nahe kommt, stürzen wie vom Blitz getroffen zu Boden.
* Kapitellseite 20: Die Märtyrer.
Sie erwachen zum ewigen Leben, mit Palmwedeln in ihren Händen.
Kapitell F: weitere Szenen aus der Offenbarung.
* Kapitellseite 21: Das glorreiche Siegeskreuz.
Das mit Edelsteinen verzierte glorreiche Siegeskreuz und Lebenszeichen wird von Engeln getragen und sie lassen es am Himmel erscheinen. An der linken Kante des Kapitells zeigt sich Christus als Weltenrichter, der in seiner Hand die Kreuzigungsnägel hält.
* Kapitellseite 22: Die Auserwählten.
Sie stehen zur Rechten Christi.
* Kapitellseite 23: Das Jüngste Gericht.
Hier erschallen die Posaunen des Jüngsten Gerichts. Der Apostel Johannes erinnert an das Versprechen Jesu, das er den Aposteln gegeben hatte, über die Stämme Israels zu richten: Er hält ein Diptychon aufgeschlagen, auf dem gelesen werden kann: „JOAN(N)ES JUDI(CAT V)OS“ (Johannes richtet Euch). (Lesart nicht gesichert)
* Kapitellseite 24: Die Verdammten.
Sie werden hier mit verzweifelten Gesichtszügen dargestellt, die ihre Köpfe mit ihrer Hand abstützen.

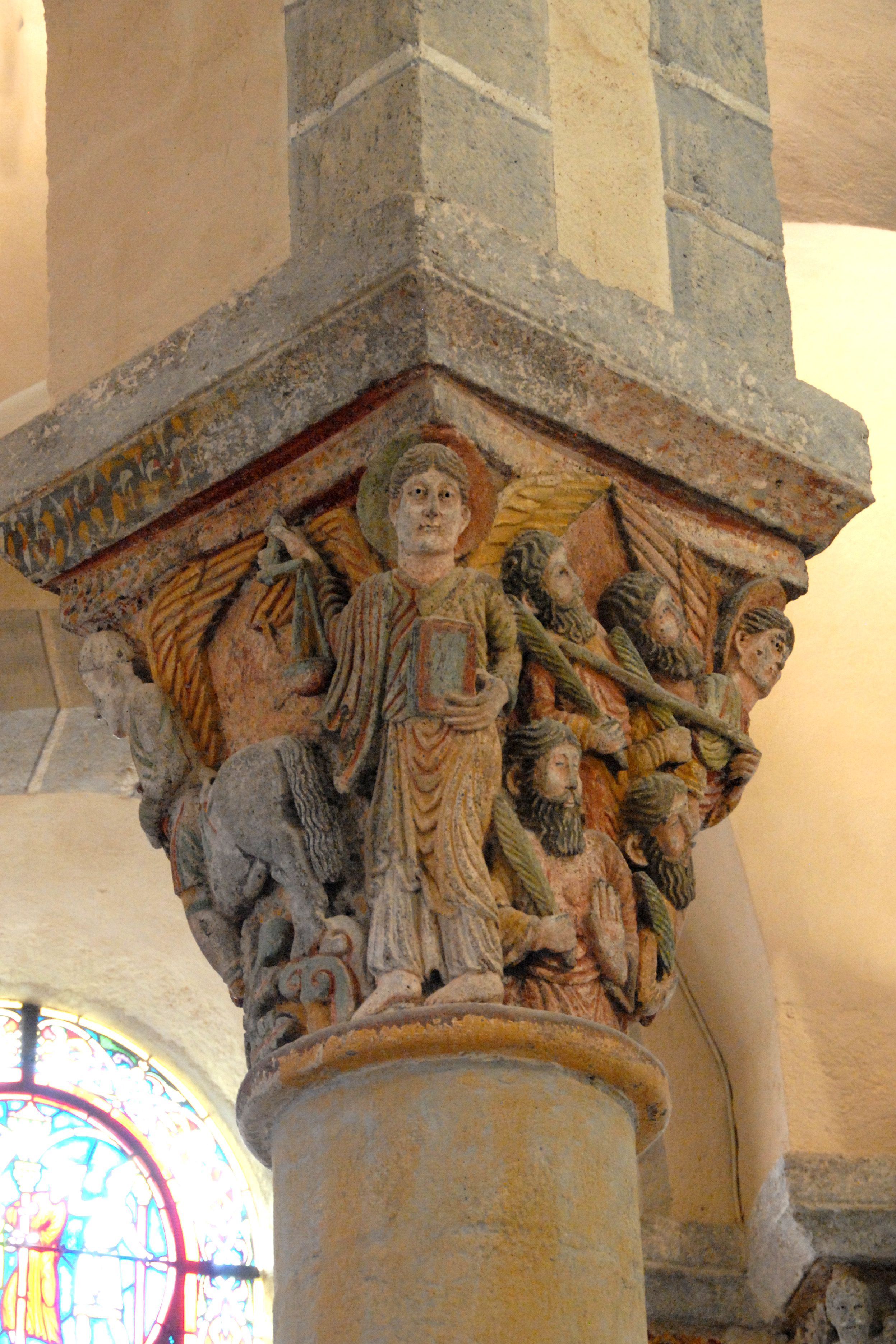
Chorkapitell E, Seiten 17+20
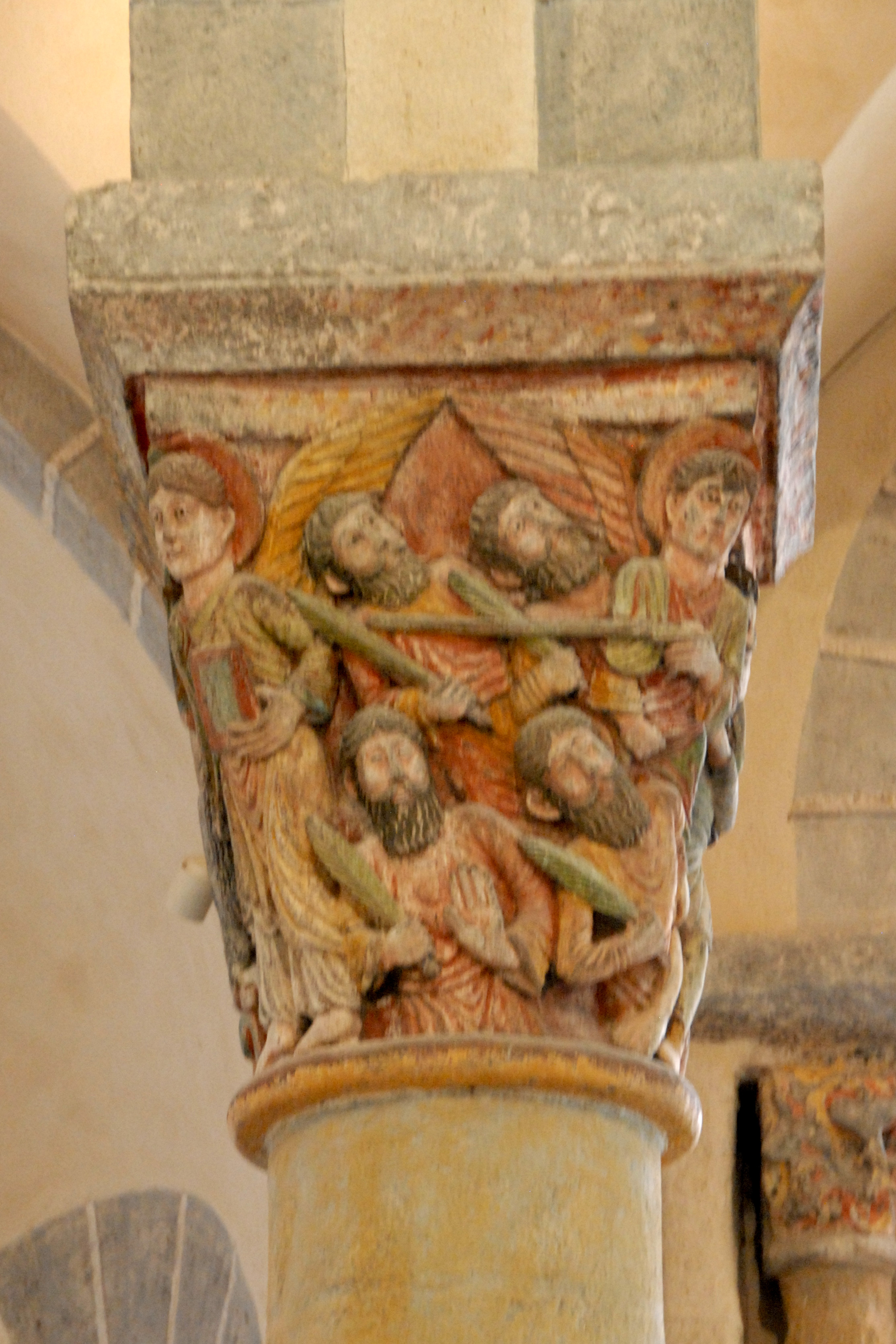
Chorkapitell E, Seite 20
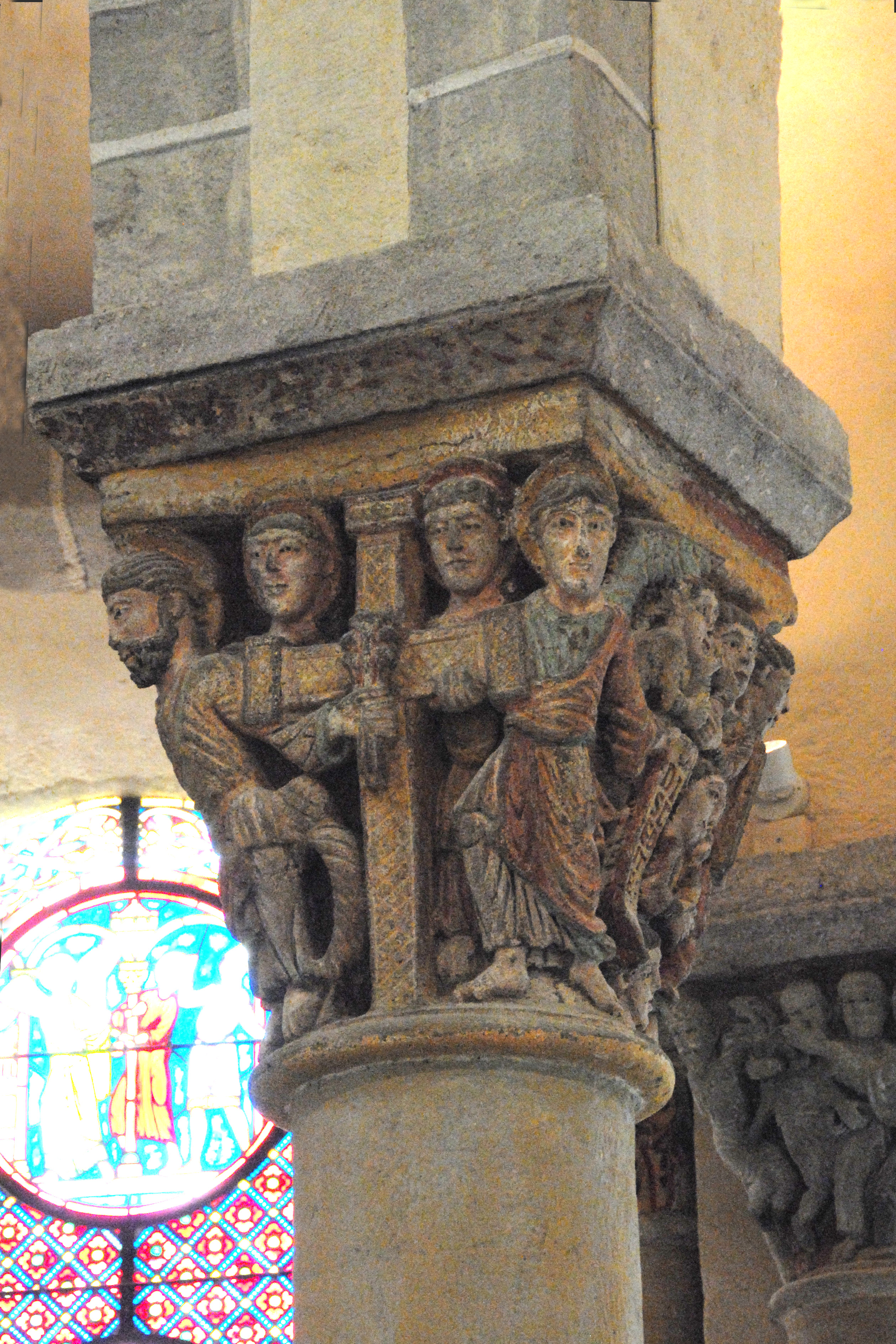
Chorkapitell F, Seite 21
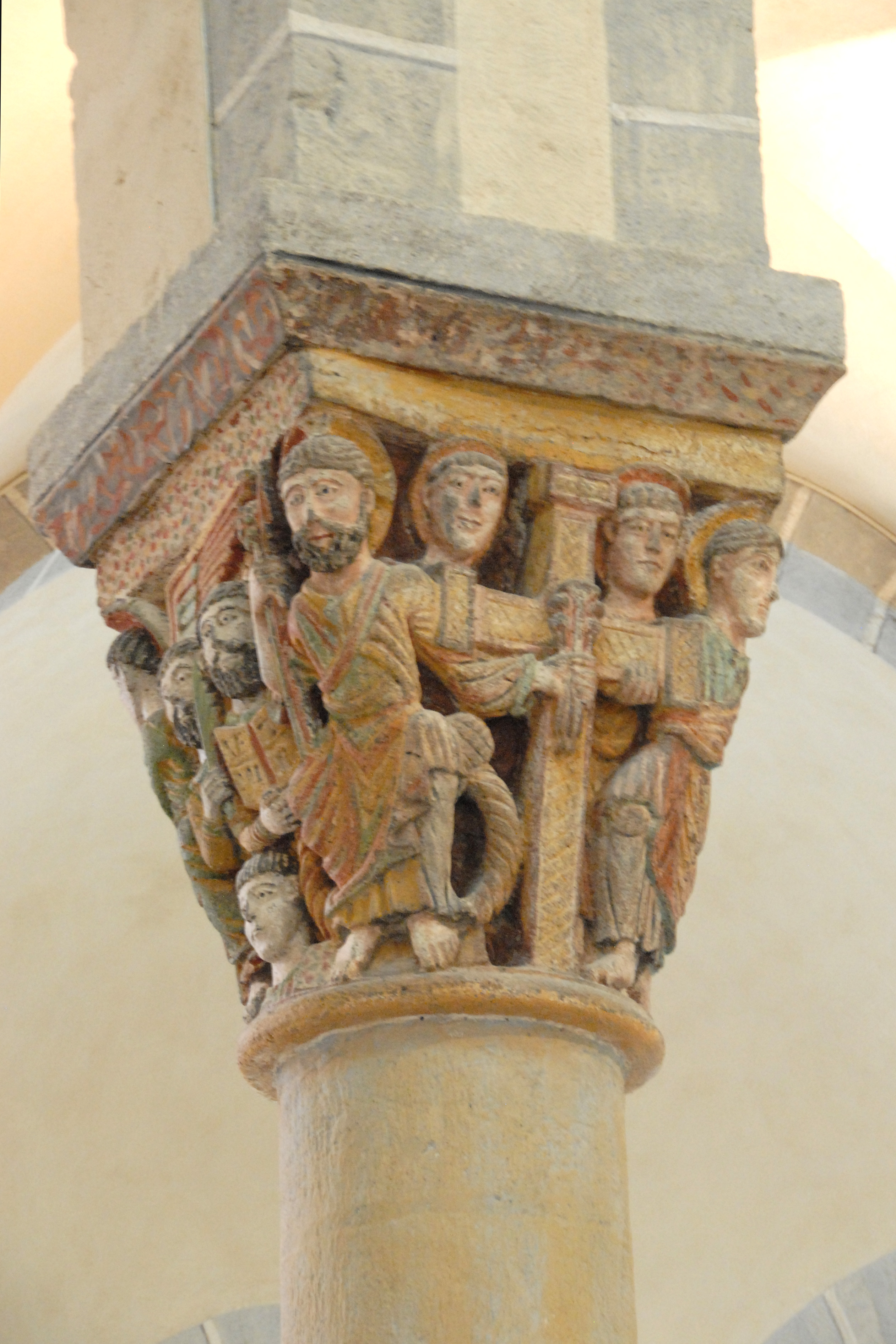
Chorkapitell F, Seiten 21+22

#### Das ikonographische Programm
Den Szenen der 24 Kapitellseiten scheint zunächst kein konsequentes Gesamtkonzept zu Grunde zu liegen. Einige Szenen sind in der romanischen Ikonographie bekannt, andere sind es weniger. Die heiligen Frauen am Grab findet man in der Auvergne häufig, eher selten die Stationen am Leidensweg Christi. Den Abstieg in die Vorhölle oder die Verklärung Christi gibt es lediglich in Saint-Nectaire, wie auch das der Offenbarung gewidmete Kapitell. Das Kapitell mit Szenen aus dem Leben des Heiligen, dem die Kirche gewidmet ist, findet sich naturgemäß nur hier.
Auf den ersten Blick überhaupt nicht zu erklären ist – in einer Folge von Bildern aus dem Evangelium und dem Leben der Heiligen – die Anwesenheit einer weltlichen Person auf der Kapitellseite 12, inschriftlich als Ranulfo bezeichnet. Es gibt in den Quellen darüber verschiedene Auffassungen, etwa es handele sich um eine Darstellung des Asylrechts (Abt Forestier) oder sonst eine anekdotische Szene ohne Bezug zu den anderen Kapitellseiten.
Bernard Craplet gibt eine andere Deutung des Ensembles der Chorkapitelle.
Die Hauptperson in der Mitte, Ranulfo, umklammert eine über mannshohe Säule, in die sein Name eingemeißelt ist. Ein Engel ergreift mit der Linken sein freies Handgelenk, während er mit seinem Schwert in der Rechten zum Schlag ausholt. Hinter Ranulfo steht eine Person, deren Körper von ihm verdeckt wird. Man sieht von ihr nur den Kopf, das Gesicht ist durch den Helm mit Nasen- und Mundschutz fast ganz verborgen. Der Unbekannte packt Ranulfo an seinem Haarschopf. Diesen Zugriff kennt man von dem Chorkapitell der Tugenden und Laster in der Stiftskirche Notre-Dame du Port. Dort wird aber der auf den Stifter Stephan Zugreifende durch die Inschrift „DEMON“ (Teufel) benannt. In beiden Kirchen ist er mit Flügeln ausgestattet. Es wird also der Kampf zwischen Engel und Satan um Ranulfo gezeigt. Die Säule, an die er sich klammert, steht für seine Freigebigkeit gegenüber der Kirche von Saint-Nectaire. Ranulfo hoffte durch seine Stiftung der ewigen Strafe zu entkommen, eine Einstellung, die in der damaligen Zeit geläufig war. Auf einem Kapitell in Volvic voll ausgeschrieben, macht der Spender keinen Hehl daraus, „PRO ANIMA SUA“ (für sein Seelenheil) gehandelt zu haben, eine rituelle Klausel, die in nahezu allen Gründungsurkunden bewahrt wurde.
In dieses Thema der Erlösung durch den Glauben lassen sich alle Darstellungen der Chorkapitelle einfügen, wie zum Beispiel:
Die Fürsprache der Heiligen (Kapitell vom Leben des heiligen Nektarius), die Eucharistie (die Brotvermehrung), die Göttlichkeit Christi (die Verklärung), Tod und Auferstehung Christi, als Sieg über den Satan (Die Höllenfahrt), Das Erscheinen Christi am Ende der Zeiten (Apokalypse und Jüngstes Gericht).
Eine weitere Übereinstimmung findet man in den dem Altar zugewandten Seiten der Kapitelle, die ein einziges Motiv verbindet: Die Auferstehung. Seite 4: Christus erscheint Thomas, Seite 7: Verklärung Christi, Seiten 9+10: Verklärung Jesu vor den Jüngern, Seiten 21+22: Christus eröffnet den Auserwählten den Himmel, Seite 16: Der heilige Nektarius erweckt einen Toten zum Leben, Seite 20: Die Auferstehung der Auserwählten. Bei dieser Übereinstimmung ist ein Zufall ausgeschlossen. Der Sieg Christi über den Satan ist das Glaubensbekenntnis und die Hoffnung des Randolfo und gleichzeitig das ikonographische Programm der Chorkapitelle.

#### Die Werkstätten
Die Bildhauer dieses ikonographischen Programms gehören der Auvergne an, in der man einer bestimmten Vorstellung der gallorömischen Monumentalskulptur treu geblieben ist. Das Verhältnis von Kopf und Körper schwankt zwischen 1:2,5 und 1:4,5, während das reale Verhältnis vom menschlichen Kopf zum Körper etwa 1:7 beträgt. Dieser Kunstgriff trägt zur Klarheit und Wirksamkeit der Darstellungen bei. Die Hauptfigur der Szene befindet sich entweder in der Korbmitte oder an seinen Kanten. Man hat festgestellt, dass die Köpfe der Figuren auf auvergnatischen Kapitellen fast immer die Position der Voluten korinthischer Kapitelle einnehmen.
Ebenso eigentümlich für die Künstler der Auvergne ist die Nüchternheit, geprägt durch den gesunden Menschenverstand, Beobachtungsgabe und Sinn für Humor. Das ist oft an kleinen Details zu erkennen, zum Beispiel am Schlaf der beiden Apostel bei der Verklärung Jesu (Seite 10), so auch bei den in den Schlaf versunkenen Grabwächtern Christi. Um beim Schlaf freier zu atmen, haben sie alle das Visier abgenommen (Seite 6).
Die Steinmetze von Saint-Nectaire sind durchweg geborene Erzähler. Ihre Skulptur präsentiert sich in besonderer Lebendigkeit und einfallsreicher Frische und steht für viel Gefühl für ausdrucksvolles Gebärdenspiel. Hin und wieder fehlt es dem Aufbau etwas an Deutlichkeit, nie aber an Lebendigkeit. An Stelle der Gesichter sprechen die Hände. Am leeren Grab scheinen die Hände der Heiligen Frauen mit denen des Engels zu sprechen (Seite 8). Bei der Gefangennahme Jesu am Ölberg hängt der Arm Jesu, der von vier Fäusten seiner Häscher ergriffen wird, herab. Hingegen heilt seine kräftige, weit geöffnete rechte Hand das abgeschnittene Ohr des Malchus (Seite 1). Besser lässt sich die Allmacht des Erlösers und seine unerschöpfliche Ruhe nicht zum Ausdruck bringen.
Der Sinn für die Monumentalskulptur der auvergnatischen Bildhauer ist bemerkenswert, trotz der großen Figurenanzahl. Auf nur sechs Kapitellen können 87 Figuren gezählt werden. Es ist nicht immer die Darstellung vollständiger Körper. Manchmal registriert man nur einen Kopf oder einen Oberkörper, der aus seiner Umgebung hervortritt, so bilden zum Beispiel die Soldaten, die Jesus inhaftieren und geißeln, Knäuel aus Körpern, aus denen behelmte Köpfe hervortreten (Seiten 1 + 2).
Louis Bréhier, ein bedeutender Kunsthistoriker der auvergnatischen Romanik sieht Verbindungen der Kapitelle von Saint-Nectaire zu dem Werk des Rotbertus bei der Kirche Notre-Dame du Port. Man kann tatsächlich zwei Kapitelle, wenn nicht demselben Bildhauer so zumindest seiner Werkstatt zuordnen. Es können darüber hinaus Beziehungen zu anderen Werkstätten, etwa von Mozac, Brioude und Chanteuges hergestellt werden.

### Weitere Kapitelle
Von den anderen Kapitellen zeigen nur vier erzählende Skulpturen.
- Im Chorumgang über einer Halbsäule: Die Geschichte des Zacharias.
- Im letzten Joch des nördlichen Seitenschiffs: Der Kampf zwischen den Engeln und Dämonen, sowie die Versuchung Christi.
- Gleich daneben auf dem Vierungspfeiler (Westseite): Ein schönes Kapitell mit rätselhaftem Motiv. Man erkennt einen Heiligen (mit Nimbus), der seine Hände zum Gebet erhebt. Die Füße ruhen auf einem gewaltigen Kopf. Links spannt ein Mann einen Bogen.
- Im letzten Joch des südlichen Seitenschiffs auf dem Vierungspfeiler: Der Leier spielende Esel, klassisches Sinnbild der Dummheit, und der auf einem Bock reitende Jüngling (Die Unzucht ?).

Die anderen Kapitelle entnehmen ihre Skulptur dem geläufigen Repertoire der Auvergne. Man erkennt zum Beispiel: den am Band geführten Affen, die Schafträger, die Höllenqual des Geizigen (ohne Halsbörse), auf Löwen reitende Jünglinge, auf Schilde schreibende Siegesgöttinnen, Vögel mit Schwänzen aus gefächertem Blattwerk. Sie befinden sich alle im Chorumgang.

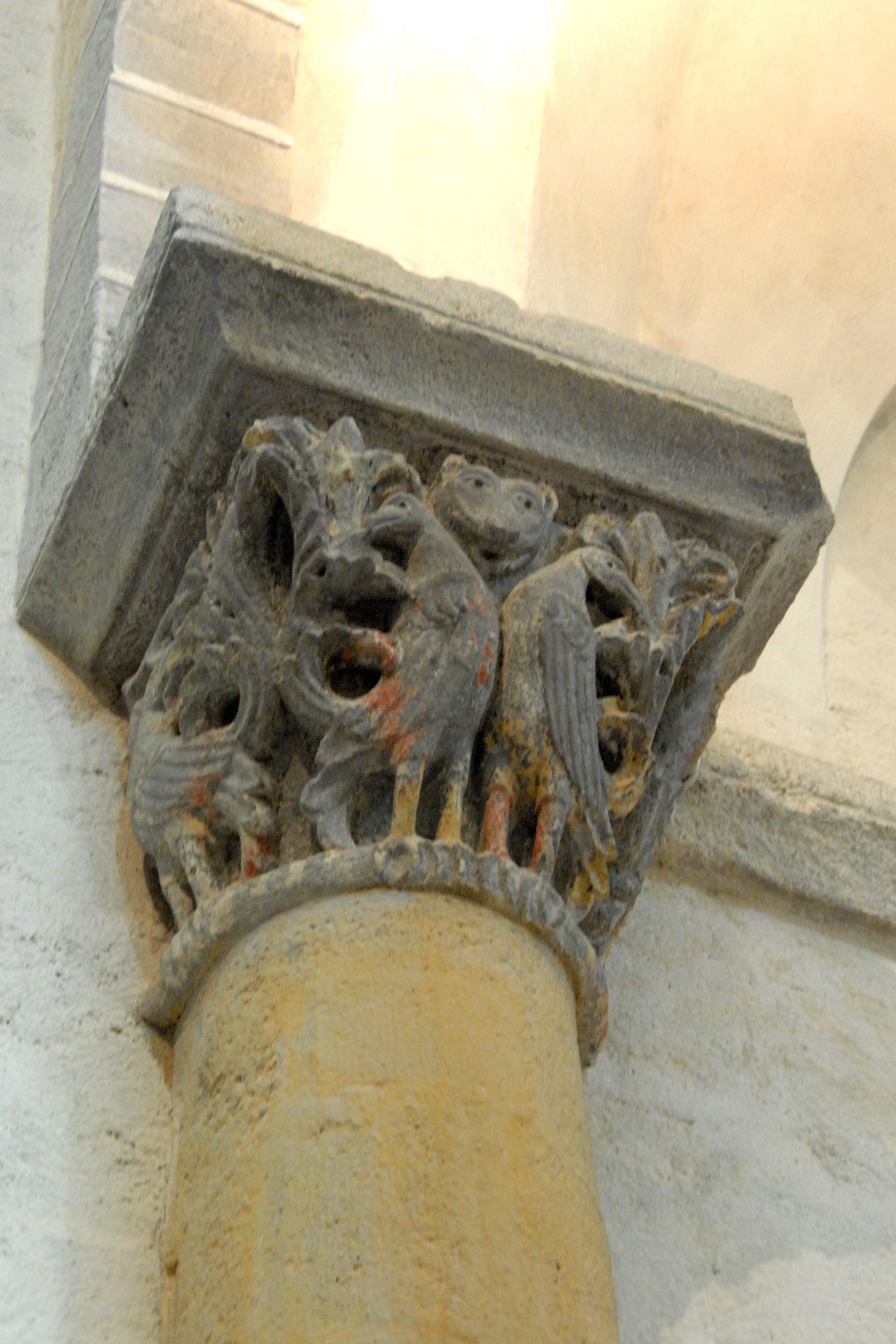
Vögel mit Schwänzen aus Rankenwerk
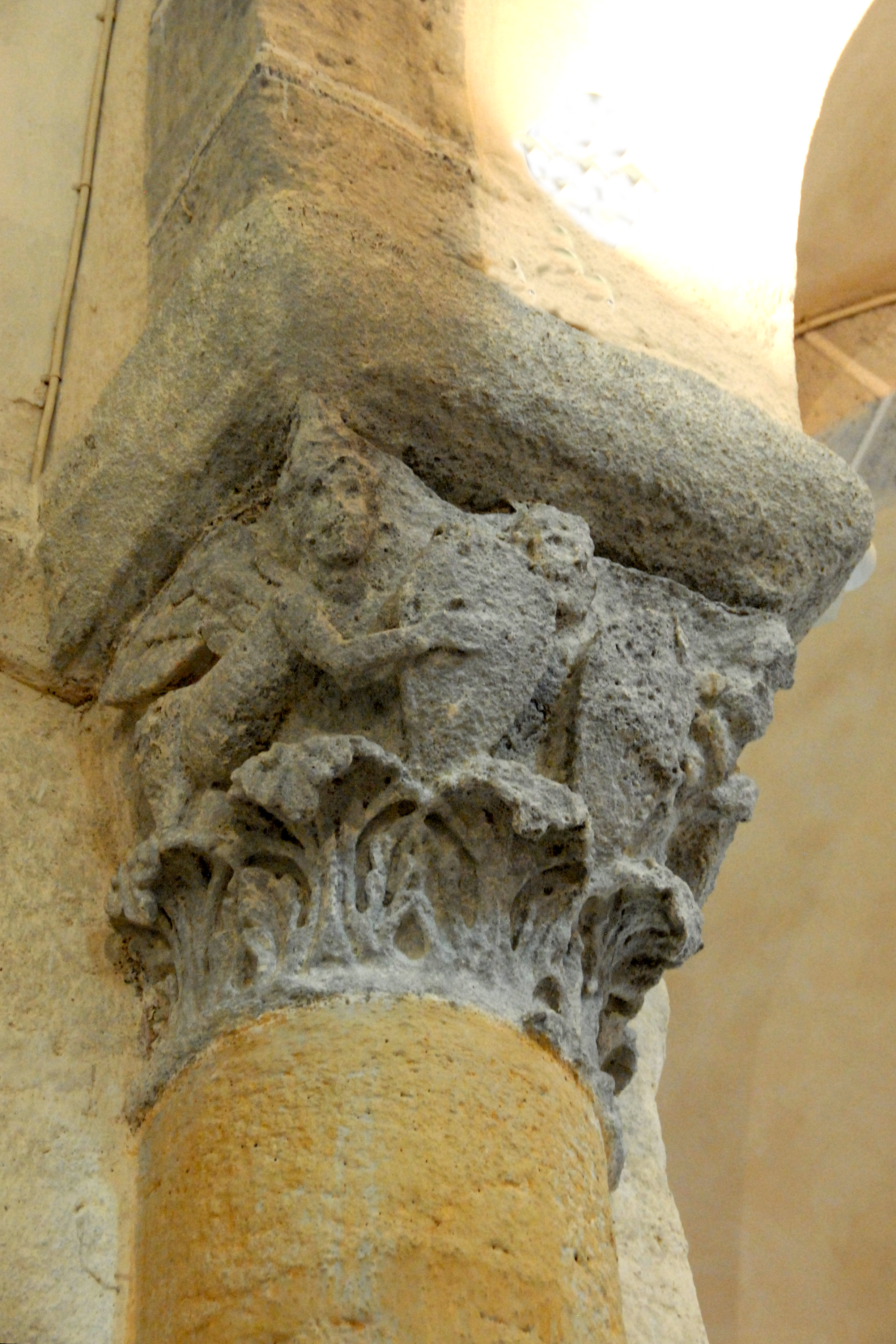
Engel tragen Schutzschilde
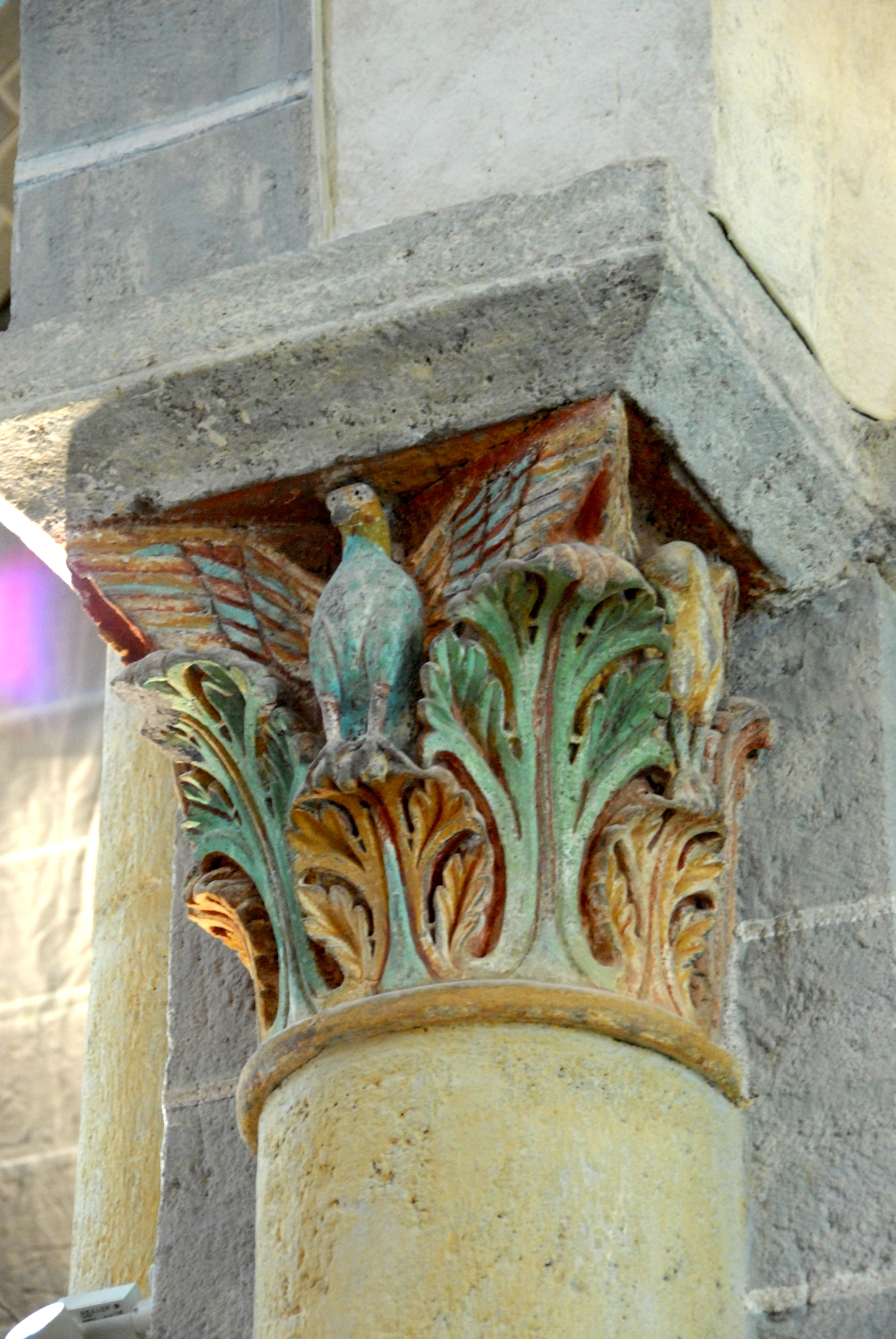
Vögel in Rankenwerk
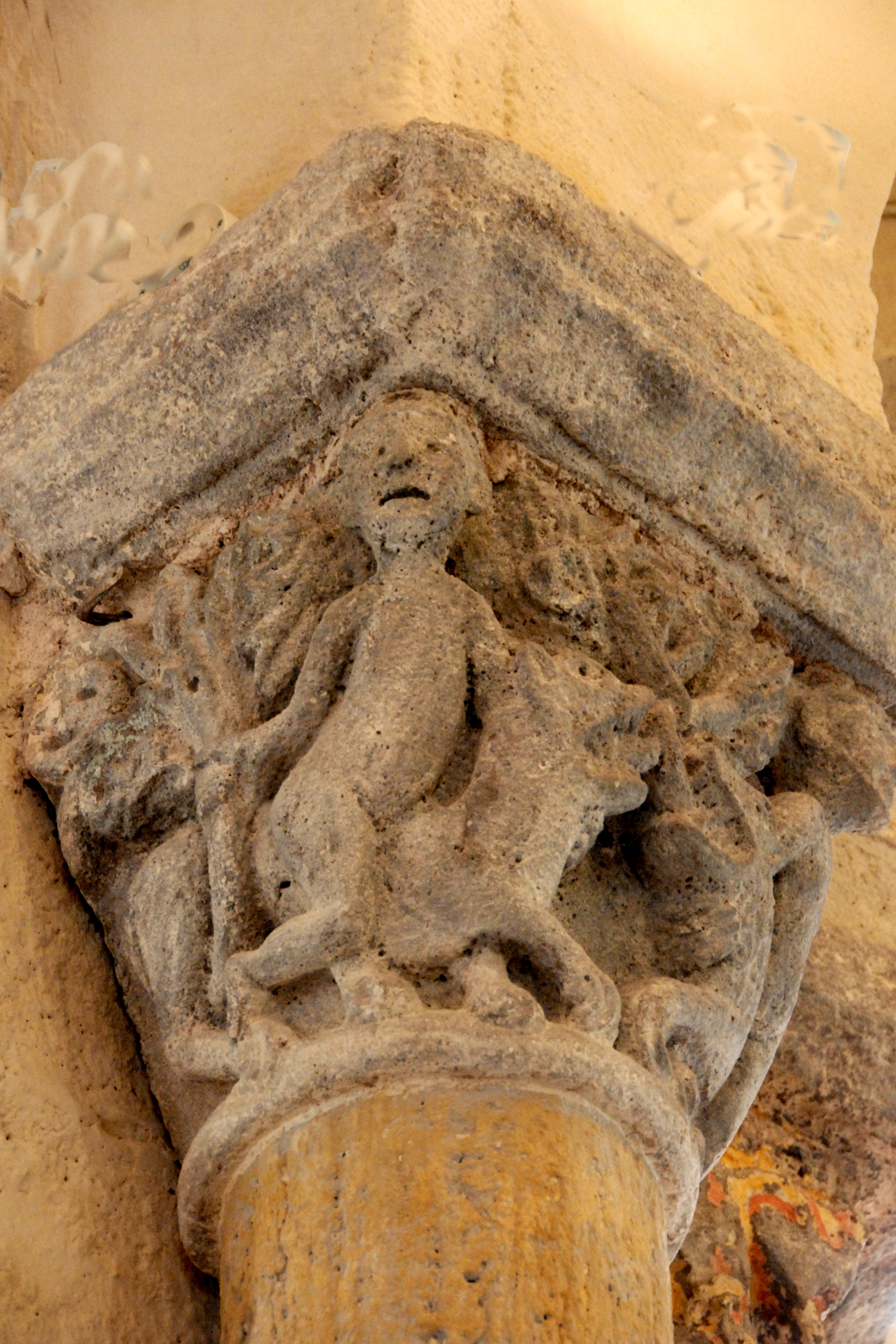
Jünglinge reiten auf Löwen
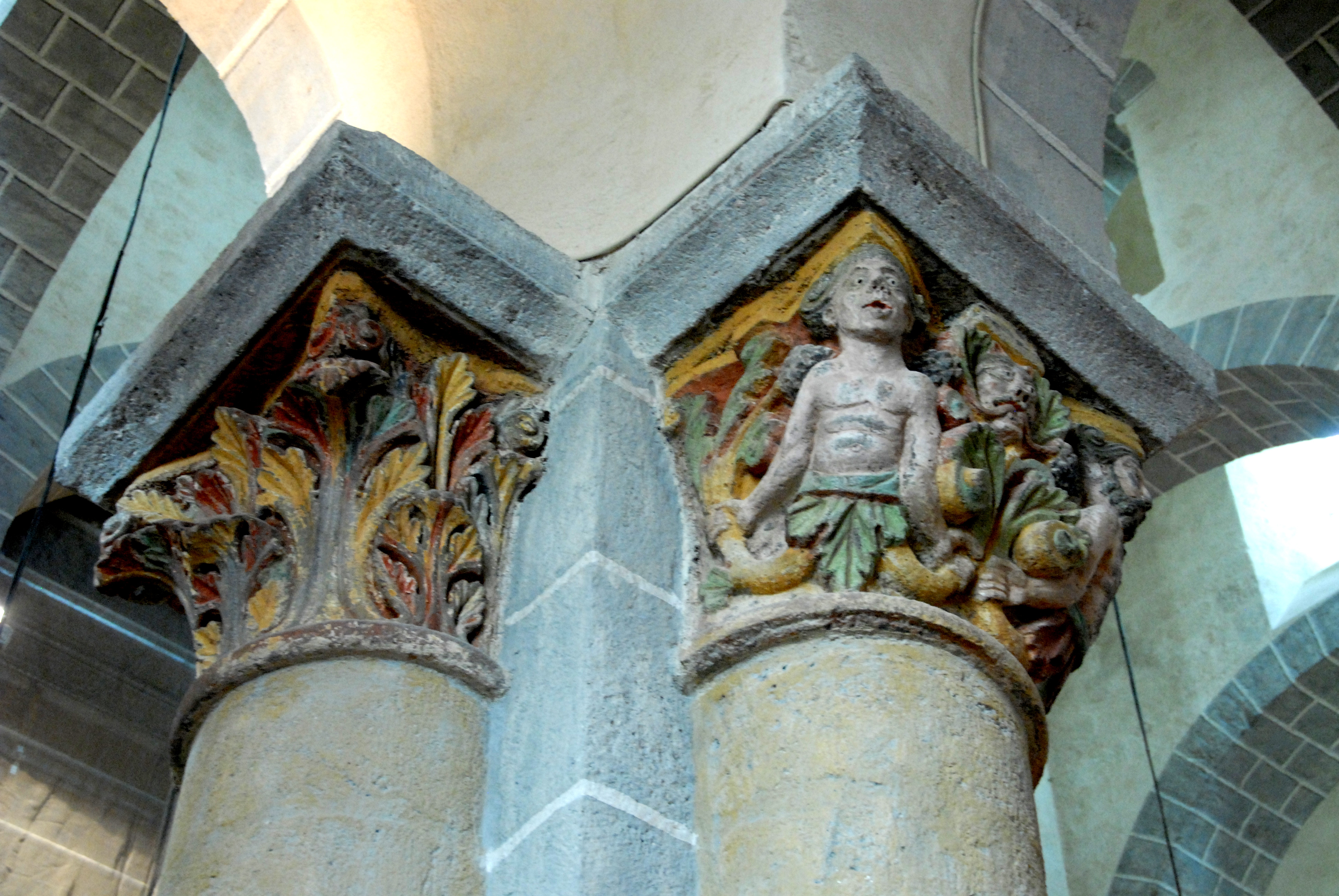
Männer mit Beinen aus Rankenwerk
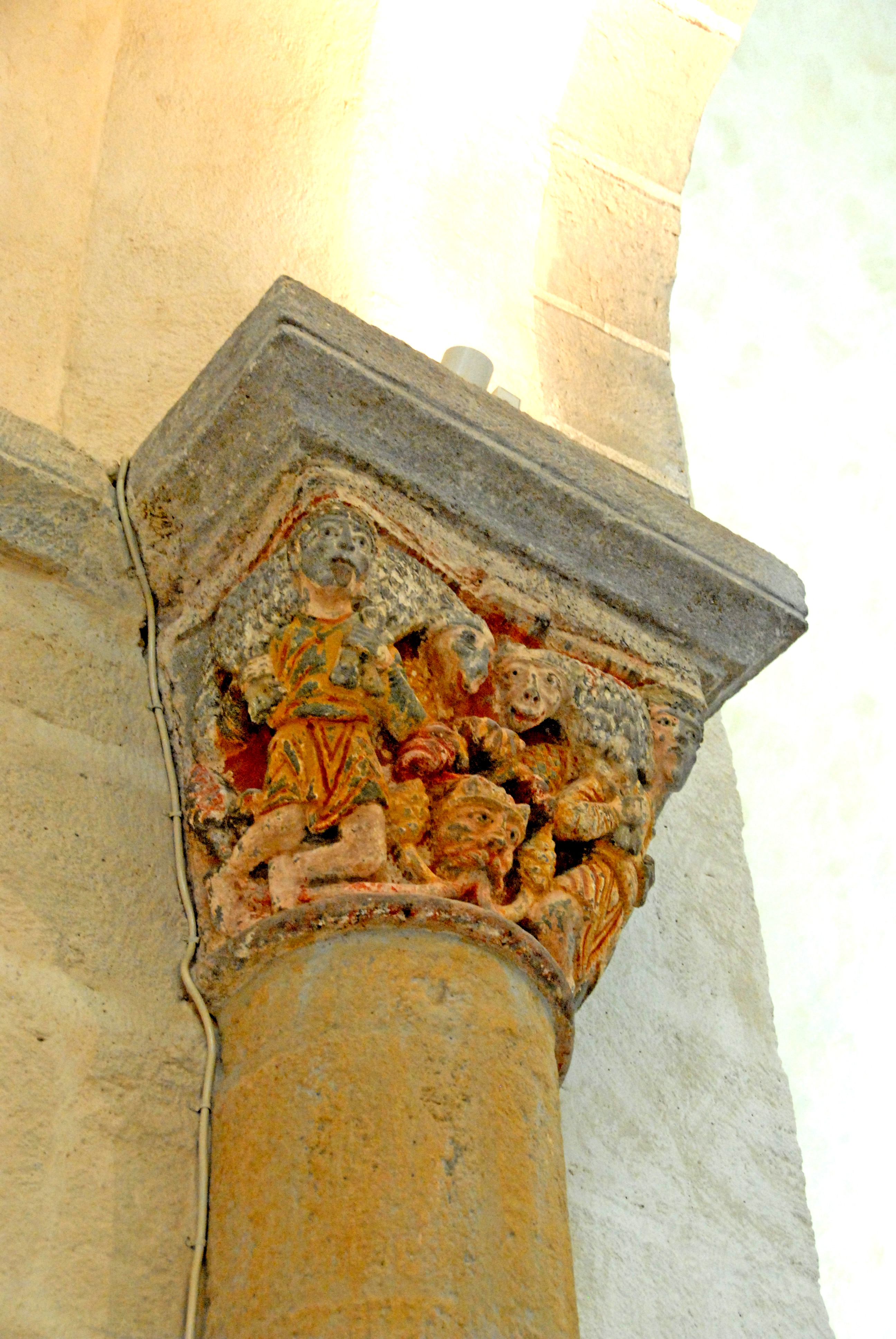
Hirten tragen Schafe auf den Schultern
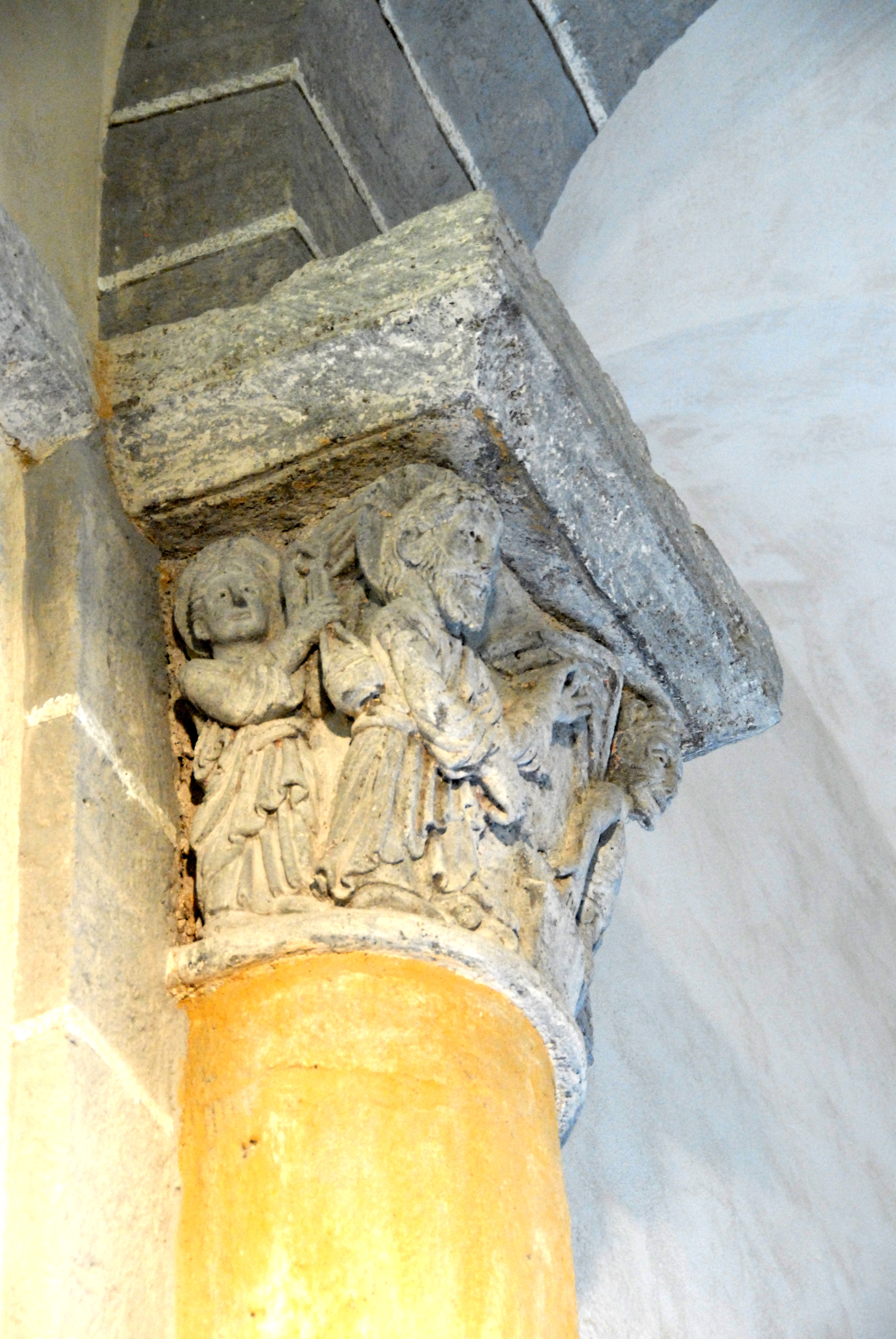
Christus (Kreuznimbus) mit Engel
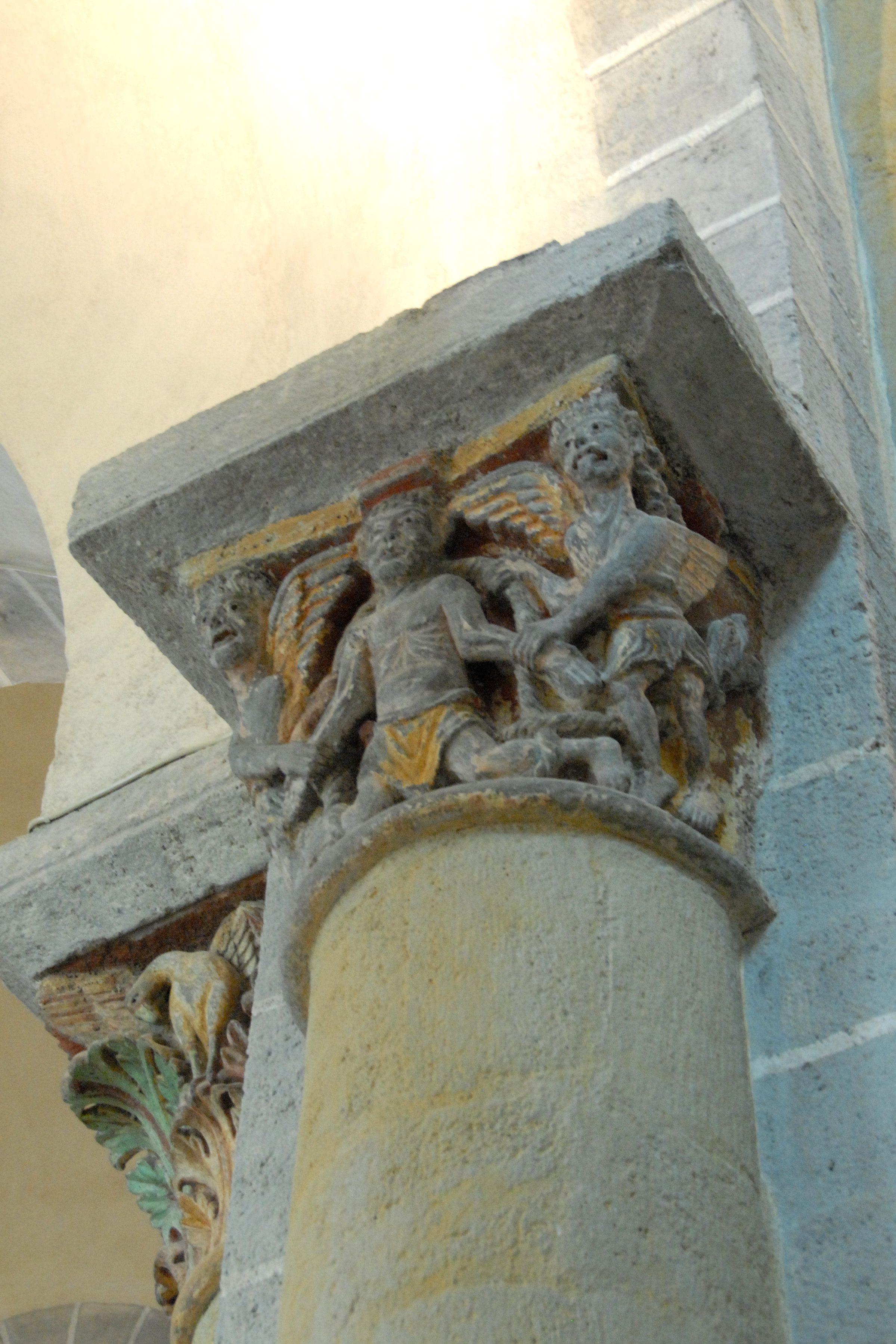
Zwei Teufel fesseln einen Mann

## Kirchenschatz
- Büste des heiligen Baudimus

Baudimus war im 4. Jahrhundert, zusammen mit dem Heiligen Auditor einer der Gefährten des heiligen Nektarius. Sie christianisierten gemeinsam die Auvergne.
Die Darstellung des Heiligen, die auf das Ende des 12. Jahrhunderts datiert wird, beschränkt sich auf seinen Oberkörper. Die Arme weisen seitlich vom Körper ab, mit seiner Rechten erteilt er den Segen. Die linke Hand hielt ursprünglich zwischen Daumen und Zeigefinger ein Gehäuse aus Metall, in das möglicherweise ein Reliquiar eingeschlossen war. Das Behältnis ist verschwunden. Den außergewöhnlich schön gestalteten Händen wird kaum Beachtung gezollt, so stark ist man von dem feierlichen, zeitlosen Gesicht gefesselt, das aus vergoldetem Kupfer gefertigt worden ist. Die Augen aus Horn, mit großer, schwarzer Pupille verleihen ihm einen durchdringenden Blick.
Die Büste des heiligen Baudimus, vor allem Kopf und Hände, stellt ein überragendes bildhauerisches Meisterwerk seiner Zeit dar, in dem sich eine vollkommenen Plastik der Formen, mit perfekter Plastizität vereint. Hervorzuheben sind die einen Kranz formenden Haarlöckchen, wie auch die Sorgfalt im Gebrauch der Werkzeuge bei der Darstellung des rasierten Bartes. Die Büste ist gefertigt aus einem Rohling aus Holz, über den vergoldete Kupferstreifen geformt worden sind. Die Goldborte des Gewandes war mit Edelsteinen dekoriert, die fast alle verloren gegangen sind. Die Höhe der Büste beträgt 72, die Breite 43 Zentimeter.
- Romanische Madonna

Sie wird Notre-Dame vom Mont-Cornadore genannt nach dem Hügel, auf dem die ehemalige Prioratskirche Saint-Nectaire über dem Grab des Heiligen errichtet worden ist. Die 67 cm hohe Gestalt zählt zu den zahlreichen thronenden Madonnen der Auvergne. Sie besaß ein Vorbild, die goldene Gottesmutter, die Stephan II., Bischof der Auvergne, im 10. Jahrhundert beim Goldschmied Aleaume in Auftrag gab. Maria hält ihren Sohn zwischen den Knien und sitzt auf dem Thron der ewigen Weisheit. Das Christuskind hält das Buch des Lebens in einer Hand. Im Rücken der Statue ist ein kleiner Reliquienbehälter eingelassen. Die heutige polychrome Fassung ist nicht ursprünglich, sondern stammt aus dem 15. Jahrhundert.
- Kostbare Bucheinbände

Die Fertigung der beiden Bucheinbände geht zurück auf die Blütezeit der Emaillekunst im Limousin in der zweiten Hälfte des 12. Jahrhunderts. Zwischen dem 14. und 16. Jahrhundert hat man sie, mehr oder weniger gelungen, restauriert. Eine der Hauptfiguren (vermutlich die Jungfrau) wurden ersetzt, ebenso wie zwei Figuren am Fuße des Kreuzes. Es verbleiben Christus am Kreuz, der statt einer Dornenkrone eine Königskrone trägt, die Engel mit emaillierten Flügeln und die prunkvollen Bordüren.

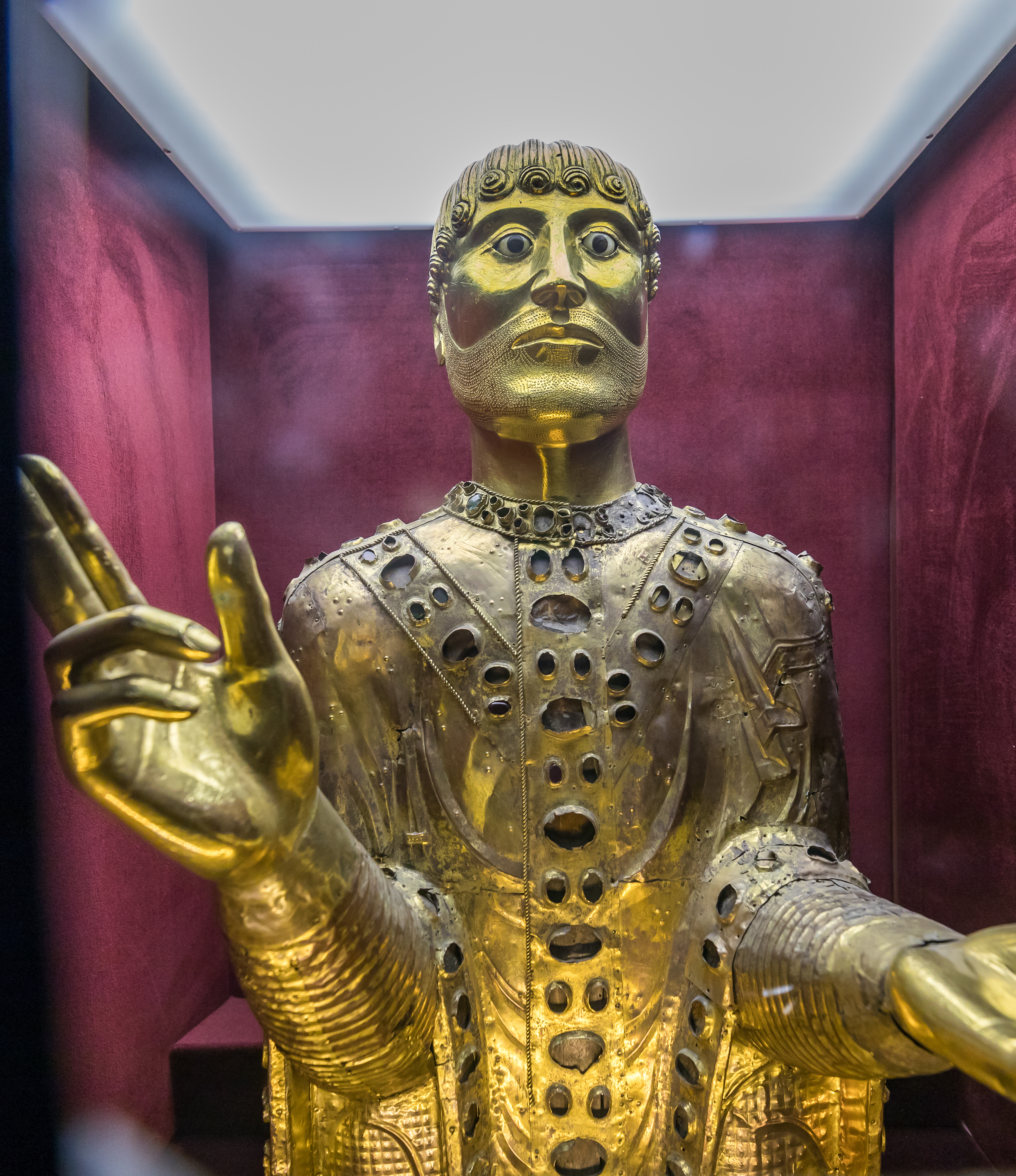
Büste des heiligen Baudimus
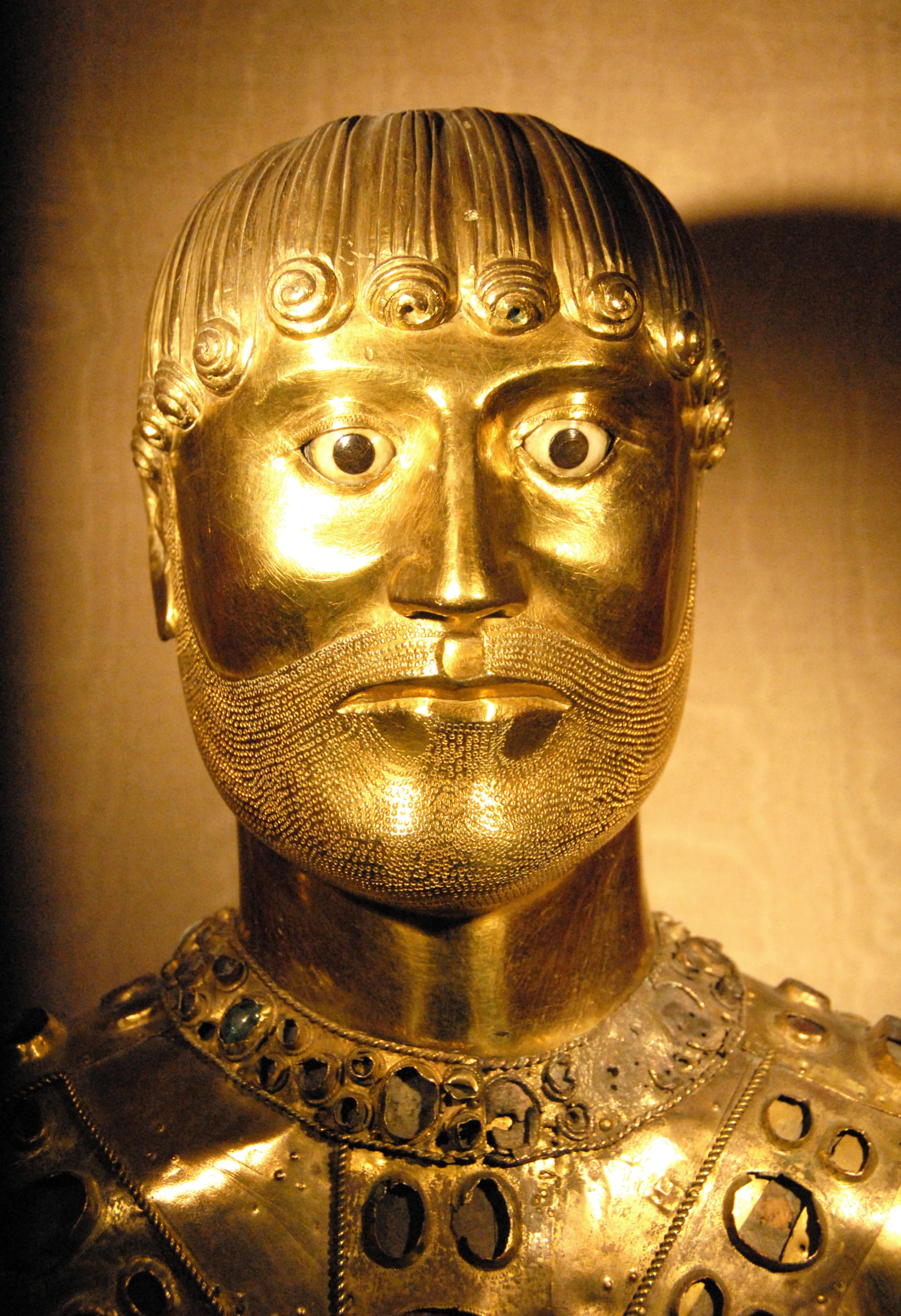
Kopf des heiligen  Baudimus
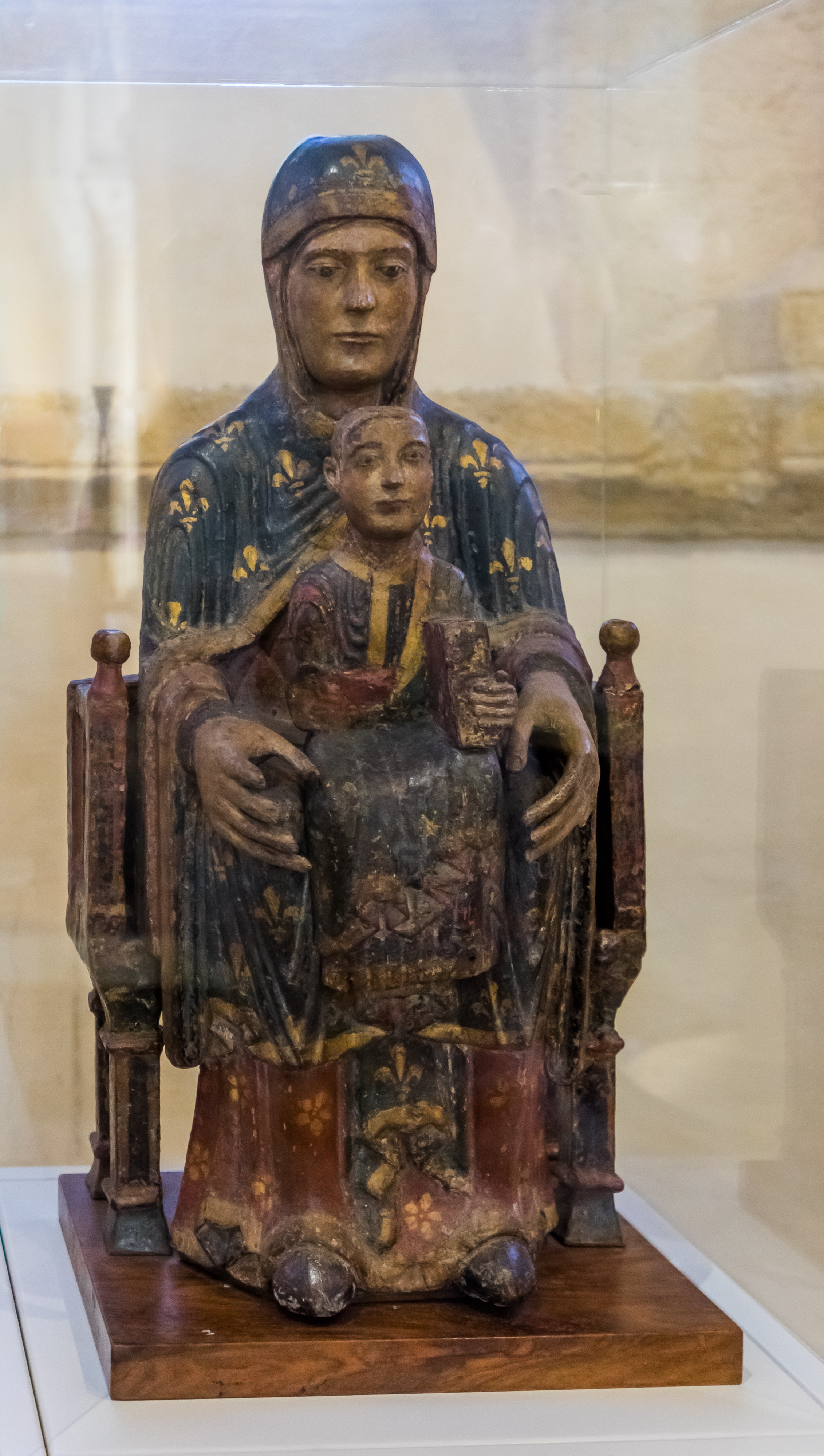
Madonna mit Kind, Notre-Dame vom Mont-Cornadore
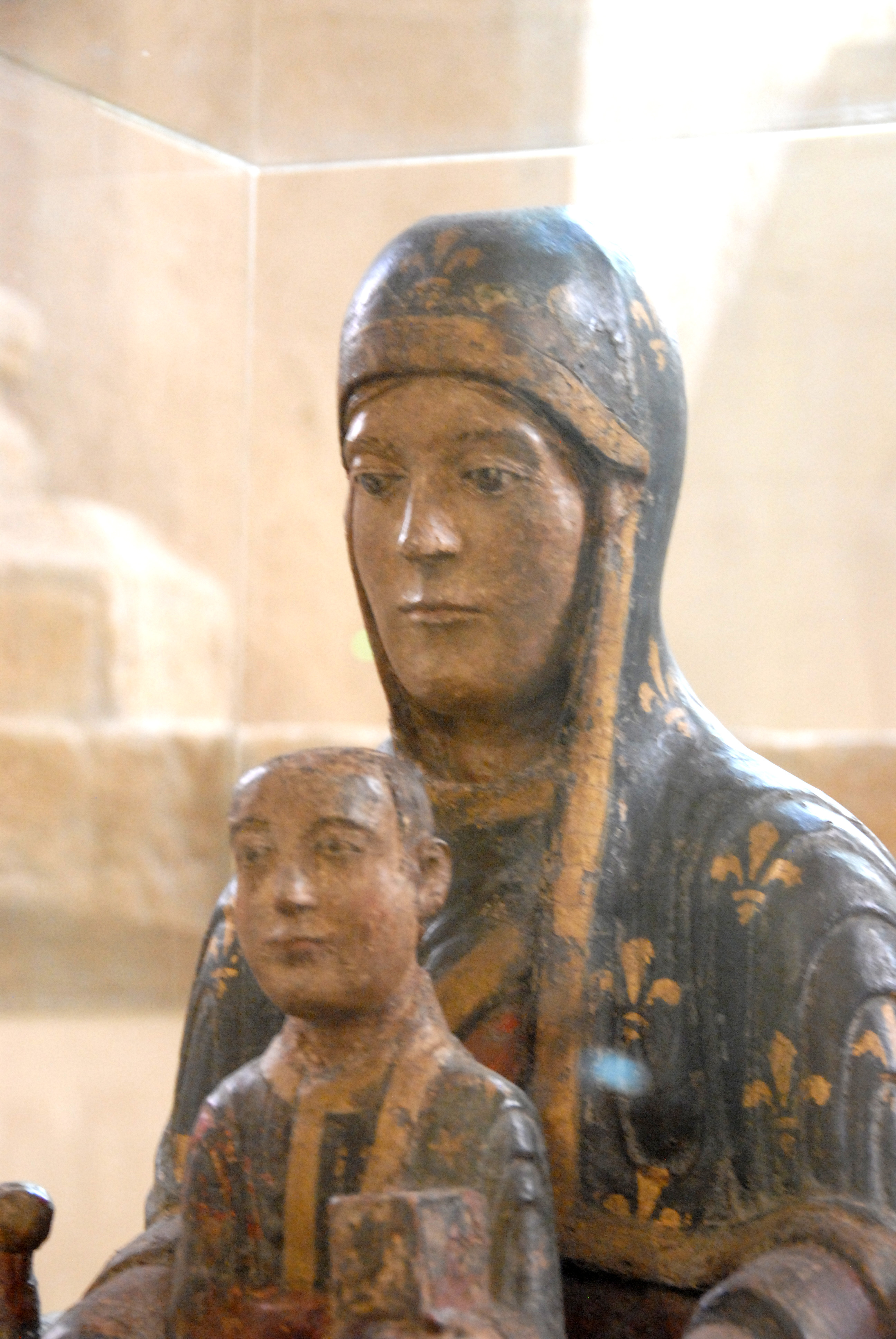
Madonna mit Kind, Detail
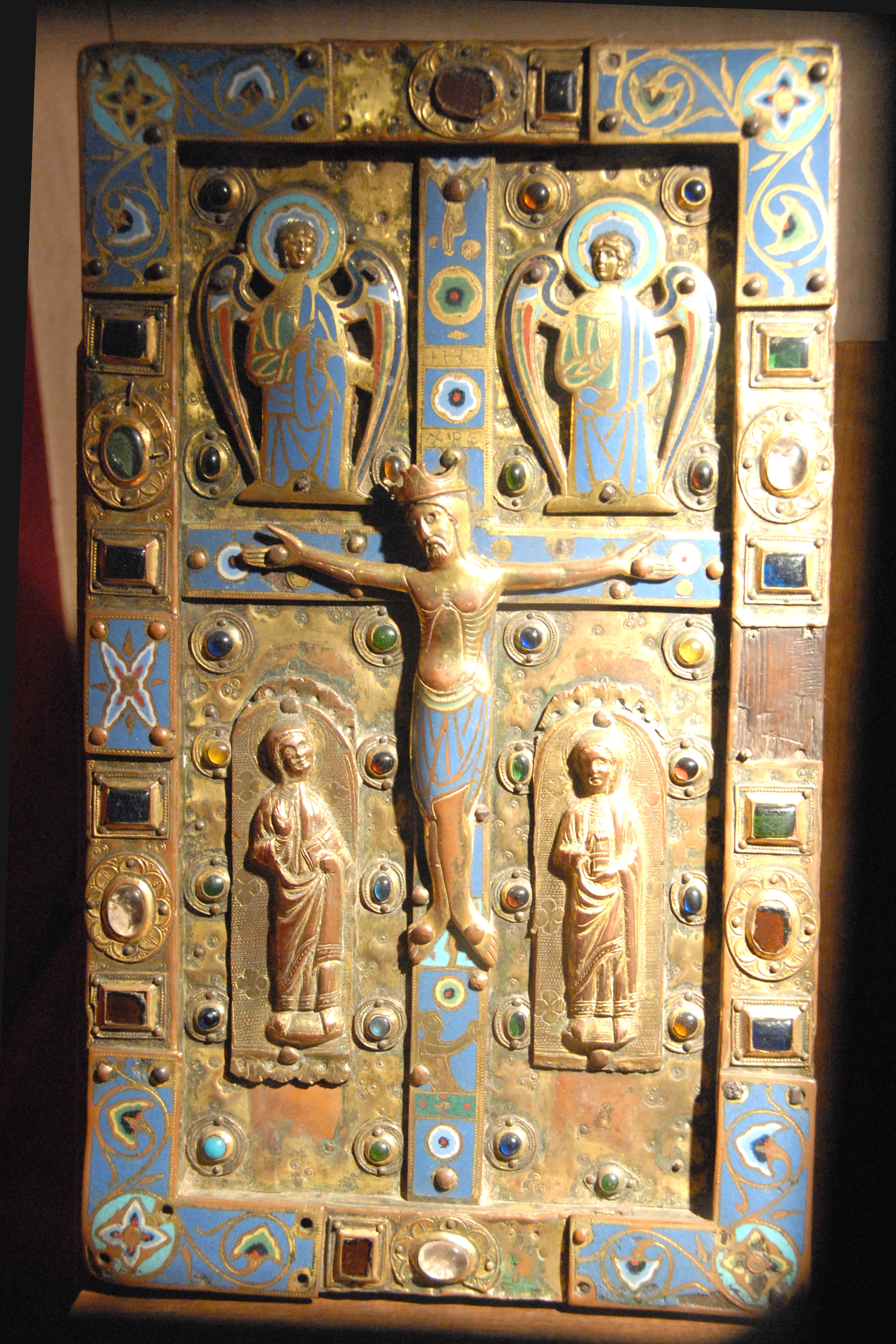
Buchdeckel 12. Jahrhundert
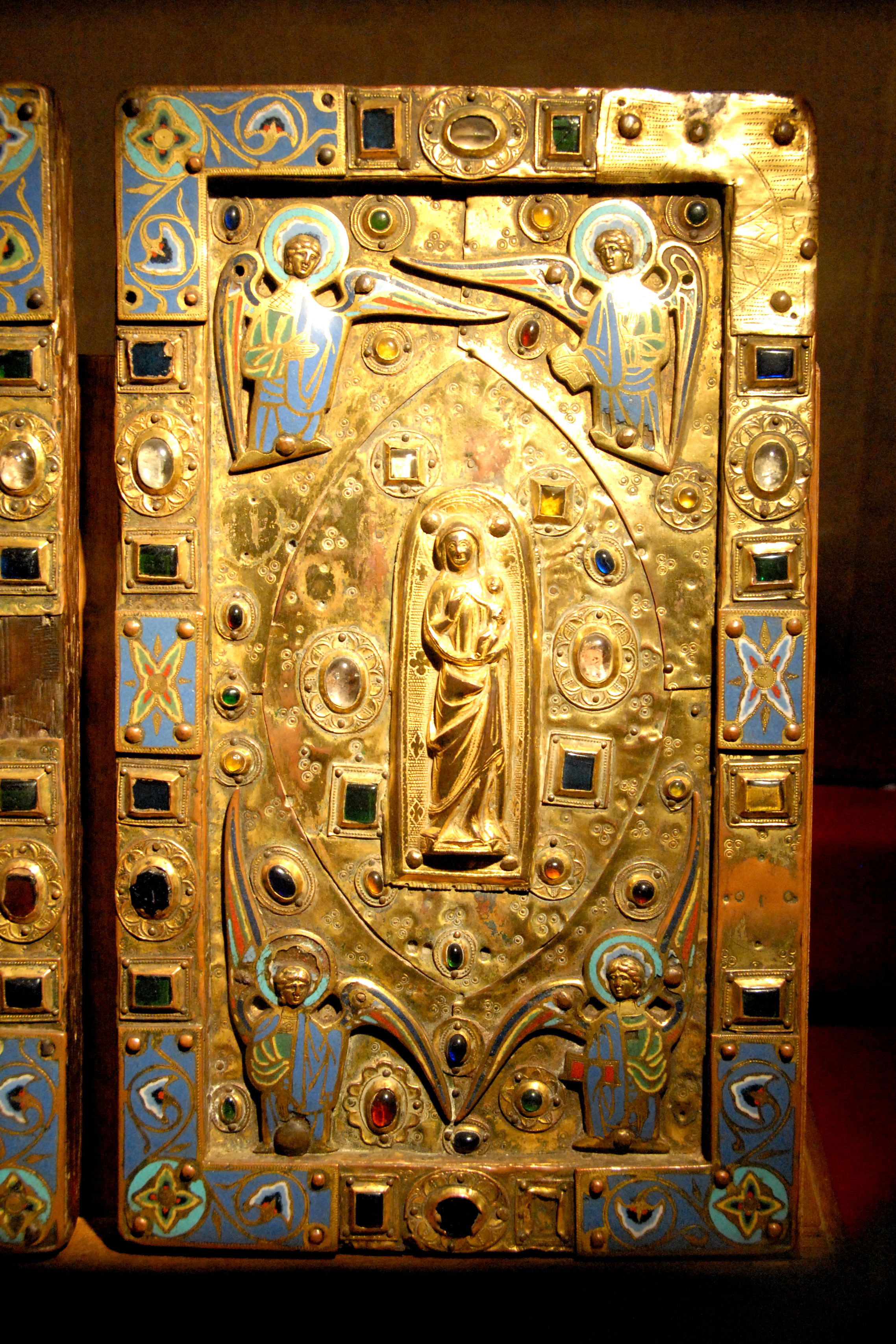
Buchdeckel 12. Jahrhundert
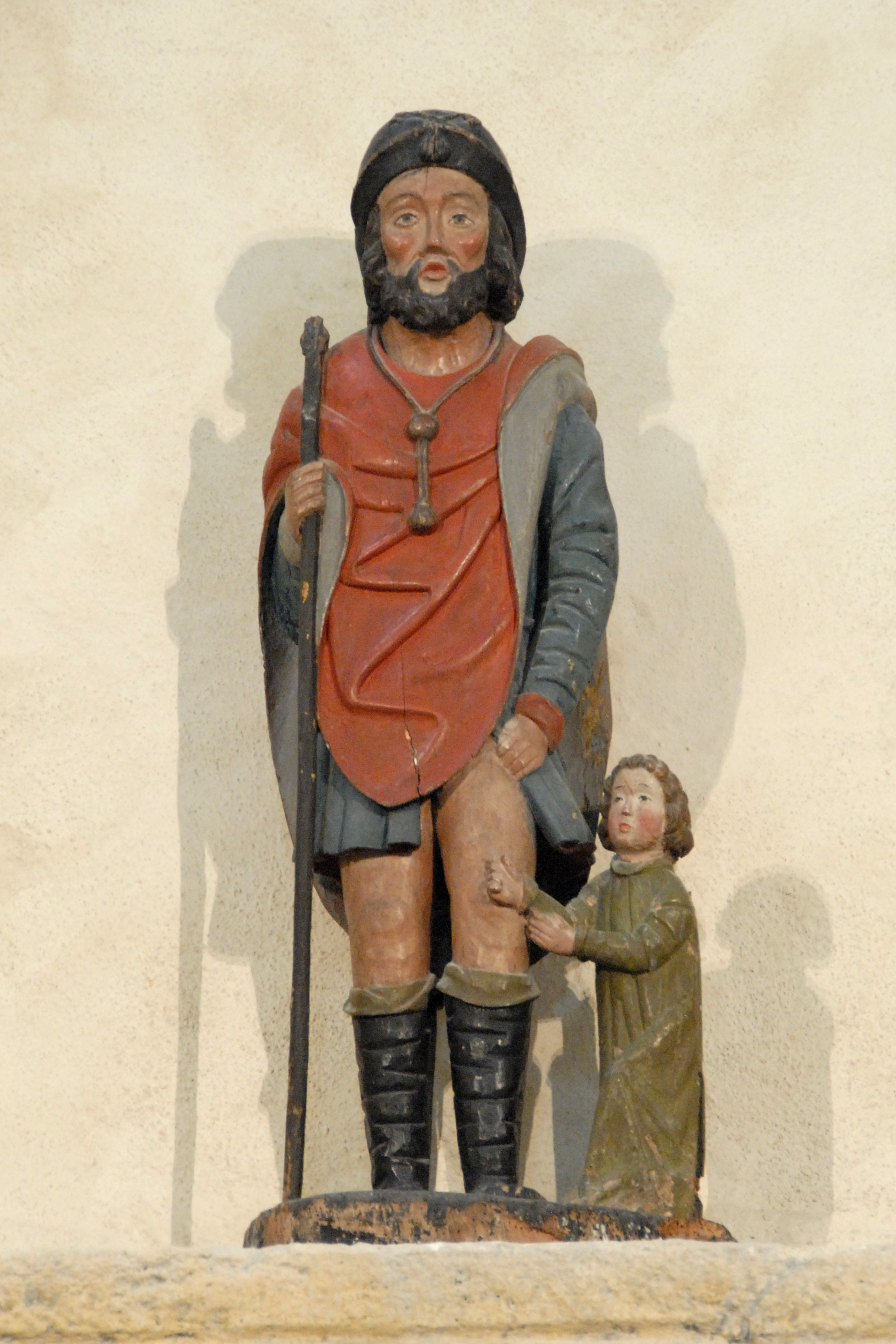
Heiliger Rochus mit dem Engel
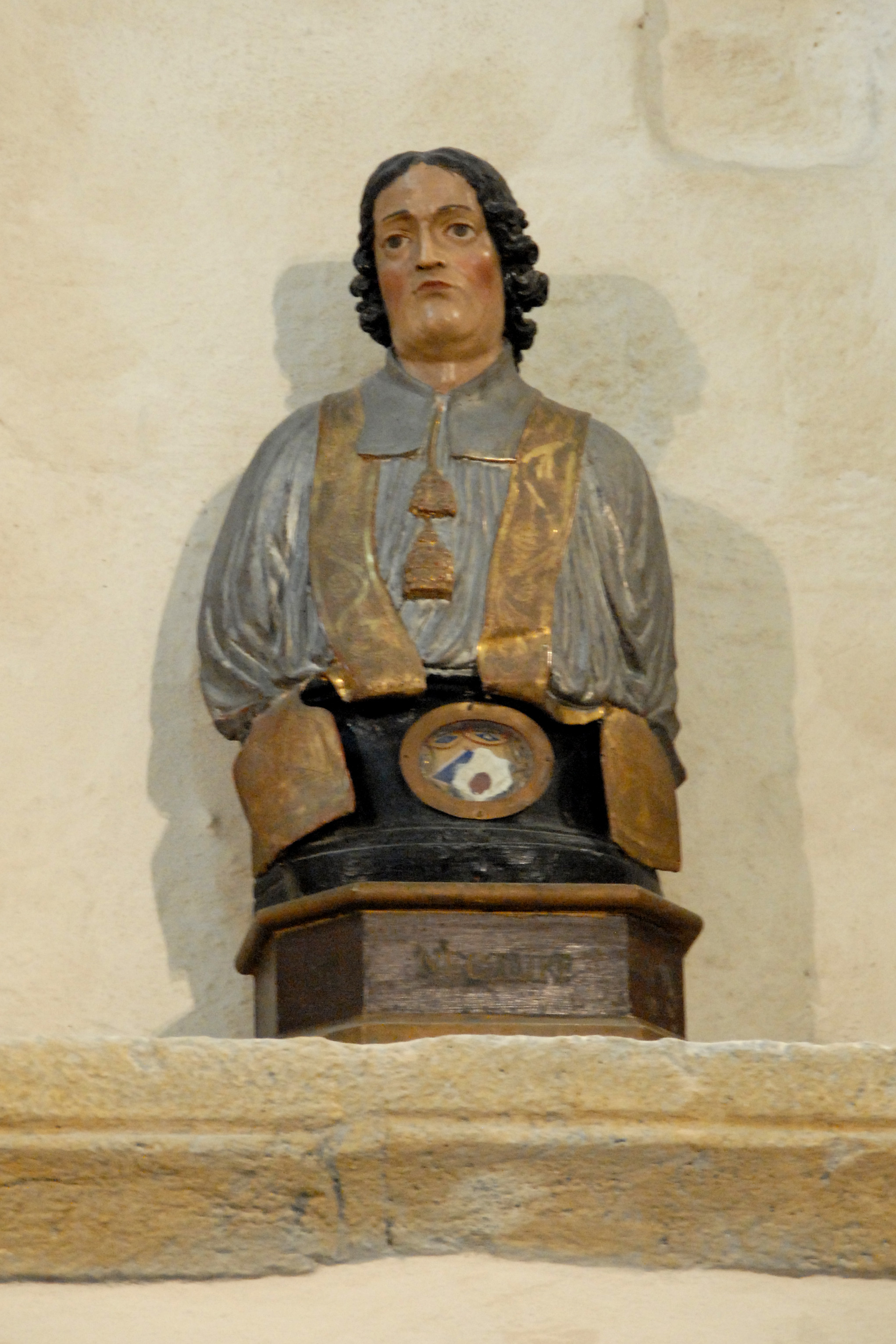
Büste (Reliquiar)

## Aktuelle Restaurierungsarbeiten des Innenraums
Im September 2008 befand sich der Innenraum der Kirche in der dritten Kampagne umfangreicher Restaurierungsarbeiten. Die erste Kampagne im Jahr 2006 umfasste das Querhaus, den Chorumgang und dessen Kapellen und die zweite im Jahr 2007 den Chor. Die Arbeiten in diesen Bereichen sind komplett fertig gestellt und man kann das von natürlichem Licht hell erstrahlte Werk wieder besichtigen. Die restlichen Bereiche der dritten Kampagne, das Langhaus und der Narthex, sind 2008 noch durch eine staubdichte Wand abgetrennt, und für Besucher unzugänglich.
Die vorher fast gänzlich geschwärzten Oberflächen der restaurierten Bauteile sind jetzt kaum wiederzuerkennen. Die Wände, Pfeiler, Säulen und Gewölbe der bislang dunklen Räume strahlen jetzt, auch ohne künstliche Belichtung, in hellen zarten Gelbtönen. Bauteilkanten an Öffnungen, Bögen und deren Leibungen sind hellgrau abgesetzt und mit gemalten Fugen als Steine markiert. Die ehemals markant hervortretenden Mörtelfugen wurden entfernt. Die sorgfältig restaurierten Kapitelle heben sich vom gelblichen Untergrund durch hellgraue und teils auch polychrome Fassungen deutlich ab. Kenner des vorherigen Zustandes erleben heute einen völlig neuen Innenraum.